# Tramvajová doprava v Praze

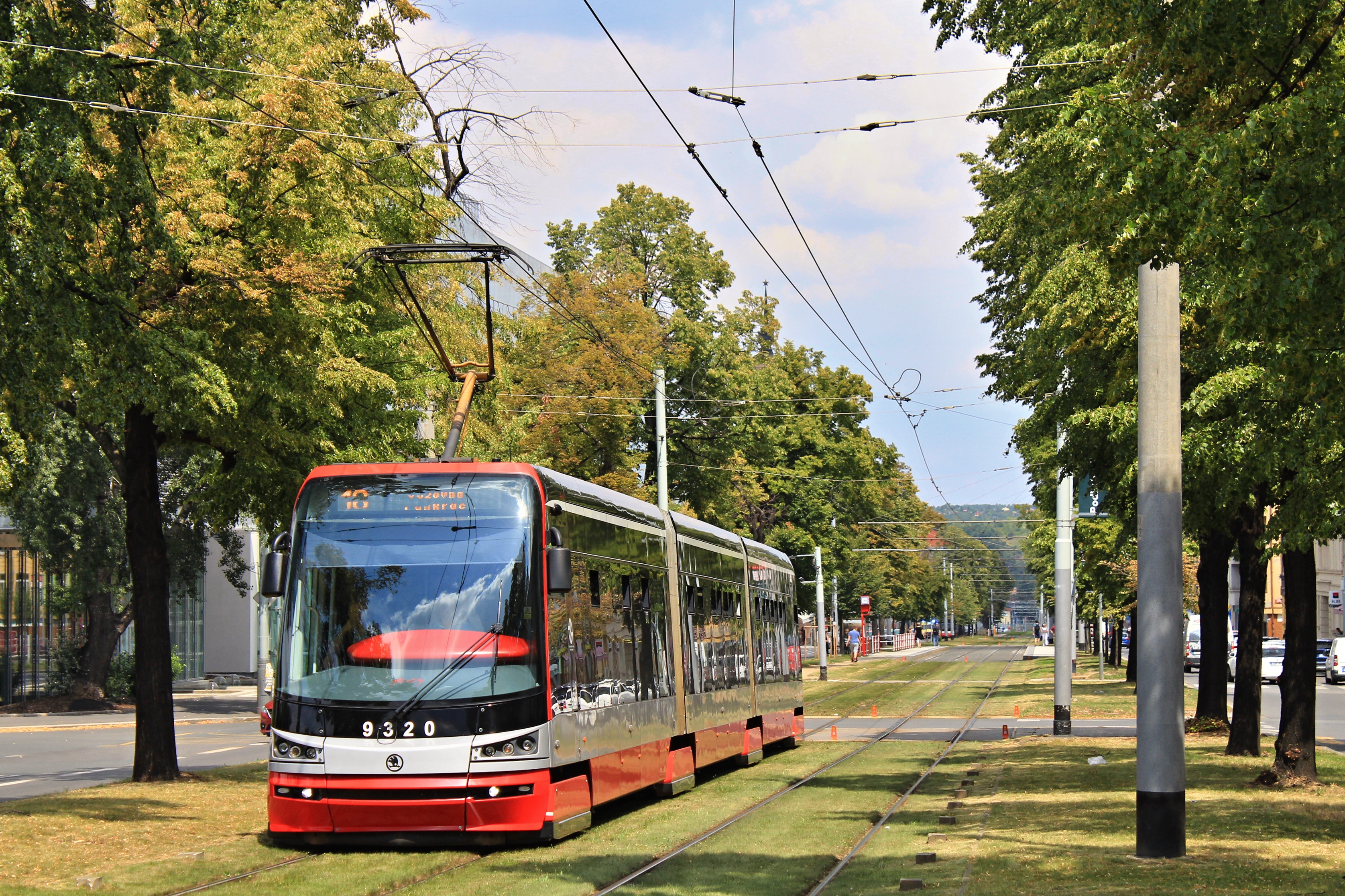
Škoda 15T na lince 18 mezi Vítězným náměstím a zastávkou Lotyšská

Tramvajová doprava v Praze je provozována od roku 1875, kdy zahájila provoz první linka koněspřežné tramvaje. První elektrická tramvaj Františka Křižíka následovala v roce 1891. Město začalo vlastní dráhu provozovat v roce 1897 a do roku 1907 odkoupilo všechny dráhy od dosavadních provozovatelů. Provozovatelem sítě tratí i dopravy na nich je nyní Dopravní podnik hl. m. Prahy (DPP), jehož stoprocentním vlastníkem je město. Pražská tramvajová síť o rozchodu kolejí 1 435 mm je největší v Česku. V roce 2024 bylo v provozu 148,8 kilometru tratí, na kterých DPP provozoval 27 denních a 9 nočních linek o celkové délce 575,2 kilometru.
Dopravní podnik hl. m. Prahy ke konci roku 2024 provozoval 784 tramvajových vozidel. V roce 2024 pražské tramvaje přepravily 344,9 milionu cestujících, což je druhý největší počet na světě, hned po Budapešti. Pražské tramvaje dosahovaly v roce 2024 průměrné cestovní rychlosti 19,34 km/h.

## Historie sítě

### Koňka

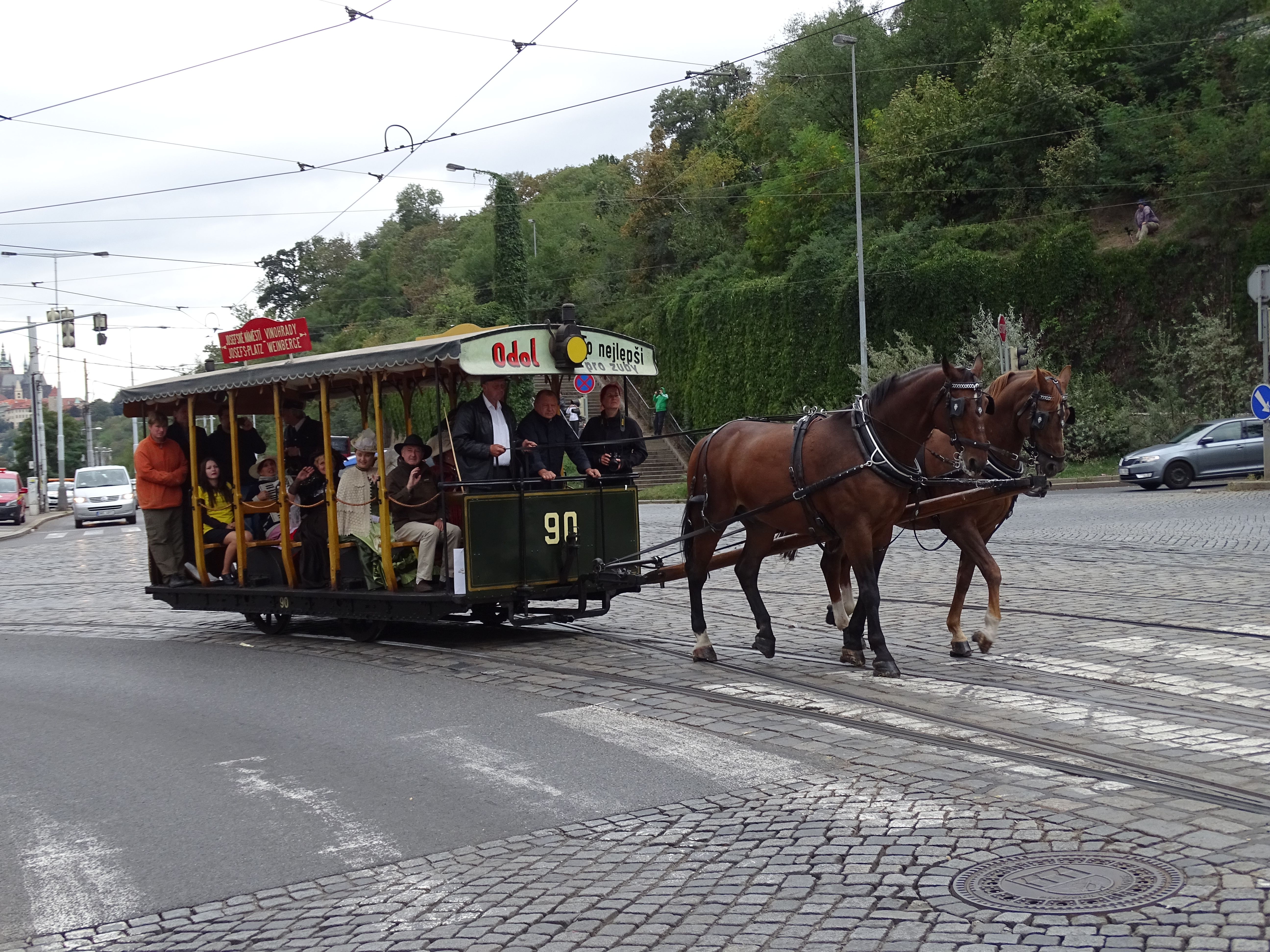
Koňka na křižovatce u Letenského tunelu při oslavách 140 let MHD v Praze. Tímto místem jezdila koňka pravidelně v letech 1884–1898

V roce 1873 založili Bernhard Kollmann a Zdeněk hrabě Kinský Anglicko-českou tramwayovou společnost a ta obdržela 5. března 1873 koncesi ke stavbě a provozování kolejové pouliční dráhy tažené koňmi — koněspřežnou tramvají. Z finančních důvodů však záměr nakonec nebyl realizován.
Koleje byly do pražských ulic pokládány od 3. nebo 4. května 1875, přičemž první kolejový úsek byl položen podél bývalých jezdeckých kasáren (dnešní Palladium) k bývalému hostinci U bažanta, který stál v místech dnešního paláce YMCA. První trasu koněspřežné tramvaje uvedl do provozu belgický podnikatel Eduard Otlet 23. září 1875 v 15:15 hodin. Provozovatelem sítě byla belgická společnost Akciová společnost Pražské tramwaye, resp. Generální ředitelství Pražské tramwaye. První trať vedla z Prahy (od Řetězového mostu) do Karlína (k Invalidovně). Ředitelství sídlilo od 1. května 1875 v Paláci Lažanských naproti Národnímu divadlu. 27. června 1897 Otletovu dráhu odkoupily a převzaly Elektrické podniky král. hl. m. Prahy a do roku 1905 celou síť přebudovaly na elektrický provoz.

### Hledání vhodné trakce
Již roku 1886 se uvažovalo o zavedení parní tramvaje; 30. září 1890 starosta Královských Vinohrad Jan Friedländer navrhl radě města Prahy vybudování tří tratí, které měly obsloužit město Královské Vinohrady a propojit je s Prahou. Zvláštní komise jmenovaná pražskou městskou radou projekt zamítla a doporučila tramvaj elektrickou.
Podobně jako na zemské výstavě v roce 1891 byla jako propagační atrakce předváděna Křižíkova elektrická tramvaj, v roce 1895 na Národopisné výstavě byla u Královské obory na 500 m trati předváděna šlapací tramvaj konstruktéra Sylvestra Krnky. Tento ekologický dopravní prostředek se však neujal.
V roce 1897 se časopis Z říše vědy a práce zabýval možností zavedení plynových tramvají v článku, který zpochybňoval samozřejmost zavedení elektrických tramvají, vychvaloval výhody plynového pohonu s poukazem na to, že vrchní trolejové vedení Křižíkových drah je z estetického hlediska do města nevhodné.

### Počátky elektrické trakce

#### Křižíkovy dráhy
Počátek elektrických tramvají v Praze je spjat se jménem Františka Křižíka. Jeho první elektrická trať, kterou provozoval jeho podnik Elektrická dráha na Letné v Praze, měla hlavně propagační účel a byla uvedena do provozu v roce 1891. Vedla mezi horní stanicí letenské lanové dráhy a pavilonem Jubilejní zemské výstavy na dnešním Výstavišti Oveneckou ulicí. O další dva roky později byla prodloužena až k Místodržitelskému letohrádku na celkovou délku 1,4 km.
19. března 1896 otevřela jiná Křižíkova společnost, Elektrická dráha Praha–Libeň–Vysočany, dráhu vedoucí z dnešní Florence do dělnických předměstí Libně (k Praze připojené až roku 1901) a do Vysočan (až do roku 1921 samostatných), měnících se tou dobou v města.

#### Hlaváčkova dráha
Starosta tehdejšího samostatného města Košíře Matěj Hlaváček pod vlastním jménem vybudoval a od června 1897 provozoval trať Elektrická dráha Smíchov – Košíře z Anděla ve městě Smíchov Plzeňskou ulicí zhruba k dnešní zastávce Klamovka. Zajímavé na ní bylo, že na rozdíl od ostatních tratí nebyla na tomto úseku trolej umístěna nad osou koleje, ale bočně. Stavbou a provozem dráhy se však Hlaváček zadlužil, což ho vedlo k tomu, že se následně zastřelil.

#### Vinohradská dráha a dráhy Elektrických podniků
Pražská radniční komise vzniklá v roce 1890 k posouzení návrhů parní tramvaje se sice v následujících letech zabývala myšlenkami na zřízení elektrické tramvaje do oblasti Královských Vinohrad, ale po mnoho let se nedokázala shodnout.
Město Královské Vinohrady se tedy chopilo iniciativy samo, a pro tento účel založilo podnik Městská elektrická dráha Královských Vinohrad. František Křižík pro ně navrhl okružní dráhu Praha – Žižkov – Královské Vinohrady. Vinohradskou část projektu pak začaly Královské Vinohrady samy realizovat, město Praha se k projektu nakonec přidalo a budovalo, zpočátku prostřednictvím Pražských obecních plynáren, část do města Žižkova. Dráha byla dlouhá 5,846 km a měla 17 stanic. Provoz na okruhu byl zahájen 18. září 1897. Zpočátku jezdily po okruhu jak pražské, tak vinohradské vozy, 15. prosince 1897 však byl vinohradský podnik začleněn do pražského.
Zároveň město Praha stavělo a začátkem roku 1898 zprovoznilo další trať na Novém Městě, ze Spálené ulice (od Perštýna) přes Karlovo náměstí na Purkyňovo náměstí (dnešní náměstí Míru) na Královských Vinohradech, kde byla napojena na Okružní dráhu.
Původní radniční komise se v době neúspěšného hledání tramvajové koncepce jmenovala Komise pro elektrické dráhy. Od počátku roku 1897 začala být označována jako Správní rada elektrických drah a 1. září 1897 byl usnesením městské rady zřízen jako nový subjekt Kancelář městských elektrických podniků. Do obchodního rejstříku byla tato kancelář zapsána o dva roky později se zpětnou platností jako Elektrické podniky král. hlavního města Prahy.

### Monopolizace na začátku 20. století

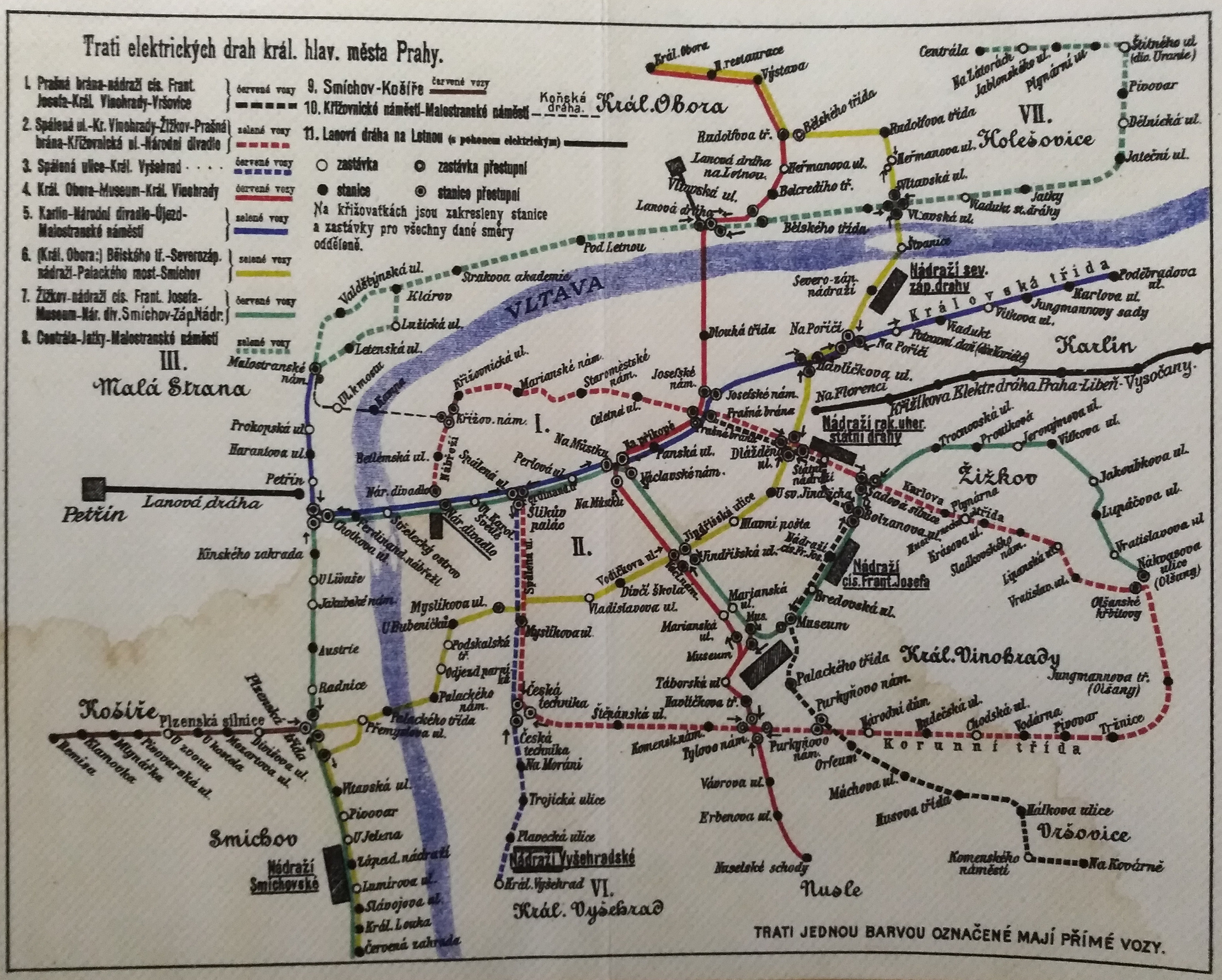
Schéma linek Elektrických drah král. hlav. města Prahy, cca rok 1902

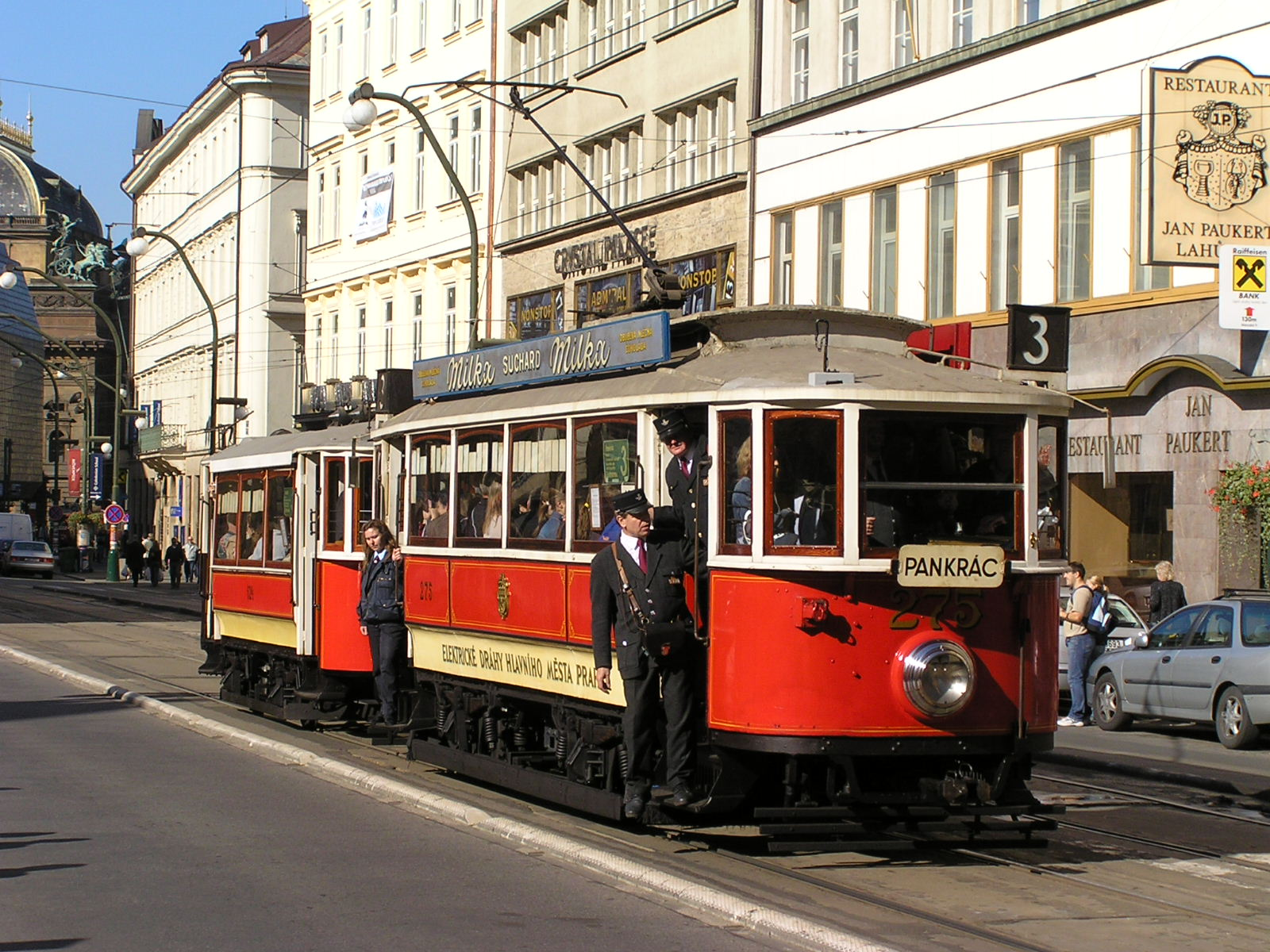
Vůz 275 z roku 1908 při přehlídce k výročí 130 let MHD v Praze na Národní ulici

Na začátku 20. století, brzy po vzniku městského dopravce, se začal postupně formovat budoucí monopol města Prahy jako provozovatele tramvajové dopravy v Praze a okolních městech.
Poté, co Otletova Pražská tramway podlehla konkurenčnímu tlaku Elektrických podniků, EP ji 27. června 1897 odkoupil a převzatou koňku v období do roku 1905 postupně přebudoval na elektrickou tramvaj. Úsek trati na Karlově mostě byl řešen pomocí tzv. spodního přívodu elektrického proudu; systém byl sice na svoji dobu velmi moderní, ale také velmi poruchový. Tento systém byl v provozu pouhé tři roky a pak byl nahrazen autobusovou linkou, která byla taktéž později zrušena.
Elektrické podniky odkoupily i vinohradskou a košířskou dráhu. Poslední soukromá trať, patřící Františkovi Křižíkovi, byla městu předána 5. srpna 1907. Letenskou dráhu Křižík zrušil.
Po tomto sjednocení sítě pod jednoho provozovatele se mohlo přistoupit k jejímu rozšiřování; roku 1907 už bylo v provozu 55 km tratí se 17 linkami.

### Křížení potravní čáry
V době počátků tramvajové dopravy existovala komplikovaná soustava potravních daní, jednou z jejích forem byla i daň vybíraná na potravní čáře, na hranicích obcí, na stanovištích nazývaných celní městiště, lidově též akcíz. Na potravní čáře městské hranice se prováděla i kontrola tramvajových vozů a cestujících. Cestující, kteří měli něco k proclení, v tomto místě vystoupili a po vyřízení mohli pokračovat na stejnou jízdenku dalším spojem, jinak bylo v těchto zastávkách nastupování i vystupování zakázáno. Daňové hranice se nekryly úplně přesně s hranicemi měst, například Holešovice a Libeň byly i po připojení k Praze mimo pražský daňový obvod. Výběrčí místa na tramvajových tratích byla například (popsáno dnešními názvy) v Sokolovské u dnešní zastávky Florenc, v Křižíkově ulici u Městského muzea, v Hybernské před Bulharem, v Bolzanově ulici, u Národního muzea v úrovni Vinohradské ulice, u křižovatky Žitné a Legerovy, na náměstí I. P. Pavlova, Na Slupi v úrovni hradební zdi mezi Novým Městem a Nuslemi, u vyšehradského tunelu, před Palackého mostem, u Kinského zahrady (Petřínská ulice), v Badeniho ulici, u dolního konce letenského tunelu (tehdy letenské lanovky), na Těšnově, v ulici U Brusnice a v ulici U Prašného mostu. Při vzniku Velké Prahy byly do pražského daňového obvodu zahrnuty i některé přilehlé obce, čímž bylo cestování značně ulehčeno, později pak daň komplikovala jen nově vznikající autobusovou dopravu, a to až do května 1942, kdy byla tato daň zrušena.

### První světová válka
Rozvoj sítě netrval dlouho, zastavila jej první světová válka, která kladla na síť nové nároky. Pro raněné přijíždějící sanitními vlaky z fronty byly zřízeny tzv. sanitní tramvaje i pohřební tramvaj. Nedostatek koňských povozů – další problém dopravy v budoucí metropoli – si vynutil zavedení také tramvají nákladních, přepravovalo se palivo (uhlí), suroviny, potraviny i komunální odpad.
Za války musela být za každou cenu zvyšována produkce střeliva a zbraní, došlo tak k přetavování trolejí a ztrátě kapacit (v dílnách se vyráběly granáty atd.), problémy byly i s nedostatkem provozního personálu, protože mnozí pracovníci narukovali na frontu. Od 15. listopadu 1917 byl přerušen provoz na devíti koncových úsecích linek a večerní doprava končila ve 20 hodin.
Situace se normalizovala ještě dlouho po skočení války a vzniku Československé republiky. Plný provoz v původním rozsahu byl obnoven až v roce 1921.

### Rozvoj v meziválečném období

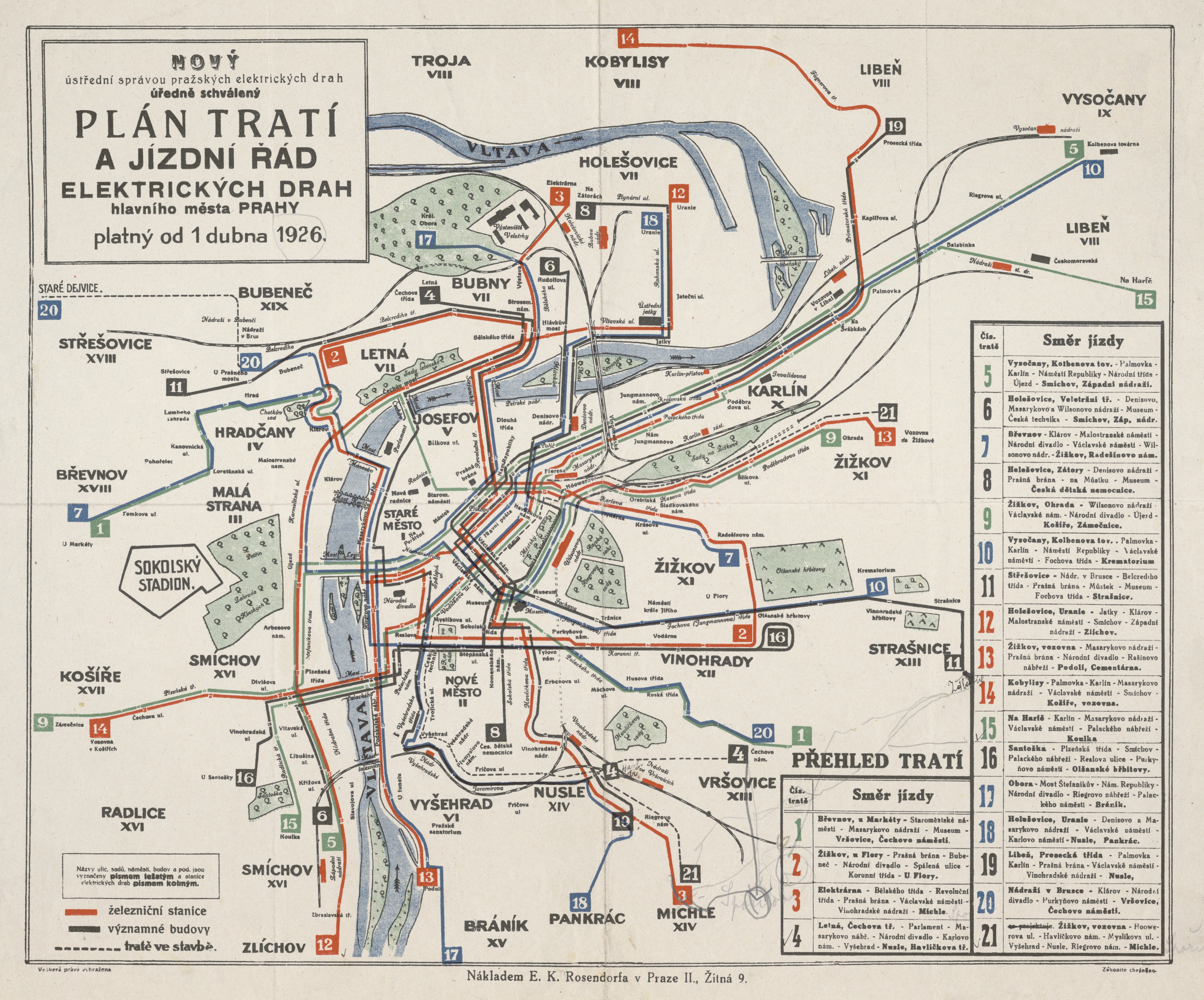
Schéma tramvajových linek v Praze v roce 1926

Tramvajová síť se začala znovu rychle rozšiřovat – převážně do nově budovaných čtvrtí nyní už Velké Prahy, jako byly například Dejvice, Nusle nebo Žižkov. V roce 1927 přesáhla délka sítě v Hlubočepích 100 km, a na tomto místě stojí památník.
Zároveň se začaly také objevovat nové typy tramvají, tzv. ponorky. Vzhledem k tomu, že byly jednosměrné, nemohly končit trasu na úvratích, ale pouze na smyčkách; tak bylo nezbytné přebudovat mnoho konečných stanic.
Od roku 1925 začaly Elektrické podniky tramvajovou dopravu doplňovat autobusovou, od roku 1936 i trolejbusovou.
Rostoucí velikost města i sítě tramvají a zvětšování vzdáleností začaly dopravu z jednoho konce metropole na druhý zpomalovat, protože počet linek i projíždějících vozů neustále rostl. Hlavní dopravní tepny v centru, jako například ulice Na příkopě či Václavské náměstí, začaly být přehlceny. Snahy řešit tuto situaci se objevily, vznikaly různé úvahy o podpovrchové či rychlodrážní tramvaji. Koncem 30. let byla otevřena projekční kancelář, která měla navrhnout nejvhodnější řešení; za války však musela být zavřena.

### Druhá světová válka

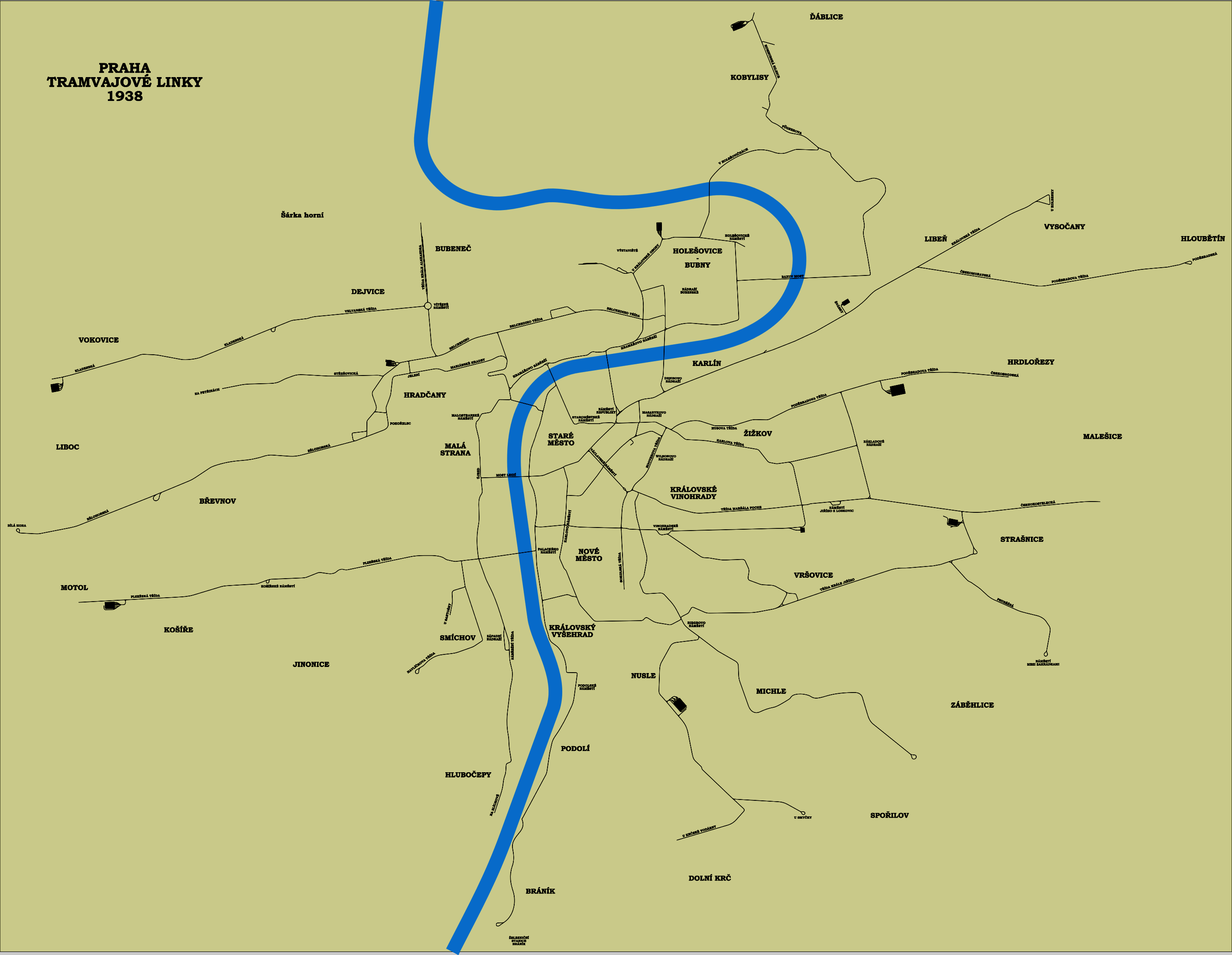
Plán tramvajových tratí v Praze v roce 1938

V důsledku německé okupace byl 26. března 1939 spěšně zaveden pravostranný provoz, ke kterému se Československo zavázalo již roku 1926. Narychlo se musely předělávat vstupy do tramvají i jednotlivé zastávky. Elektrické podniky města Prahy vydaly také nařízení, kterým byli Židé od sobotního odpoledne až do pozdní nedělní noci vyloučeni z tramvajové dopravy.
V roce 1942 byl zaveden celonoční provoz tramvají. Hrozilo ale bombardování spojeneckými letadly, a tak vozy musely být dobře zatemněné. Přes všechny tyto obtíže fungovala celá síť relativně spolehlivě a dopravní výkony dokonce překračovaly ty předválečné. Spojenecké bombardování narušilo tramvajový provoz až ke konci války. 18. ledna 1945 byl z důvodů válečné nouze zrušen noční provoz a od 5. do 16. května 1945 byl provoz tramvají zcela přerušen. K postupnému obnovení provozu bylo přikročeno až do 17. prosince 1945.

### Doba před zavedením metra

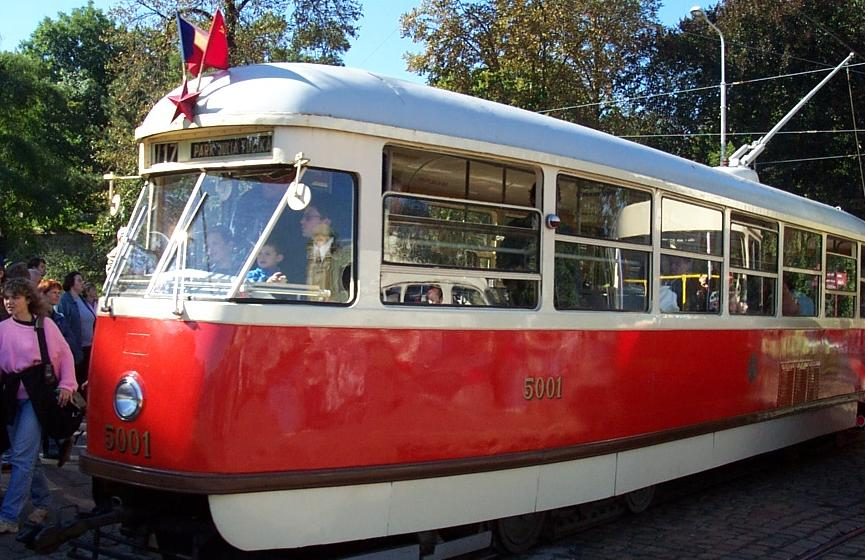
Tramvaj Tatra T1 v rekonstruované původní podobě.

Vzhledem k narůstající automobilové dopravě, vynucující si širší ulice, nebyly na nových a rekonstruovaných komunikacích koleje umisťovány přímo v úrovni vozovky jako dříve, ale na zvláštní, vyvýšené těleso.
Ani tyto úpravy však nedokázaly odstranit hlavní problém této doby – nespolehlivost a hlavně nevyhovující cestovní rychlost v celém tramvajovém systému. Proto bylo rozhodnuto o výstavbě podpovrchové tramvaje. Kopat se začalo roku 1966, první úsek měl vést z Hlavního nádraží na Pankrác v tubusu právě budovaného Nuselského mostu. Později byl tento úsek využit pro první trasu metra C.
Dne 1. ledna 1960 byla zrušena první z tratí v historickém centru města: jednokolejný úsek vedoucí Pařížskou ulici, Staroměstské náměstí a úzkou Celetnou ulici, kde již nebylo možné provozovat rychlou a moderní dopravu.

### Rozvoj metra a rušení souběžných tramvají

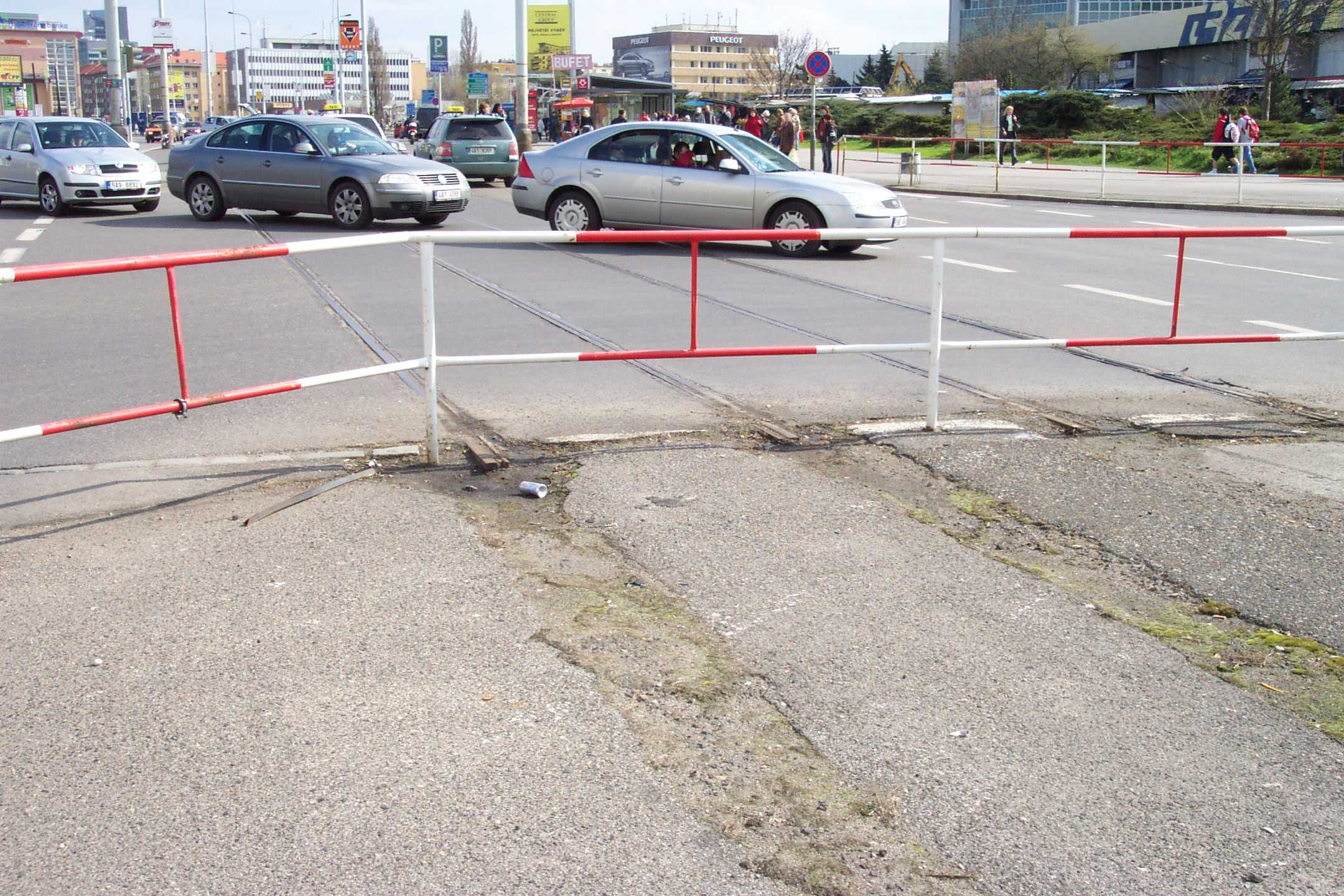
Zrušená tramvajová trať na Pankráci, již v 70. letech nahradilo metro, před obnovením v roce 2020.

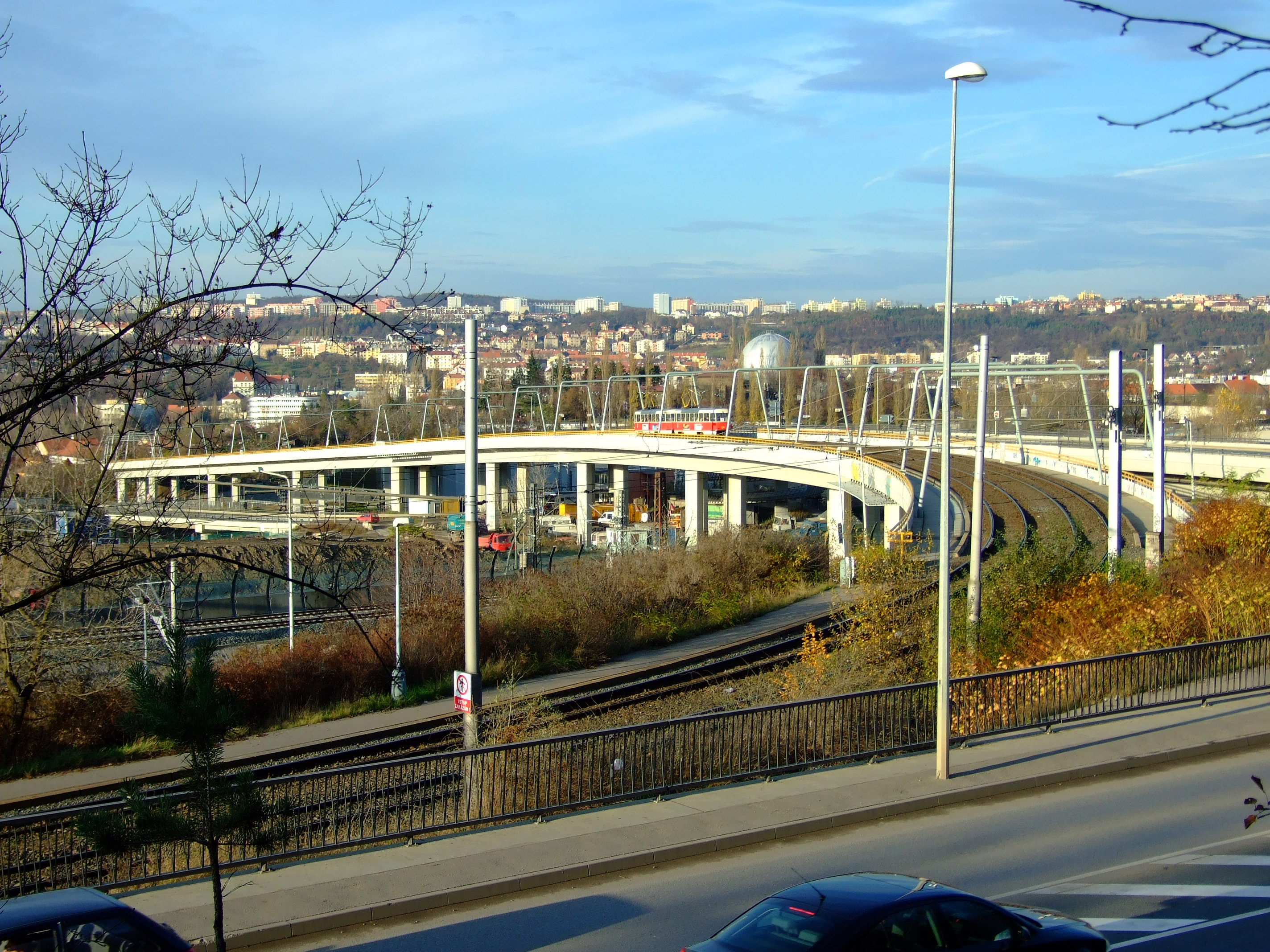
Tramvajová estakáda spojila roku 1990 Ohradu s Palmovkou

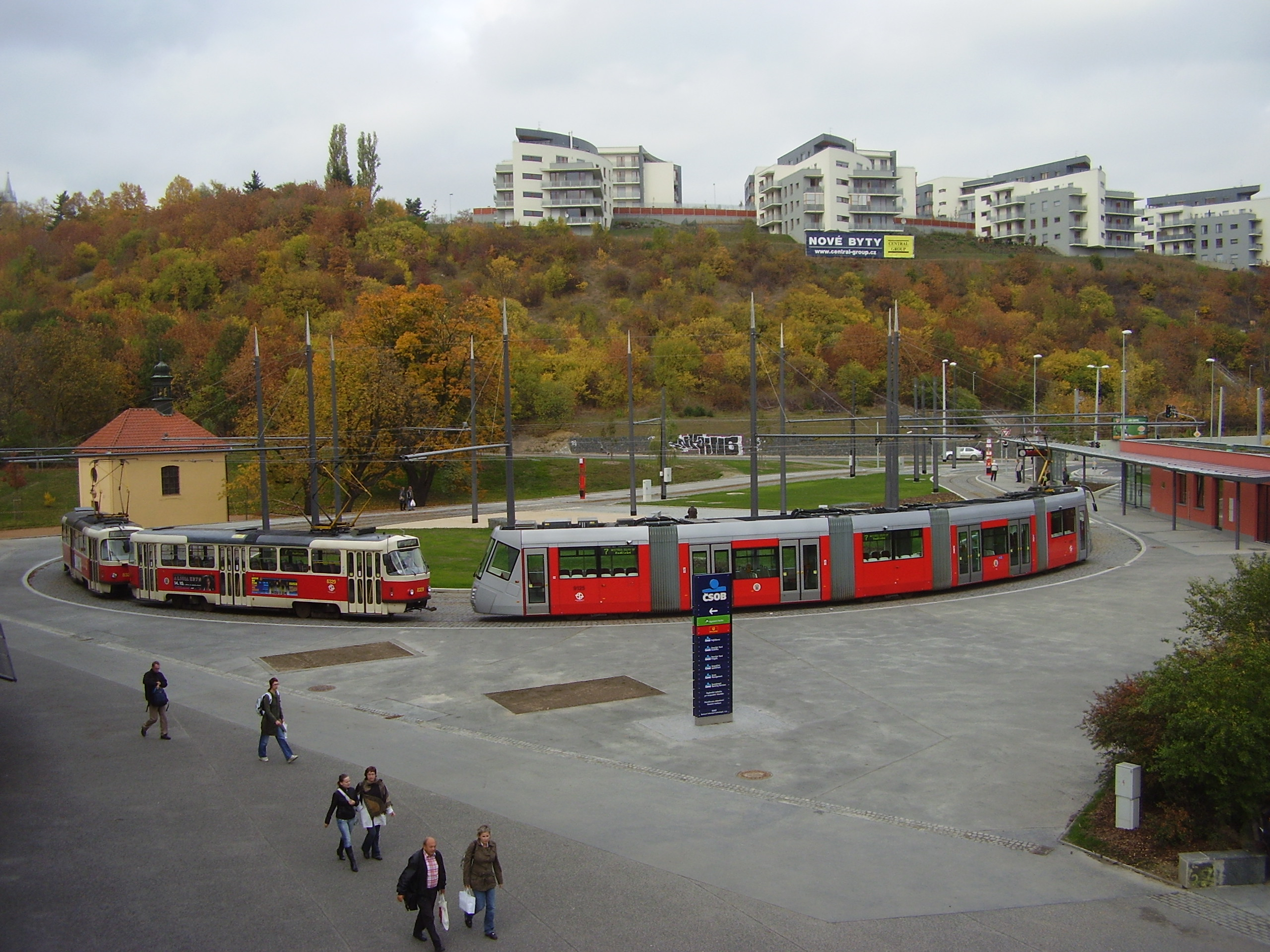
Tramvaje ve smyčce Radlická, vybudované roku 2008

Po zahájení stavby podpovrchové tramvaje došly různé studie k závěru, že bude výhodnější, když se po dokončení systém přebuduje na klasickou podzemní dráhu postupně (tzv. koncepce metra s mezietapou podpovrchové tramvaje). To potvrdilo i vládní usnesení č. 437 z 30. listopadu 1966, založené na výsledcích expertizy odborníků z ČSSR, SSSR, Švédska a SRN. Někteří oponenti (například Zbyněk Jirsák či Jindřich Horešovský) ale již dříve poukazovali na nevýhody tohoto řešení, mezi které patří například nutnost výstavby nájezdových ramp apod. V květnu 1967 tak požádal na základě jednání vlády premiér Lenárt sovětskou vládu o vyslání skupiny expertů, kteří by celou koncepci ještě jednou posoudili. Tým v čele s I. T. Jefimovem doporučil mezietapu podpovrchové tramvaje vypustit. Vedení Dopravního podniku i pražský národní výbor se s těmito výsledky ztotožnily a vládním rozhodnutím z 9. srpna 1967 byl nakonec projekt metra stvrzen.
První linka metra C se pro veřejnost otevřela v květnu roku 1974. Změněn byl i tarif na nepřestupný a zrušena byla po mnoha letech profese průvodčího (ve všech vozech bylo demontováno jeho stanoviště).
Postupné rozšiřování metra omezilo rozvoj tramvajové sítě a otevřelo i otázku pro její případné nahrazení autobusy (jako tomu bylo i v některých jiných městech tehdejšího Československa). Vzhledem k rychlému rozvoji autobusové dopravy také nevznikaly v této době nové tratě do okrajových sídlišť, místo toho byly preferovány desítky autobusových linek, většinou navazujících právě na nové metro.
Rušeny byly tramvajové tratě souběžné s metrem: na Pankráci hned v 70. letech, v 80. letech v centru města – Václavské náměstí (podélná trať) – 1980, Na Florenci – 1983, Na Příkopě – 1984. Tratě existující více než sto let nahradila pěší zóna. Těžiště tramvajové dopravy se tak přesunulo z Václavského na Karlovo náměstí. V roce 1983 byl také zrušen poslední trvale pojížděný jednokolejný úsek trati, mezi zastávkami Laurová a Radlice – trať i část zástavby Radlic v tomto úzkém místě ustoupily výstavbě kapacitnější komunikace na budované Jihozápadní Město.

### Rozvoj sítě od 80. let
V 80. letech byly pro rekonstrukci většiny sítě masově využívány betonové panely typu BKV, poprvé v Praze zkušebně použité roku 1977 v Dělnické ulici. Koncem 80. let začala být tramvajová doprava podobně jako v západní Evropě znovu oceňována jako moderní a ekologický druh dopravy. Tramvajová doprava si v této době držela asi 30 % zastoupení na všech jízdách v pražské MHD, takže stále měla klíčový význam.
Začaly opět vznikat nové tratě, úsek na sídliště Řepy (1988), estakáda Ohrada – Palmovka s přeložkou trati na Palmovce (1990) a trať do Modřan (1995). Od roku 1986 byly některé nové úseky budovány také na samostatném drážním tělese s otevřeným svrškem – například přeložka v Braníku (1986), u vozovny Hloubětín (1987), úsek Ohrada – Krejcárek (1990), trať do Modřan (1995). Dne 29. listopadu 2003 byla po dlouhé době opět otevřena nová trať, Hlubočepy – Sídliště Barrandov.
Dne 4. října 2008 byl zahájen pravidelný provoz na novém úseku Laurová – Radlická. Další nový úsek byl zprovozněn 1. září 2011, kdy byla trať z Vítězného náměstí prodloužena od hotelu International do nové smyčky u zastávky Podbaba. Nové zastávky byly vybaveny novým druhem elektronických označníků s on-line zobrazováním příjezdů vozidel MHD. V červnu 2021 byl zahájen provoz tramvají na znovuobnoveném čtvrtkilometrovém úseku od křižovatky ulic Na veselí a Na Pankráci do dočasné úvraťové zastávky Pankrác. V letech 2022–2023 byla ve dvou etapách otevřena trať Sídliště Barrandov – Slivenec a roku 2023 úsek Sídliště Modřany – Libuš, který je rovněž provizorně zakončen úvratí, a úsek Divoká Šárka – Dědina.

### Plánovaný rozvoj sítě
Výstavba nových tramvajových tratí výrazně zintenzivnila po roce 2020. Uvažuje se o obnově některých tratí zrušených v 70. a 80. letech i o výstavbě nových tratí. Některé z tratí jsou již zahrnuty v územním plánu, některé jsou uvedeny v konceptu Metropolitního plánu.

## Provoz a linkové vedení

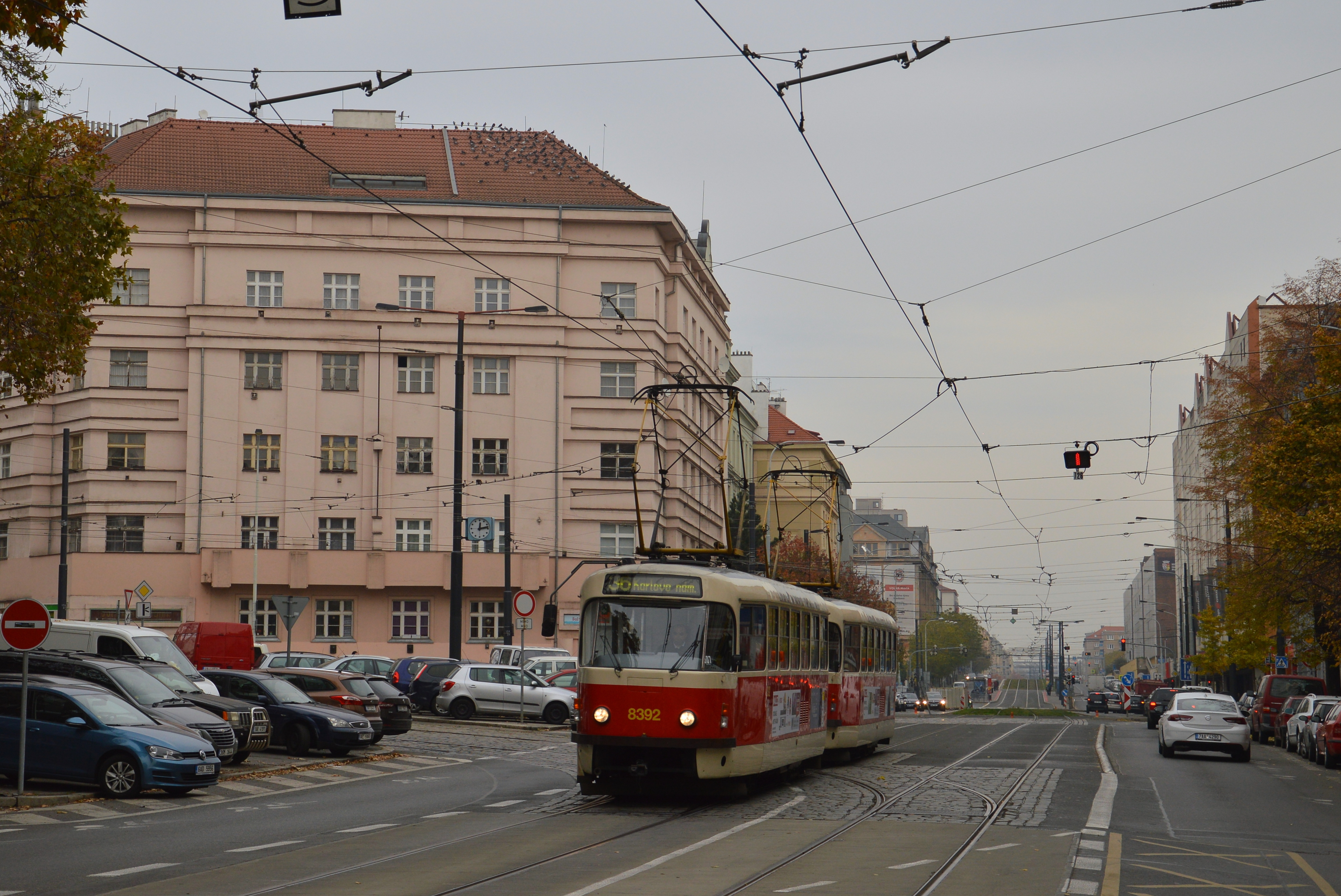
Souprava vozů T3R.P na výlukové lince 36 přijíždí do zastávky Bohemians, odkud pokračuje do konečné zastávky Karlovo náměstí

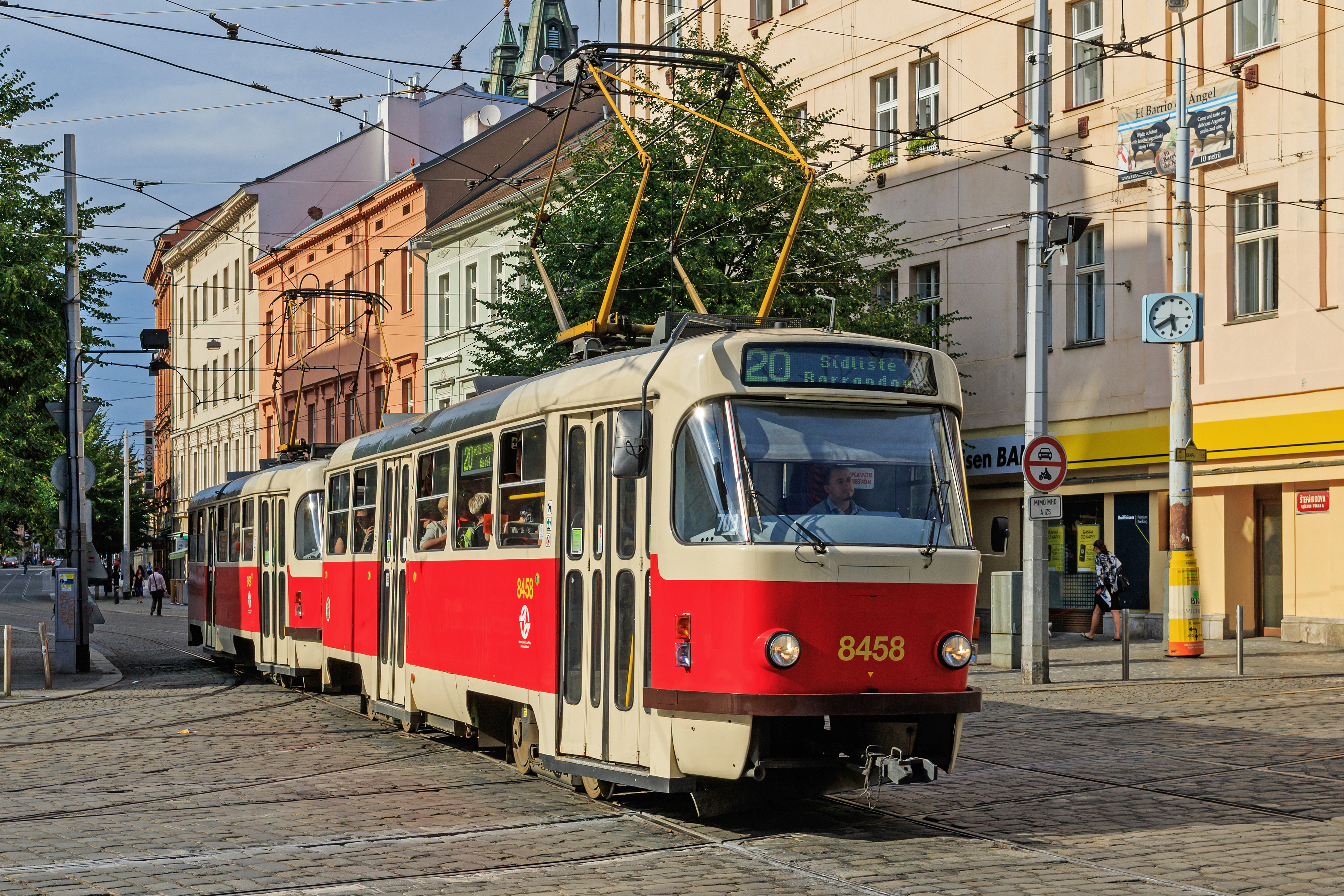
Souprava tramvají T3R.P

### Druhy linek a rozsah provozu
Původní linky koňky se označovaly barevnými čtverci nebo terčíky, ostatní tratě se zpočátku označovaly názvem dráhy. Číslování linek bylo postupně zaváděno teprve po monopolizaci a elektrizaci pražské tramvajové sítě, jako první začala být číslem označována linka 5 od 24. října 1907. Prvních asi 10 linek bylo očíslováno jen přibližně podle pořadí, v jakém původně byly zavedeny (číslo 1 měla okružní vinohradsko-pražská linka, číslo 10 měla zpočátku lanovka na Letnou), nejvyšší čísla 12 až 14 dostaly linky na převzaté Hlaváčkově a Křižíkově dráze. První autobusové linky pak koncem 20. let byly označovány písmeny. Od té doby procházely tramvajové linky kontinuálním vývojem sice bez zásadního přečíslování, ale původním trasám jsou již dnešní linky nepodobné.
Denní linky tramvají jsou označeny čísly začínajícími od jedné, noční linky od roku 1985 užívaly čísla od 51, v roce 2017 byly přečíslovány na čísla od 91 výše. Nostalgické linky s provozem historických vozidel používaly čísla 91 a 92, v roce 2017 byla linka 91 přečíslována na 41. Zvláštní linky zřizované při výlukách od roku 1985 nesou obvykle čísla od 31 výše. Většina tramvajových linek je vedena přes centrum města. V roce 1978 a v 80. letech 20. století byla tendence zřizovat i napájecí linky, určené především k návozu cestujících z okrajových míst tramvajové sítě k nejbližší stanici metra.
Většina denních tramvajových linek je v provozu po celý týden cca od 5. hodiny ranní do půlnoci, což vede k výjezdům prvních pořadí z vozoven okolo 4:15 a zatažení posledních cca v 1:15. Intervaly na jednotlivých linkách jsou většinou mezi 7,5 až 15 minutami, ráno do 6. hodiny a v první polovině noci 20 minut, nejfrekventovanější, tzv. páteřní linky (9, 17 a 22 mají intervaly zhruba poloviční. Některé linky jezdí ve špičkách pracovních dnů po delší trase než ve volných dnech a v dopravních sedlech (např. linka 3, 16, 21), jiné linky jezdí pouze v pracovních dnech do asi 20 hodin (4, 21, 24). Dlouhodobě nejvytíženější linkou je linka 22, která v roce 2014 denně přepravila přes 133 tis. cestujících.
V období letních prázdnin a ve vánočním období je interval v pracovních dnech prodloužen, zatímco o víkendových dnech zůstává 15 minut (mimo páteřní linky). Po vánočním období následuje zhruba do poloviny února (do ukončení jarních prázdnin v Praze) období tzv. poloprázdninového provozu; aktuálně v roce 2025 byl v tomto období denní interval (pracovní den cca 6 - 18 h) sjednocen na 10 minut, u páteřních linek na 5 minut, ranní a odpolední dopravní špičky nebyly ošetřeny.
Linkové vedení prezentované v následující tabulce jako pravidelné je ovlivněno dlouhodobým uzavřením trati na Libeňském mostě (týká se linek 1, 6, 14, 25 a 31).
| Linka | Trasa                                   | Poznámka                                                                                        |
| ----- | --------------------------------------- | ----------------------------------------------------------------------------------------------- |
| 1     | Sídliště Petřiny – Výstaviště           |                                                                                                 |
| 2     | Sídliště Petřiny – Nádraží Braník       |                                                                                                 |
| 3     | Levského – Kobylisy                     | mimo špičky a o víkendu jen v úseku Nádraží Braník – Kobylisy                                   |
| 4     | Slivenec – Kubánské náměstí             | v provozu pouze v pracovní dny cca 5:00–21:00                                                   |
| 5     | Slivenec – Vozovna Žižkov               |                                                                                                 |
| 6     | Nádraží Holešovice – Kubánské náměstí   |                                                                                                 |
| 7     | Radlická – Lehovec                      |                                                                                                 |
| 8     | Nádraží Podbaba – Starý Hloubětín       |                                                                                                 |
| 9     | Sídliště Řepy – Spojovací               | poloviční interval                                                                              |
| 10    | Sídliště Řepy – Sídliště Ďáblice        |                                                                                                 |
| 11    | Spořilov–Spojovací                      |                                                                                                 |
| 12    | Sídliště Barrandov – Lehovec            |                                                                                                 |
| 13    | Čechovo náměstí – Olšanské hřbitovy     |                                                                                                 |
| 14    | Spořilov – Nádraží Holešovice           |                                                                                                 |
| 15    | Kotlářka – Olšanské hřbitovy            |                                                                                                 |
| 16    | Sídliště Řepy – Ústřední dílny DP       | mimo špičky a o víkendu jen v úseku Kotlářka – Ústřední dílny DP                                |
| 17    | Libuš – Vozovna Kobylisy                | v úseku Levského–Kobylisy poloviční interval                                                    |
| 18    | Nádraží Podbaba – Vozovna Pankrác       |                                                                                                 |
| 19    | Pankrác – Depo Hostivař                 |                                                                                                 |
| 20    | Sídliště Barrandov – Dědina             |                                                                                                 |
| 21    | Levského–Radlická                       | v provozu v denní době pracovního dne, v úseku Levského–Dvorce pouze v ranní a odpolední špičce |
| 22    | Bílá Hora – Nádraží Hostivař            | nejvytíženější linka v Praze; v úseku Vypich – Zahradní Město poloviční interval                |
| 23    | Královka–Zvonařka                       | nostalgická linka                                                                               |
| 24    | Vozovna Kobylisy – Náměstí Bratří Synků | v provozu pouze v pracovní dny cca 6:00–20:00                                                   |
| 25    | Bílá Hora – Výstaviště                  |                                                                                                 |
| 26    | Dědina – Nádraží Hostivař               | nejdelší linka v Praze, trasu dlouhou 22,5 km ujede za 1 hodinu a 8 minut                       |
| 31    | Vysočanská–Spojovací                    |                                                                                                 |
| 41    | Vozovna Střešovice – Výstaviště         | historická linka, zvláštní tarif                                                                |
| 42    | Dlabačov–Dlabačov                       | polookružní historická linka, zvláštní tarif                                                    |

### Noční doprava
Noční provoz byl zaváděn postupně. Od 21. ledna 1911 byl na devíti linkách prodloužen provoz až do půlnoci, v patnáctiminutovém intervalu. V období od 22:30 platilo dražší, noční jízdné. 31. července 1914, po vypuknutí 1. světové války, však byla tato polonoční doprava opět zrušena. Od 1. července 1921 byl provoz na většině linek (na 12 z celkových 15) prodloužen až do 1 hodiny v noci s intervalem 10 až 15 minut, po půl jedenácté opět platil zvláštní noční tarif. Od 9. února 1942 byl večerní provoz zkrácen do cca 23:30, při poslední hodině provozu ovšem stále ještě platilo vyšší jízdné. V nočním provozu měly linky stejné trasy jako v denním.
Od 30. listopadu 1942 byl provoz denních linek zkrácen do 22:30 a byl zaveden celonoční provoz na speciálních celonočních linkách, označených písmeny A až F a jezdících v intervalu 40 minut, s centrálním přestupním bodem u Hybernského nádraží. Noční provoz byl opět z válečných důvodů přerušen od 18. ledna 1945.
17. prosince 1945 byla noční doprava znovu zavedena, ovšem nešlo zatím o speciální noční linky, ale o rozdělení tramvajových linek podle rozsahu provozu: 11 linek (denní linky) končilo provoz kolem 23. hodiny, 4 linky končily až krátce po půlnoci (polonoční linky), 8 linek (1, 5, 9, 11, 14, 17, 18, 19) bylo s celonočním provozem, přičemž v noci jezdily sice pod stejným číslem jako ve dne, ale některé z nich ve více či méně odlišné trase. Toto linkové vedení bez velkých změn vydrželo až do roku 1974. Noční jízdné bylo zpočátku stejné jako denní, od 1. ledna 1970 však bylo pro dobu od 23 do 4 hodin opět stanoveno noční jízdné, a to ve výši 3 Kčs (denní jízdné bylo 1 Kčs). Od 9. května 1974, tedy změn souvisejících se zprovozněním první trasy metra, jezdilo v noci 12 linek: 5, 9, 11, 14, 15, 16, 17, 18, 19, 20, 22 a 26. Od 12. srpna 1978, dne zprovoznění trasy metra A, jezdilo v noci jen 9 linek, a to 2, 5, 6, 16, 19, 20, 22, 24 a 29, od 19. prosince 1980 na linkách 3, 5, 9, 14, 19, 20, 22, 24 a 26. Od 1. září 1982 byla v noci linka 19 nahrazena linkou 11.
Na zastávkách byly denní linky značeny kulatým smaltovaným terčíkem s modrým číslem a noční linky terčíkem s červeným číslem – v úsecích s denním i nočním provozem téže linky byly na zastávkový sloupek umístěny terčíky oba, modrý i červený. Na přelomu 70. a 80. let začala být uplatňována nová technická norma, podle níž se linky vyznačovaly čtvercovými tabulkami – modré písmo pro denní linky, negativní provedení pro noční linky a červené písmo pro linky s nepřetržitým provozem. Tak mohly být souběh i odlišnosti denní a noční varianty linky vyznačeny úsporněji. Po zavedení speciální číselné řady pro noční linky již červené značení linek s nepřetržitým provozem bylo používáno jen nesoustavně pro některé linky náhradní autobusové dopravy za tramvaj.
Od 3. listopadu 1985 došlo k zásadní reformě nočního tramvajového provozu. Noční linky (tradičně s intervalem 40 minut) byly přečíslovány do zvláštní číselné řady 51 až 58 a jejich trasy upraveny tak, aby se linky každých 20 minut setkaly v centrálním přestupním bodu na křižovatce Spálené a Lazarské ulice. Zde všechny vlaky kolem pěti minut vyčkávají a pak se společně rozjíždějí (řízeno dispečersky). Ve zbylé části sítě je (a bývalo i před zavedením centrálního přestupu) několik dalších míst, kde na sebe spoje dvou linek (popř. noční autobus) navzájem čekají — např. Strossmayerovo náměstí, Otakarova, Anděl, Masarykovo nádraží( bez dispečerského řízení). Mnohé z nových linek nezapřou svůj původ v denních linkách, například linka 58 v lince 9 a linka 57 v lince 22.
V období od 23. listopadu 1990 do 25. března 1991 se uskutečnil další pokus o reformu noční dopravy. Provoz denních linek končil kolem 22:30 h, na ně pak navazoval do 0:30 hodin provoz 8 nočních linek v intervalu 15 minut, doplněný o speciální polonoční a prodloužený provoz denních linek 1 a 20. Na nočních linkách se navíc po půlnoci měnily na trase v blízkosti vozoven dvouvozové soupravy za sólo vozy, které pak po zbytek noci zajišťovaly dopravu původním způsobem s intervalem 40 minut. Tento systém byl natolik složitý, že se neujal.
Od 1. září 1983 byly všechny noční vlaky dvouvozové, od 8. července 1991 jsou naopak v běžném provozu všechny noční vlaky jednovozové.
Od 1. září 2001 byl zkrácen interval nočních linek na 30 minut, zároveň byly změněny trasy některých linek i přestupní vazby. Od 2. července 2004 byla zřízena nová linka 59, která posiluje linky 57 a 58 v zatížených částech jejich tras. 29. dubna 2017 byly všechny noční linky přečíslovány (91–99). Od neděle do čtvrtka jezdily v intervalu 30 minut, v pátek a v sobotu v intervalu 20 minut.
| Linka | Trasa                                |
| ----- | ------------------------------------ |
| 91    | Divoká Šárka – Staré Strašnice       |
| 92    | Levského–Lehovec                     |
| 93    | Sídliště Ďáblice – Vozovna Pankrác   |
| 94    | Slivenec–Lehovec                     |
| 95    | Vozovna Kobylisy – Ústřední dílny DP |
| 96    | Sídliště Petřiny – Spořilov          |
| 97    | Bílá Hora – Nádraží Hostivař         |
| 98    | Sídliště Řepy – Spojovací            |
| 99    | Sídliště Řepy – Zahradní Město       |

### Výluky

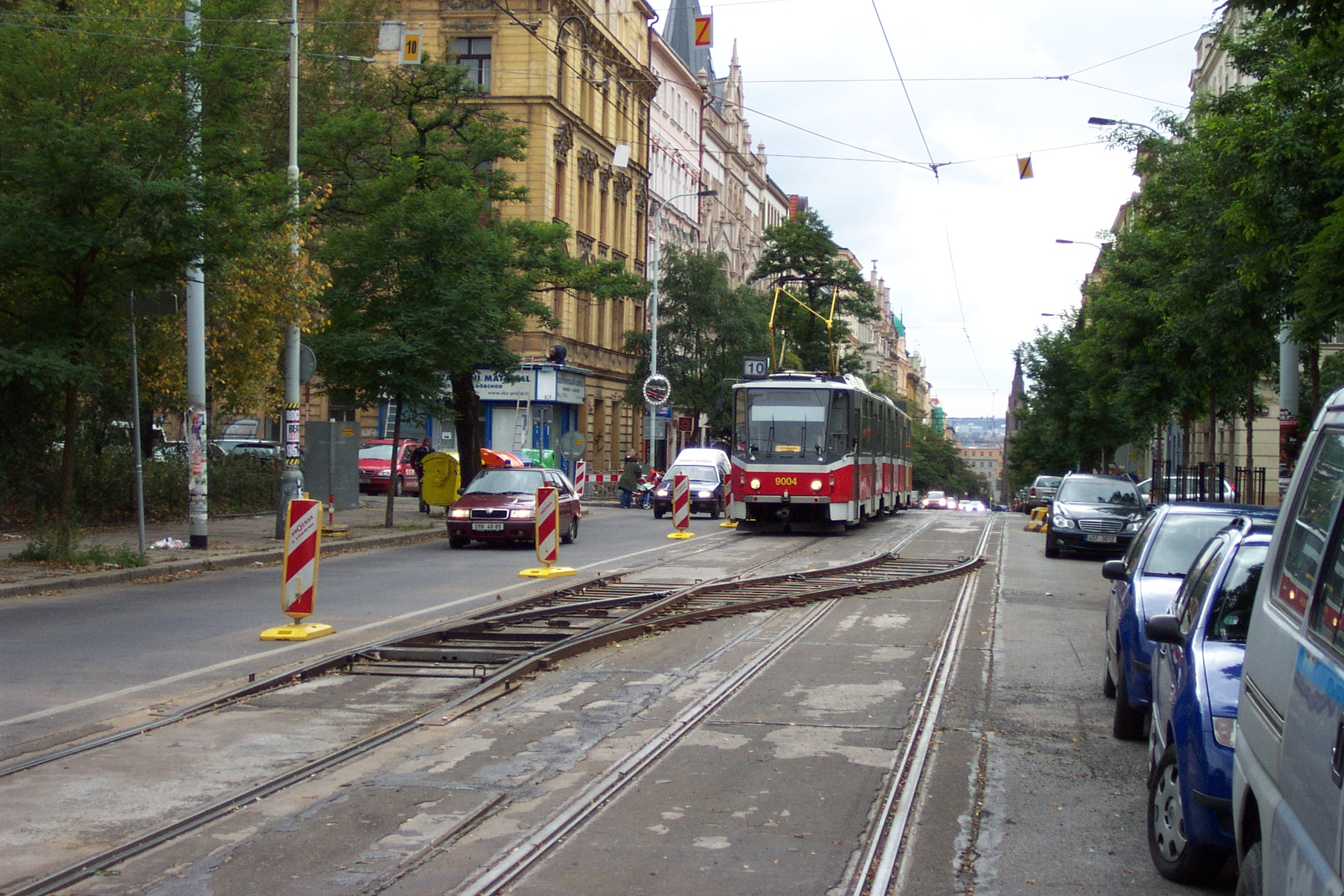
Mobilní kolejová spojka Californien použitá u zastávky Vinohradská vodárna

V případech výluk bývají jednak linky s původními čísly odkláněny do zcela jiných částí města, jednak bývají zřizovány speciální dočasné tramvajové linky, často s čísly z řady 30–39. Linky náhradní autobusové dopravy za tramvaj bývají označovány písmenem X, které je doplněno číslem některé z tramvajových linek, jejíž provoz je nahrazován, například linka X12 nebo též X-12 je náhradou za tramvajovou linku 12, případně zároveň i za další denní nebo noční linky. Přestup mezi tramvají a náhradní autobusovou dopravou obvykle nebývá (díky krátkým intervalům) nijak zvlášť koordinován.
Rovněž bývají zaváděny - vedle náhradní autobusové dopravy - i linky náhradní tramvajové dopravy za vyloučené úseky metra. Např. v některých obdobích roku 2024 tak byly v provozu linky XC a 36.

### Nízkopodlažní spoje
Zvláštní značkou jsou označeny tzv. garantované nízkopodlažní spoje, nízkopodlažní vozidla však příležitostně jezdí i na mnoha spojích neoznačených touto značkou. Kromě tramvají Škoda 14T, které jsou částečně nízkopodlažní, mají nízkopodlažní střední část i rekonstruované vozy Tatra KT8D5R.N2P a novostavby Tatra T3R.PLF. Nízkopodlažní spoje jsou zajišťovány hlavně tramvajemi Škoda 15T, které jsou 100% nízkopodlažní a kterých je od února 2019 v Praze celkem 250.
Vozy typů T3R.P a T3M mají poměrně vysoké schody a nejsou vybaveny zvedacími plošinami ani nájezdovými rampami.

### Jízdné

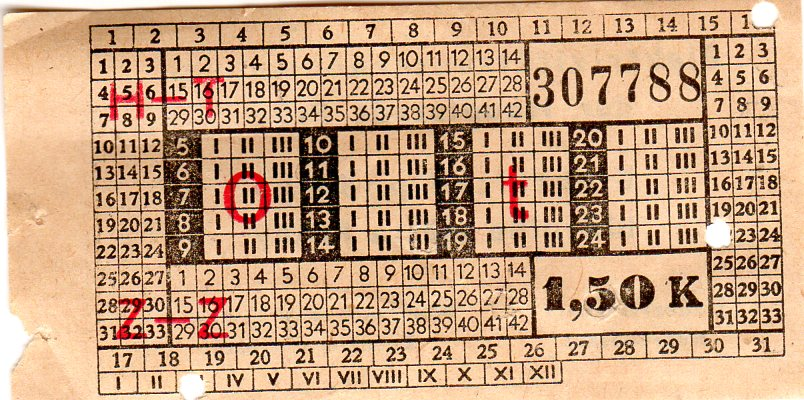
Pražská tramvajová jízdenka z doby Protektorátu

Do 8. května 1974 prodávali jízdenky průvodčí ve vozech. Revizoři působili v pražských tramvajích již od počátku provozu v roce 1897, nejprve ve služebním stejnokroji, později v předepsaném civilním oblečení zahrnujícím tvrdý klobouk, od 1. října 1904 měli služební odznaky. 1. července 1914 byly zavedeny pokuty za černou jízdu po vzoru Vídně, kde platily už od roku 1912.
Od 9. května 1974 bylo v tramvajích i v autobusech zavedeno mechanické odbavování cestujících (MOC) pomocí nepřestupních jízdenek z předprodeje a označovacích strojků ve vozech, později nahrazených v celé síti MHD elektronicko-mechanickými označovači. V tramvajích nyní platí přestupní i nepřestupní jízdenky Pražské integrované dopravy, celá tramvajová síť patří do vnitřního dvojpásma P. Jízdenky bylo možné zakoupit pouze v předprodejích mimo vozidlo, na rozdíl od městských autobusů nelze v tramvaji zakoupit jízdenky u řidiče, vozidla ale jsou vybavena prodejním automatem. Prodejní síť jízdenek je oproti dobám socialismu velmi prořídlá, jízdenky již nejsou samozřejmým sortimentem každého novinového stánku, takže pro jejich nákup mají větší význam prodejní automaty; ty jsou v Praze zřizovány již od konce 70. let. Na konci roku 2007 byly zavedeny i SMS jízdenky. V roce 2018 přibyla také možnost nákupu jízdenky v mobilní aplikaci PID Lítačka. V pražské MHD se též používají různé druhy předplatních časových jízdenek.
Po předchozím zkušebním provozu na linkách č. 18, 22 a v zoo byla k 26. dubnu 2019 zavedena ve všech tramvajích možnost nákupu jízdenky prostřednictvím bezkontaktní platební karty. Společnost Bankovní informační technologie, s. r. o., dceřiná společnost ČSOB, má poskytovat tuto službu po dobu čtyř let. Bezkontaktní terminály jsou postupně instalovány i ve vestibulech metra a v roce 2019 bylo výběrové řízení na bezkontaktní terminály v autobusech, které však skončilo nezdarem (terminály byly do autobusů instalovány až v letech 2021 až 2022) a kvůli pandemii koronaviru byly zrušeny i prodeje jízdenek u řidiče. Jednou transakcí lze pořídit jednu jízdenku, terminál prodává 6 druhů jízdenek (30minutová, 90minutová a 24 hodinová v plnocenné a zlevněné variantě) a vydává je již označené. DPP za službu platí 1,99 % z ceny jízdného.

### Informační systém

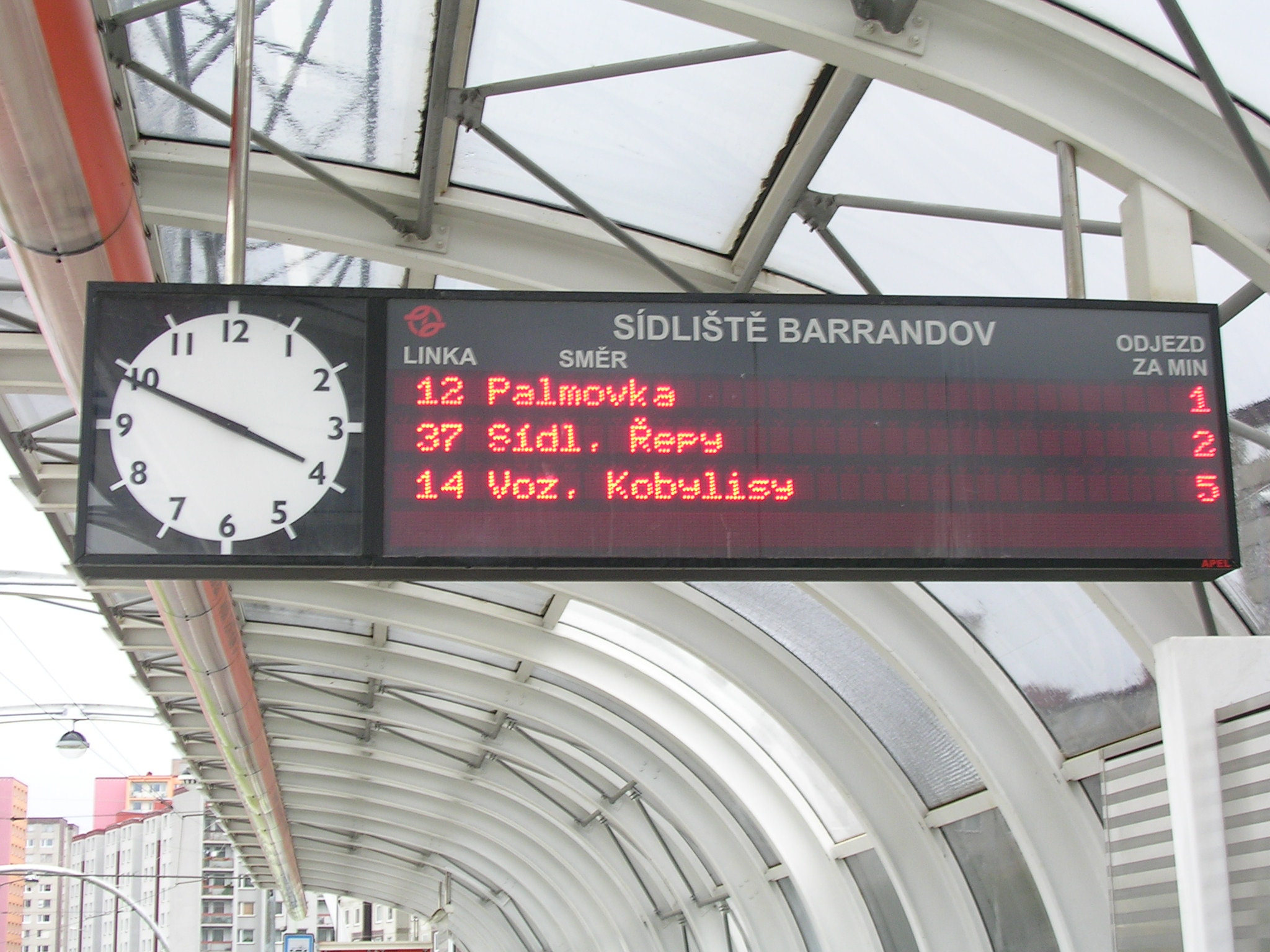
Transparent s předpokládanými nejbližšími odjezdy ze zastávky Sídliště Barrandov

Tramvaje jsou označené číslem linky na čelní, zadní i pravé straně každého vozu, na bočních informačních tabulích je navíc i přehled některých zastávek na trase linky, na čele vozu název konečné zastávky. Všechny vozy (kromě historických a retro vozů nasazovaných na linky 23, 41 a 42) mají elektronické zobrazovače ovládané palubním počítačem vozu.
Ve všech vozech je před příjezdem do zastávky pomocí digitálního hlásiče a vozových reproduktorů hlášen název zastávky, případné údaje o přestupu na metro a název příští zastávky. Digitální hlásič je program v palubním počítači APEX, který z MP3 nahrávek uložených v paměti sestaví playlist podle zvolené trasy. Správné vyhlášení zastávky zajišťuje řidič, v některých vozech od roku 2014 probíhá zkušební provoz automatického vyhlašování bez zásahu řidiče. Na nahrávkách je od roku 2023 slyšet především hlas Jana Vondráčka, v letech 1996–2022 namlouvala nahrávky Dagmar Hazdrová, v minulosti se používaly nahrávky, které namluvil Vladimír Fišer.[zdroj?] Do osmdesátých let[zdroj?] řidiči hlásili zastávky ústně pomocí mikrofonu, přičemž mnozí tuto povinnost z různých důvodů neplnili, poté se řadu let používaly nahrávky na běžných magnetofonových kazetách z přehrávače značky PaMi (hovorově „pamíčko“).
Zastávky jsou označeny zastávkovými sloupky většinou jednotného červeného provedení, v naprosté většině zastávek světelnými (s osvětlením piktogramu a vlastním vnějším osvětlením jízdních řádů – oproti autobusovým zastávkám, na nichž byly koncem 90. let světelné zastávkové sloupky systematicky nahrazeny nesvětelnými). Jízdní řády jsou vkládány do plastové fólie, s níž jsou poté vkládány do mělké uzamykatelné skříňky kryté průhlednou plastovou deskou. V jízdních řádech jsou uvedeny konkrétní časy odjezdů – pouze v obdobích, kdy je interval mimořádně krátký (zhruba do 6 minut) jsou časy odjezdů nahrazeny údajem o intervalu.
Začátkem května 2000 byla do přístřešků JCDecaux (původně Dambach) v zastávkách Malostranská zkušebně nainstalována informační tabla, která pomocí červeně svítících LED displejů ukazují linku a směr nejbližších spojů v daném směru a číslo udávající počet minut do jejich odjezdu, vypočtený z času průjezdu tramvaje poslední zastávkou s inframajákem DORIS. Technologii dodala firma APEX Jesenice. Displeje jsou umístěny rovnoběžně s kolejemi ve výklenku ve střeše přístřešku pro cestující, z boku zčásti zakrytém, a tak jsou čitelné jen z nejbližšího okolí. Od listopadu 2003 jsou všechny zastávky nové trati Hlubočepy – Sídliště Barrandov vybaveny podobnými digitálními informačními transparenty, tentokrát však již dobře viditelnými z nástupiště, zavěšenými na zastřešení. Elektronický displej zobrazující počet minut do odjezdu u stabilně vyznačených čísel linek byl zkušebně instalován v polovině roku 2009 zastávce Nádraží Vysočany u sídla DP ve Vysočanech. V červenci 2009 DP avizoval, že do konce prázdnin se podobný displej objeví na 271 tramvajových zastávkách, zejména na všech s elektrickou přípojkou z veřejného osvětlení, s bezdrátovým přenosem dat, které by přes den byly napájeny z vlastního akumulátoru, avšak k tomu nedošlo. V roce 2010 dopravní podnik na rekonstruované trati mezi Andělem a Sídlištěm Řepy a do zastávek Hradčanská instaloval do zastávkových sloupků namísto dosavadních statických tabulí s čísly linek elektronicky ovládaný zobrazovač čísel linek, směru trasy a počtem minut do odjezdu příslušné linky, tentokrát v elektromechanické technologii otočných bodových disků (tzv. lístečkový systém). Zároveň se ve vestibulu stanice metra Hradčanská objevily u příslušných východů LCD displeje o odjezdech tramvají. V září 2011 se na rekonstruované a prodloužené trati do Podbaby ve třech nových zastávkách (2× Zelená a Podbaba do centra) objevila kombinace zobrazení čísel linek otočnými body a LCD displejů pro zobrazení údajů o nejbližších spojích. Digitální displeje se mají v říjnu 2011 objevit i na několika zastávkách rekonstruovaných tratí na Smetanově nábřeží, na Podolském nábřeží a u Modřanské ulice, a dále má být systém rozšiřován při rekonstrukcích tratí, vždy se speciálním kabelovým napojením zastávkového sloupku. Technologii dodává firma Xanthus. Martin Jacura z Dopravní fakulty ČVUT v roce 2010 sestavil žebříček hodnocení podobných zařízení v městech ČR, zejména z hlediska obsažených informací. Jako nejlepší vyhodnotil olomoucký systém, jako druhý českobudějovický, jako třetí pražský a jako čtvrtý královéhradecký, který nezohledňuje dynamický stav. Novým pražským sloupkům je vytýkána zastaralá technologie, kterou DPP zvolil kvůli nejnižší energetické náročnosti. Na rozdíl od olomouckého dopravního podniku pražský dopravní podnik s poukazem na obchodní tajemství tají ceny, za které technologie pořídil. Nevýhodou elektromechanického systému je menší rozsah poskytovatelných informací, za výhodu ředitel DP Petr Blažek označil, že základní údaje zůstanou zobrazeny i při výpadku elektrického napájení sloupku.
V některých tramvajových zastávkách, podobně jako v autobusových, jsou ve zvláštních informačních vitrínách v přístřešcích nebo na samostatných stojanech umístěny další informace, například o tarifu a jízdenkách, schémata města a sítě MHD, letáky o výlukách atd.

### Řízení provozu

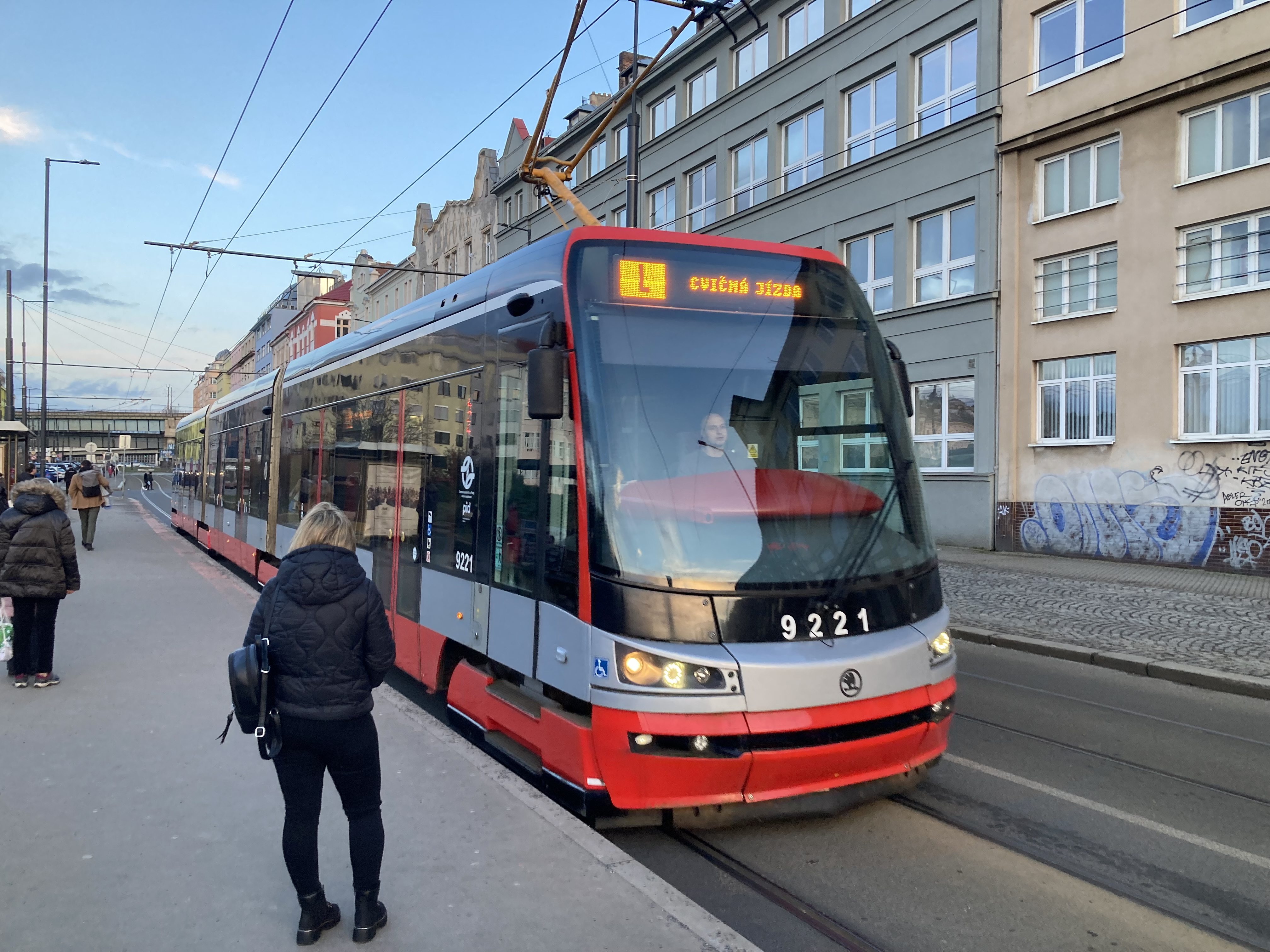
Výcvik nového řidiče (fotografie z ledna 2024)

Provozem tramvají se zabývá několik vzájemně spolupracujících dispečerských pracovišť: provozní dispečink tramvají, energetický dispečink tramvají a dispečink MHD (koordinační dispečerské pracoviště ředitelství DP, které koordinuje činnost tramvajových dispečinků s dispečinky autobusů a metra a komunikaci s mimopodnikovými složkami). Samostatný výrobní dispečink má provozovna vrchní stavby.
Od roku 1995 je pohyb všech tramvají sledován kontrolním a řídicím systémem DORIS, jeho předchůdce ISYDR byl v provozu testován od roku 1992. Systém zajišťuje i radiofonní komunikace dispečinku s řidiči. Tramvaje však byly vybaveny radiostanicemi již od osmdesátých let 20. století. Předtím ke komunikaci řidičů s dispečinkem sloužily služební telefony, které byly kromě vozoven umístěny i ve skříňkách v tramvajových obratištích i v některých dalších místech na tratích. Telefony byli vybavení rovněž traťoví dispečeři na stálých stanovištích na tratích. V současné době vykonávají dozor v terénu pouze mobilní jednotky v automobilech, které provádějí kontrolu rychlosti tramvají a asistenci při nehodách a jiných mimořádných událostech, a pracovníci útvaru dopravní kontroly, kteří inkognito cestují tramvajemi a kontrolují práci řidičů (na rozdíl od přepravních kontrolorů, kteří kontrolují přepravní a tarifní kázeň cestujících).
Přibližně od roku 1996 vypravoval dopravce několik vozů operativní zálohy s označením X, které vyčkávaly na několika stanovištích (Špejchar, náměstí bratří Synků, Olšanské hřbitovy, Výstaviště, v noci Myslíkova) a v případě poruchy nebo jiného výpadku vlaku na trase jej na pokyn dispečinku neprodleně nahradily. Z důvodu finančních úspor byla od 1. června 2005 tato forma záloh zrušena.
Od roku 2015 jsou všechny dodávané vozy Škoda 15T vybaveny systémem EMA (elektronická mapa trati), kterým mají být v případě úspěšnosti testů a zkušebního provozu do roku 2018 dovybaveny všechny již dodané vozy tohoto typu, postupně též vozy Škoda 14T a některé modernizované vozy staršího typu. Hlavním důvodem zavádění systému je zajištění bezpečné rychlosti vozů zejména v obloucích, na výhybkách a kolejových kříženích, zároveň ovšem tento systém zajistí detekci polohy tramvají se zásadně větší přesností než inframajáky systému DORIS. V roce 2022 však EMA fungoval pouze ve vozech 15T.

### Zastávky

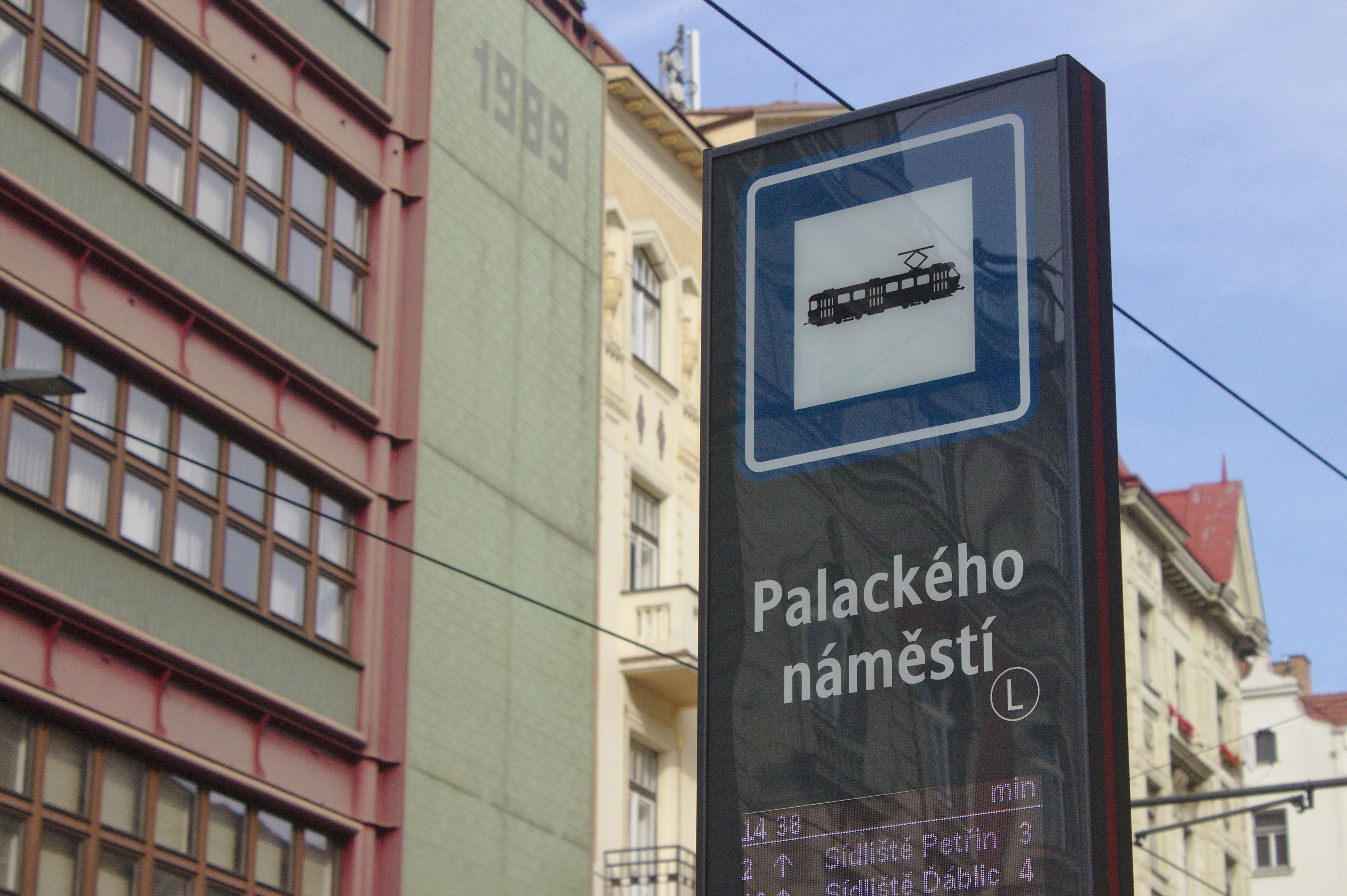
Vzorový označník tramvajové zastávky v druhé polovině roku 2020

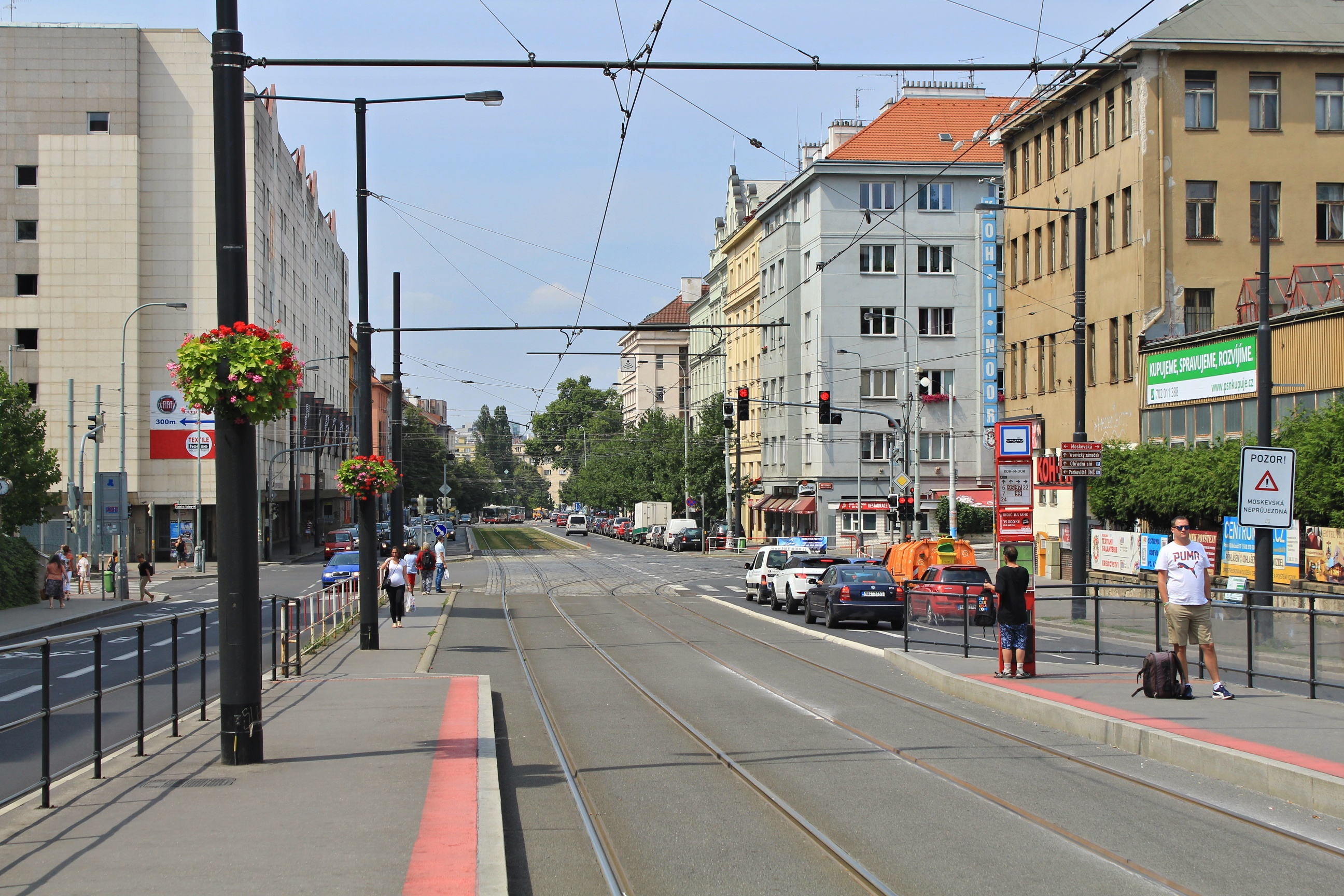
Zastávka Koh-i-noor ve Vršovicích

V roce 2023 bylo v Praze 629 tramvajových nástupišť (290 názvů zastávek). Většina ze zastávek na širé trati (mimo obratiště) má formu nástupiště na zvýšeném či odděleném tramvajovém pásu, přičemž přístupové podchody jsou jen na několika zastávkách a tratích (oblast Ďáblic, Hloubětína, zastávky u stanic metra). V centru jsou běžné i zastávky na nástupních ostrůvcích, na něž stále častěji navazuje oddělení tramvajového pásu například podélným prahem. Zastávky s nástupem přes vozovku jsou již poměrně vzácné, několik z nich bylo přebudováno na tzv. vídeňské zastávky se zvýšenou vozovkou nebo na zastávkové mysy. Česká asociace paraplegiků v lednu 2012 na základě kategorizace zastávek podle přístupnosti, zpracované DPP, uvádí, že z celkového počtu 629 tramvajových zastávek bylo 53 zastávek vyhodnoceno jako bezbariérově přístupné, 319 jako částečně přístupné a 257 jako nepřístupné.
Většina zastávek je označena světelnými zastávkovými sloupky, u konce zastávky či ostrůvku je zpravidla umístěn světelný výstražný majáček, avšak při rekonstrukcích, na nových tratích nebo v případě poruchy přívodního kabelu jsou majáčky stále častěji nahrazovány výstražnými deskami. V několika zastávkách jsou ještě pozůstatky starších zděných přístřešků či přístřešků z trubkových konstrukcí, v 70. a 80. letech DP v celé síti povrchové MHD zřizoval typizované modulové přístřešky s kovovou konstrukcí s výplněmi a střešní krytinou z vlnitého plechu a na stěnách též z drátoskla. V 90. letech začaly být tyto přístřešky nahrazovaný novými, s výplněmi z tvrzeného čirého skla, které zřizovala česká pobočka německé firmy Dambach na základě smlouvy s městem Prahou. Po vypovězení smlouvy přešly tyto přístřešky do vlastnictví české pobočky francouzské firmy JCDecaux, která pak postavila řadu dalších přístřešků. Kompletní zastřešení nástupišť je vybudováno pouze v terminálu MHD Nádraží Braník a v zapuštěných zastávkách u stanice metra Vltavská.
Obecně platí v Praze systém, že je-li na trati zastávka, zastavují v ní všechny projíždějící linky, ale i vyjíždějící, zatahující a odkloněné spoje. Do modifikace dopravního předpisu D 1/2 platilo, že v každé zastávce musejí zastavovat i služební vlaky, s výjimkou vlaků s výstražným světlem oranžové barvy, které mají pro průjezd zastávkou stanoveno pouze omezení rychlosti. Modifikace předpisu platná od počátku roku 2012 však stanovuje povinnost zastavovat pouze vlakům určeným k přepravě cestujících a vlakům cvičným; ostatní mohou zastávky projíždět za zvýšené opatrnosti a dodržení maximální rychlosti 15 km/h při průjezdu čelem soupravy okolo zastávkového sloupku. Další výjimkou jsou občasné zastávky, které jsou určeny pouze pro vyjíždějící či zatahující vlaky (u většiny vozoven, zastávka Výtoň ve Svobodově ulici atd.) a zastávky, které jsou sice vyznačeny trvale, ale zřizovány jsou pouze na dobu výluk či odklonů (Čechův most, Malostranská, Blanická), popřípadě jde o bývalé občasné zastávky (Vozovna Hloubětín, Vozovna Strašnice ve Starostrašnické). Speciálním případem jsou noční přestupní zastávky Lazarská ve Spálené ulici, které jsou určeny pouze pro noční linky.
Dopravní podnik hlavního města Prahy přijal novelizaci dopravního a návěstního předpisu pro tramvaje s účinností od 1. dubna 2012, která umožňuje zřízení zastávek na znamení a ROPID toto podporuje. Jako první zastávka na znamení byla od 8. prosince 2012 zřízena zastávka ČSAD Smíchov v Nádražní ulici (tato zastávka byla po rekonstrukci tratě k 31. říjnu 2020 zrušena v obou směrech). Provozní předpis D 1/2 však definuje maximální možnou rychlost průjezdu zastávkou na 15 km/h a také uvádí kritéria, při kterých je nutno v zastávce zastavit: jedná se o osoby přítomné v prostoru zastávky, použití žádosti o otevření dveří cestujícím projíždějícího vlaku a projíždění zastávky vlakem nevybaveným poptávkovým systémem otevírání dveří. Kritériem pro zavádění by byla nejen frekvence cestujících, ale i dopravní situace, aby projíždění zastávky neohrožovalo bezpečnost provozu. ROPID odkazuje na to, že tramvajové zastávky na znamení existují v Brně a že v některých německých městech platí systém zastavování na znamení plošně.

## Infrastruktura

### Vozovny

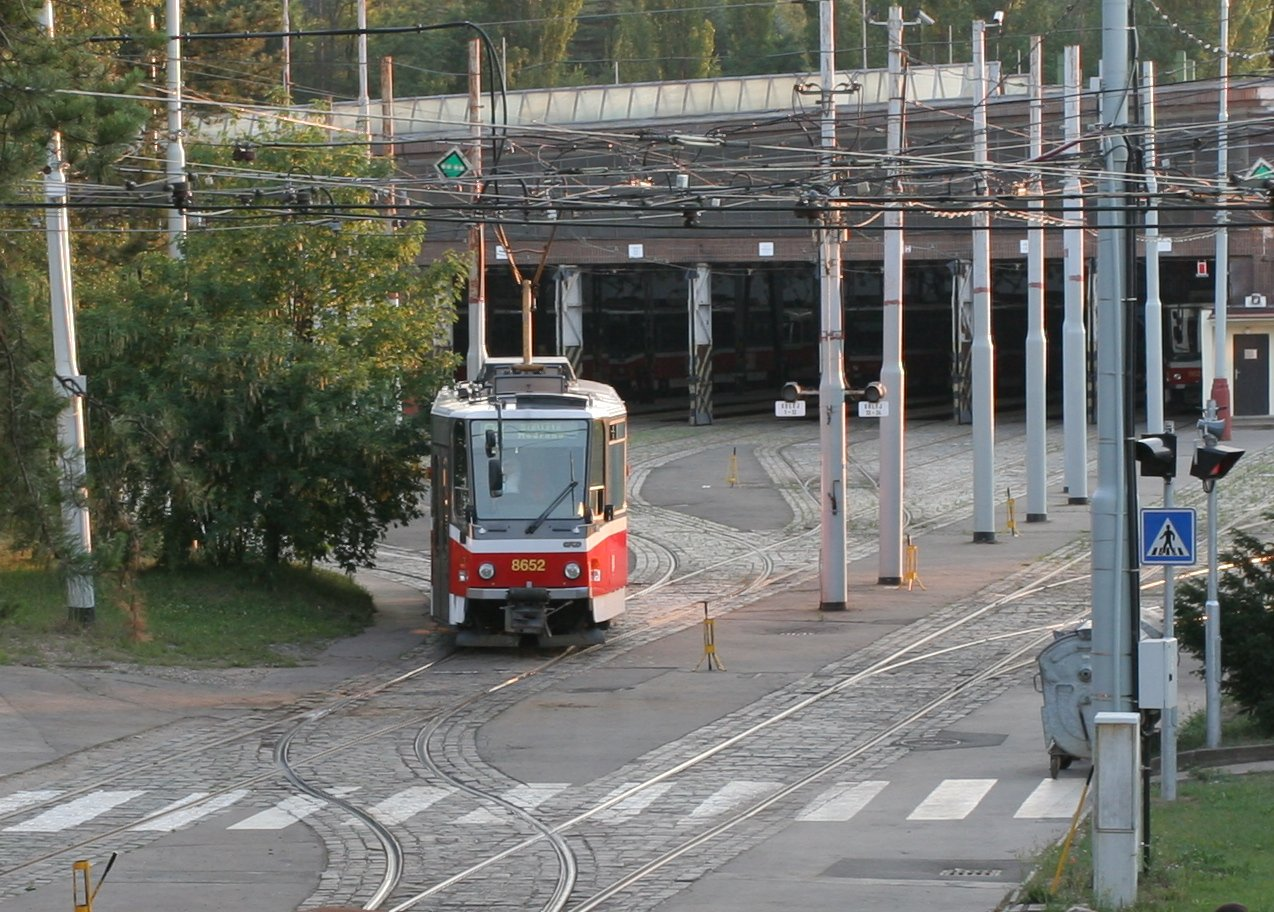
Dopravní dvůr vozovny Motol.

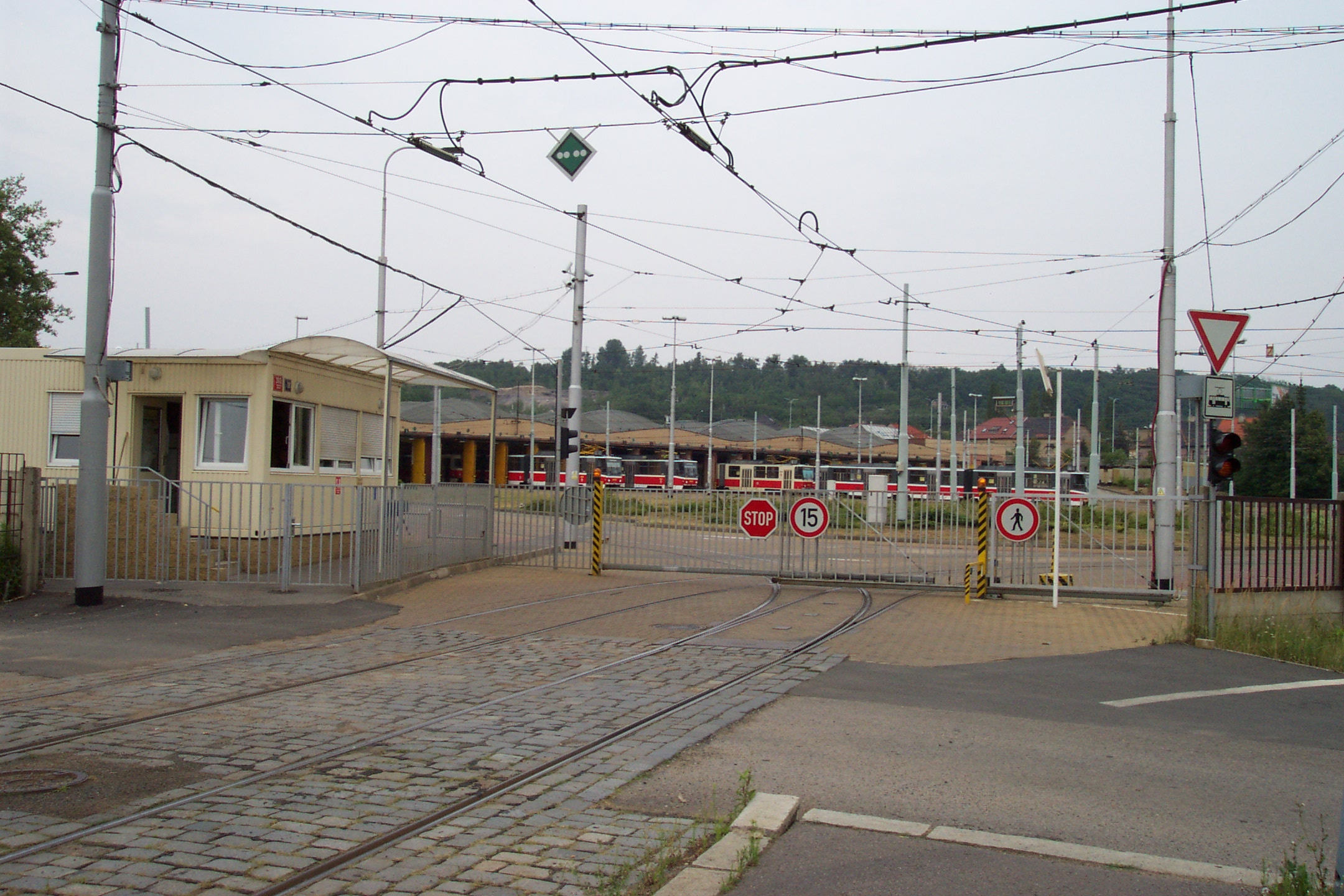
Nynější vjezd vozovny Hloubětín.

Celkem v historii existovalo 21 vozoven, některé z nich byly zbořeny, jiné zase změnily svůj účel (například Vozovna Košíře dosloužila jako trolejbusové dílny).
Od roku 1951 je stav stabilizován na dnešních osm vozoven; od té doby byla vozovna Střešovice v 90. letech změněna na muzeum a Vozovna Hloubětín v letech 2019-2025 zcela přestavěna. Jsou rozmístěné tak, aby rovnoměrně pokryly město. Odstavné haly pojmou všechny provozované vozy, takže noční odstavování pod širým nebem není mimo nepravidelnosti a výluky obvyklé. Žádná z odstavných hal není průjezdná a do všech se zatahuje zpětným pohybem.

#### Provozované vozovny
Abecední pořadí názvu vozovny je interně užíváno jako její organizační číslo; veřejnost se s ním může setkat například v pořadových číslech vypravených vlaků
1. Vozovna Hloubětín
2. Vozovna Kobylisy
3. Vozovna Motol
4. Vozovna Pankrác
5. Vozovna Strašnice
6. Vozovna Střešovice, muzeum MHD, vypravuje pouze historickou linku, část spojů nostalgické linky a objednané jízdy
7. Vozovna Vokovice
8. Vozovna Žižkov

#### Bývalé a zaniklé vozovny
- Vozovna Karlín (vozovna koňky, později v tomtéž areálu vozovna elektrických drah, která je zachována)
- Vozovna Smíchov (vozovna koňky)
- Vozovna Žižkov (vozovna koňky)
- Vozovna Zvonařka (vozovna koňky)
- Vozovna Letná (vozovna první Křižíkovy tramvajové trati)
- Vozovna Libeň (vozovna druhé Křižíkovy tramvajové trati, zachována)
- Vozovna Klamovka (Hlaváčkova dráha; provizorní, zbořena 1903)
- Vozovna Košíře (Elektrické podniky, zachována)
- Vozovna Královské Vinohrady (zachována)
- Vozovna Královská obora (částečně zachována)
- Vozovna Centrála (částečně zachována)
- Vozovna Smíchov (částečně zachována)

### Dílny
- Ústřední dílny v Hostivaři (od roku 1968)

Zaniklé dílny
- Ústřední dílny Centrála
- Ústřední dílny Rustonka

### Tramvajové tratě

Schéma tramvajové sítě v Praze (stav k 23. říjnu 2023)

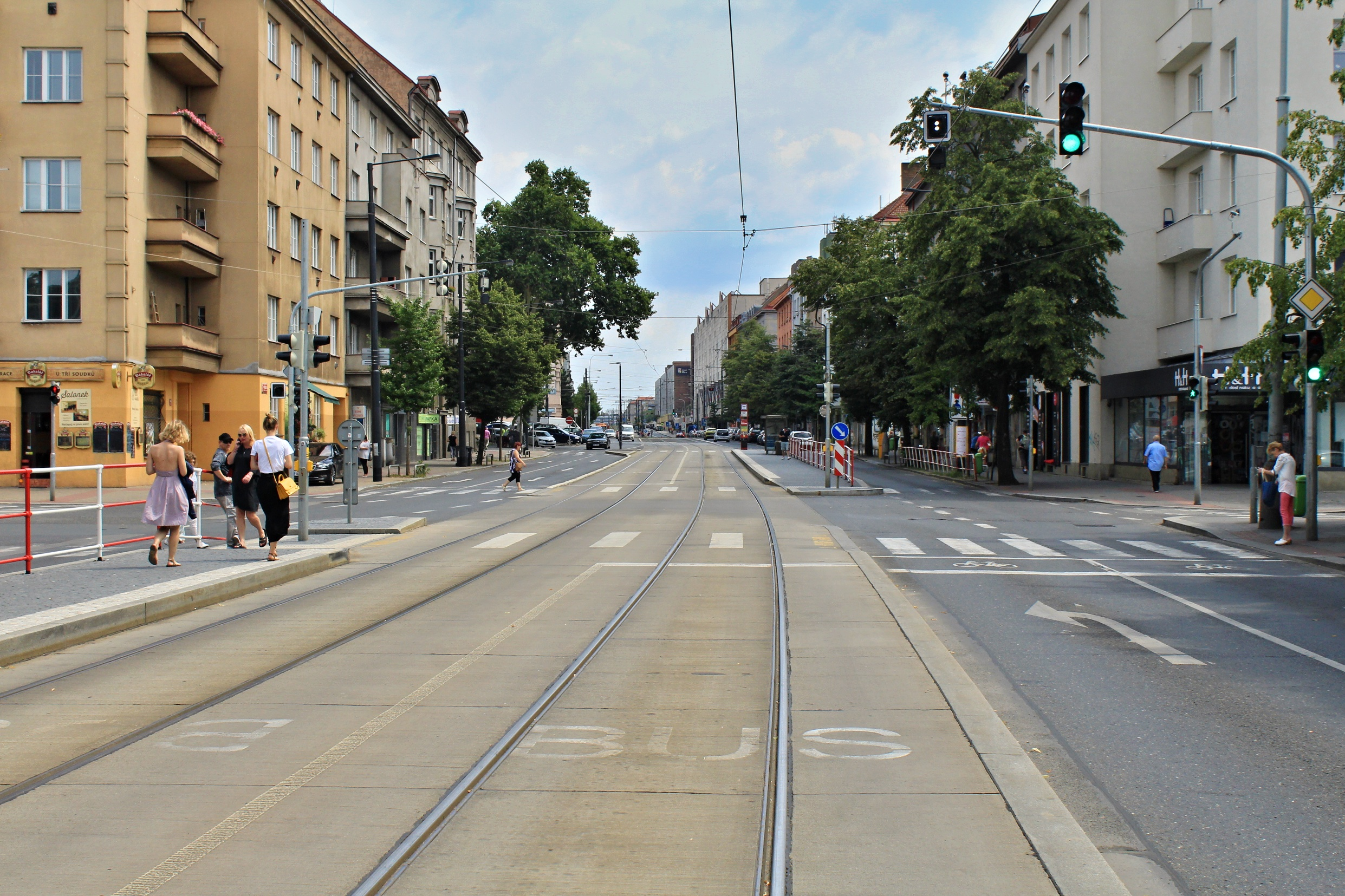
Sdružený tramvajový pás a zastávka tram+bus nedaleko stadionu Bohemians 1905

Praha má k roku 2024 celkem 148,8 km elektrifikovaných tramvajových tratí. Naprostá většina tramvajových tratí je dvoukolejná; v tramvajové síti je jednokolejná jen jednosměrná trať v ulici Hládkov, jinak byl poslední pravidelně pojížděný jednokolejný úsek Laurová–Radlice zrušen v roce 1983. Na Malé Straně se v ulici Letenské nachází krátká kolejová splítka. V povrchu ulic jsou dosud dochovány části některých zrušených tratí, například na předmostí Nuselského mostu.
Trati v centru města jsou vedeny mnohdy v úrovni vozovky, postupně však v rámci preference veřejné hromadné dopravy přibývá úseků, v nichž podélný práh nebo jiné opatření brání vjezdu silničních vozidel na koleje. Ke zdržování tramvajového provozu automobily dochází zejména v centru města, na Malé Straně a Starém Městě.
Od poloviny 20. století jsou tramvajové tratě budovány převážně ve zvýšeném tramvajovém pásu ve středu širokých pozemních komunikací. Pouze na několika z těchto tratí je přístup k zastávkám umožněn podchody, převažuje úrovňový přístup po přechodech. Od 90. let je mimo centrum města stále více upřednostňováno vedení tramvajových tratí po samostatném drážním tělese, které je s jinou dopravou křižováno pokud možno mimoúrovňově (nové trati do Modřan, přes Krejcárek, tramvajová trať Hlubočepy – Sídliště Barrandov).
Na tratích pražské tramvajové sítě není žádný zabezpečený železniční přejezd. Několik přejezdů, na nichž se samostatný úsek tramvajové trati kříží s pozemní komunikací, je zabezpečeno světelnými signály určenými pro pozemní komunikace. Přednost v jízdě na přejezdech je mnohde vyznačena jen silničními dopravními značkami, v několika případech je na pozemní komunikaci použita dopravní značka pro stanovení přednosti na křižovatce, zatímco na tramvajové trati drážní návěstidlo určené k označení přednosti drážních vozidel na přejezdu. Výstražný kříž je použit jen na několika málo významných přejezdech s účelovými nebo jinými málo významnými komunikacemi, přičemž některé přejezdy jsou z jedné strany označené výstražným křížem a zároveň z protisměru jako křižovatka. Opakovaně byla, zejména odborovými organizacemi DP, vznášena kritika, že značení přejezdů nesplňuje pravidla silničního provozu a zásady bezpečnosti.
Problematické jsou v Praze i pěší přechody přes tramvajové tratě. Například na barrandovské trati při jejím zprovoznění bylo vyznačeno „zebrou“ několik přechodů pro chodce, některé dokonce řízené světelným signalizačním zařízením určeným pro přechody vozovky. Po smrti mladé dívky 17. června 2005 na přechodu u zastávky Poliklinika Barrandov, kde projektant zcela zanedbal rozhledové poměry, došel Dopravní podnik i příslušné úřady k závěru, že silniční značení není přípustné na přechodu samostatné tratě použít, a mozaikové značení přechodů bylo následně na celé trati přebudováno. Proto jsou v Praze přechody přes tramvajové tratě značeny nejrůznějšími způsoby: modrým (na Palmovce) nebo červeným nátěrem či dlažbou plochy, bílým nápisem POZOR TRAM, vyskytují se i případy, kdy přechod vedoucí přes vozovku „končí“ na hranici tramvajového pásu bez jakéhokoliv ostrůvku nebo vyčkávacího prostoru.
Na řízených křižovatkách a v dalších místech se světelným signalizačním zařízením je stále více využíváno preference tramvají dynamickým řízením signalizace za pomoci detekce projíždějících vlaků a detekce postavení výhybek.

#### Sklonové poměry
Normy předepisují pro tramvajové tratě standardně sklon maximálně 70 ‰. Před místy, kde je klesání prudší, je většinou vyznačeno bezpečnostní zastavovací místo. V úseku Trojské ulice platí zvláštní bezpečnostních opatření (vymezený rozsah rychlost při jízdě z kopce, rozestup mezi vlaky, zvláštní pravidla pro mimořádné zastavení na trati, v minulosti zde platila i další opatření). Omezení rychlosti jako prevence před přehřátím brzdných systémů platí také na táhlé estakádě z Barrandova.
Mezi nejstrmější úseky patří nebo v minulosti patřily: podjezd u Polikliniky Barrandov (69,9 ‰), estakáda Hlubočepy (64 ‰, ale na dlouhém úseku), Vinohradská (v letech 1940 a 1960 byl uváděn maximální sklon 71,95 ‰), Francouzská u zastávky Krymská (76,42 ‰), Klapkova u Veltěžské ulice pod vozovnou Kobylisy (76,5 ‰), Myslbekova pod Malovankou (77,4 ‰), manipulační trať Motol – Vypich v letech 1977–1979 (až 77 ‰), bývalá smyčka Radlice (78 ‰), Mariánské hradby u Písecké brány (v minulosti až 78,8 ‰), Trojská (až 80,15 ‰), Jičínská nad Olšanským náměstím (původně až 80,54 ‰, od roku 1956 maximálně 70 ‰), trať přes Hradčany provozovaná v letech 1911–1938 (ulice U kasáren u Kanovnické ulice dosahovala až 89,3 ‰), bývalá smyčka Malovanka (zřízená roku 1932 a zrušená 1967, sklon až 94,30 ‰). Historicky nejprudší klesání v Praze, 101,9 ‰, bylo na manipulační trati v ulici U Prašného mostu, provozovaná v letech 1910–1913 (českým rekordem však byla trať v Lidické ulici v Jablonci nad Nisou, kde 65 let jezdily úzkorozchodné tramvaje úsekem se sklonem 108,5 ‰).

#### Kolejový spodek a svršek

##### Velkoplošné panely BKV

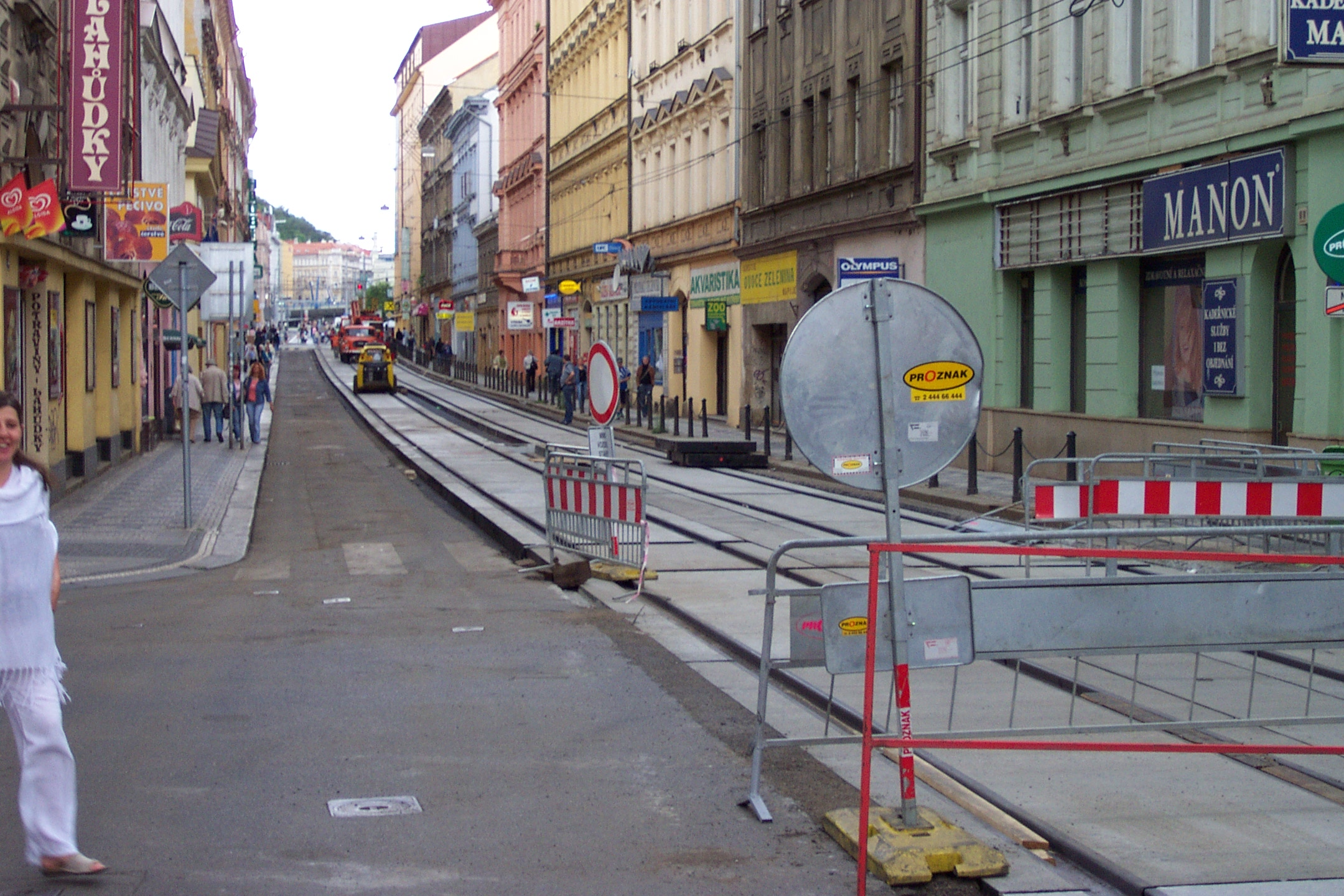
Rekonstrukce tramvajové trati v Praze: výměna panelů BKV a kolejnic v Lidické na Smíchově)

Velká část tratí je postavena metodou velkoplošných panelů BKV. Tyto panely mají v sobě žlábky, do nichž jsou kolejnice připevněny zatlačením mezi pryžové pásy. Panel tak slouží jak k upevnění kolejnice, tak zároveň plní funkci krytu kolejového svršku a umožňuje jízdu silničních vozidel. Výstavba i opravy takových tratí jsou velmi jednoduché, problém spočíval zpočátku v jejich rychlém opotřebování (nedostatečná kvalita betonu), ojediněle se vyskytovaly i případy uvolnění kolejnice ze žlábku (za horka, po zpuchření pryžového těsnění). Protože panely BKV v historickém centru města působí rušivým dojmem, byly například v případě ulice Újezd na Malé Straně činěny pokusy imitovat tvarováním jejich povrchu vzhled dlažby.
Tato technologie se používá v Praze již od roku 1977. Celková délka všech těchto úseků přesahuje (počítáno jednokolejně) 100 km (památník překročení 100 km tratí s panely BKV je na Libeňském mostě a odhalen byl v listopadu 1984). Zhruba po roce 2000 je na ústupu; nahrazují ji modernější řešení (především upevnění na pražcích s otevřeným kolejovým svrškem nebo travnatým, živičným nebo dlážděným krytem svršku). V širším centru města jsou však při rekonstrukcích panely BKV na některých místech zachovávány (například roku 2007 v Lidické ulici, okolí Albertova a Palackého náměstí, Štefánikův most aj.).

##### Podkladové panely
Kromě klasického štěrkového spodku a panelů BKV se používají ve funkci traťového spodku také speciální podkladové panely VÚIS, které se ukládají pod koleje místo klasických pražců. Kryt kolejového svršku může být jakýkoliv, tráva, dlažba i živice, nebo může být kolejový svršek otevřený. Technologie je původem česká; vynalezeny byly Výzkumným ústavem inženýrských staveb.
Používají se rovněž podkladové desky z betonu litého na místě. Pro snížení hlučnosti se někdy používaly izolační textilie.

##### W-tram

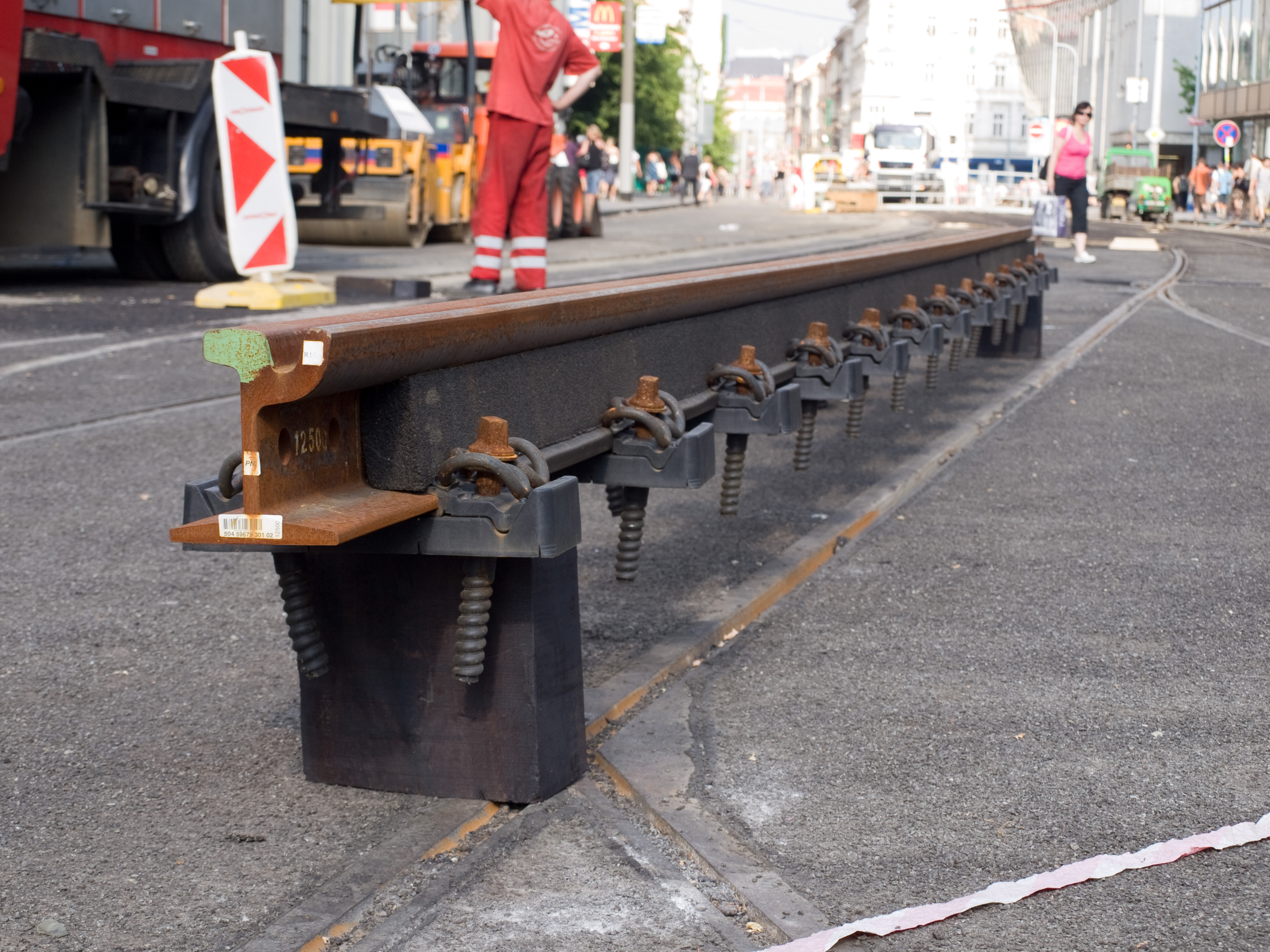
Kolejnice opatřená upevňovacími uzly a pryžovými bokovnicemi pro stavbu trati technologií W-tram u křižovatky Anděl

Od podzimu roku 2008 jsou v Praze budovány nové tratě také pomocí systému W-tram, který pochází z Německa a kterým se trať buduje tzv. shora dolů – tedy již položená kolejová pole jsou podbetonovávána. První trať takovéto konstrukce byla vybudována při rekonstrukci tratě původní ve Vyšehradském tunelu. Technologie je dále používána na exponovaných místech, jako je okolí křižovatky Anděl, Myslíkově, Národní a Spálené ulici či na nábřeží Kapitána Jaroše.
 Tato technologie výstavby tramvajových tratí se osvědčila a proto se k ní přistupuje mimo jiné v úsecích, které jsou intenzivně pojížděné silniční dopravou.

##### Pražce a rozchodky
Kde nejsou použity velkoplošné panely BKV, kolejnice se ukládají na klasické pražce podobně jako u železnice nebo se spojují s použitím kovových rozchodek.

##### Dlažba a živice
Tradiční technologií je kryt kolejového svršku z dlažby nebo asfaltu. Do 70. let trpěly takovéto tratě velkým opotřebením a deformacemi povrchu, což bylo řešeno zaváděním panelů BKV. Tradiční povrchy zůstaly na některých místech v historickém jádru města a v úsecích, které nebyly od 80. let rekonstruovány. V současné době se tyto technologie na nově rekonstruovaných úsecích vracejí, ovšem dlažba spíše v betonové mozaikové podobě, například v prostoru zastávek na tratích s jinak zatravněným svrškem, a živičný povrch z mnohem odolnějších směsí, než jaké se používaly v minulosti.
Kolem sedmdesátých let se používaly zádlažbové panely, které jsou užší a slouží pouze jako kryt kolejového svršku. Tato technologie se zpravidla nepoužívala tam, kde po tramvajových kolejích jezdí silniční vozidla, protože tento kryt byl málo mechanicky odolný.

##### Otevřený kolejový svršek
Několik úseků má otevřený kolejový svršek s pražci na štěrkovém loži, tedy vypadají podobně jako běžné železniční tratě, v Praze byly až do roku 2010 na těchto úsecích použity vždy žlábkové kolejnice. V městské zástavbě na pozemní komunikaci bylo toto provedení ve větším rozsahu použito v ulici Milady Horákové u stanice metra Hradčanská, předtím však již bylo v osmdesátých a devadesátých letech používáno například na samostatných (mimo pozemní komunikaci vedoucích) tramvajových tratích Ohrada – Palmovka, Přístaviště – Nádraží Braník – Sídliště Modřany, Nový Hloubětín – Starý Hloubětín.
Většinou je na úsecích s otevřeným svrškem jako částečného krytu kolejového svršku užito vrstvy štěrku – toto řešení má však nevýhodu, že neukáznění řidiči nebo jiní lidé mohou způsobit, že se některé z kamenů dostanou do kolejnicového žlábku a ohrozí tak provoz.
Některé z úseků s otevřeným svrškem byly později zatravněny.

##### Zatravněný kolejový svršek

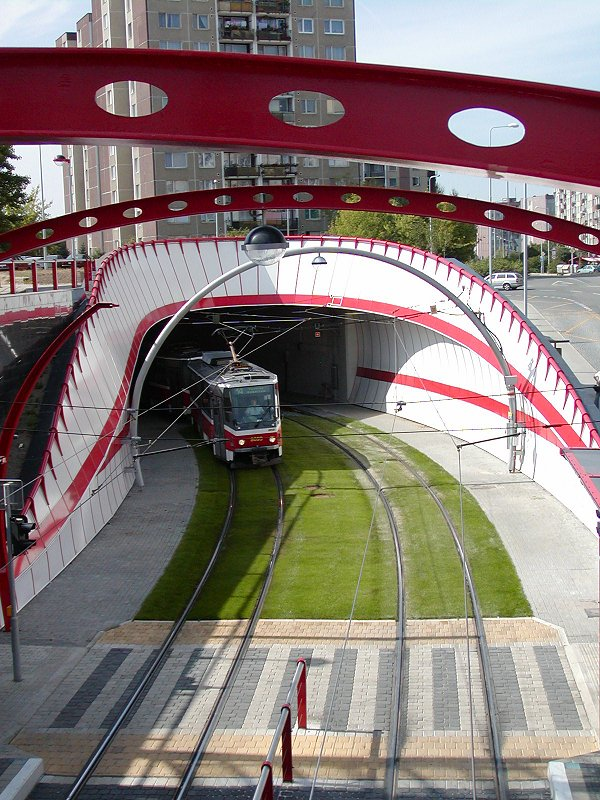
Tramvaj T6A5 na trati se zatravněným kolejovým svrškem přijíždí do stanice Chaplinovo náměstí na Barrandově

Od roku 1995 byly při rekonstrukcích kolejové pásy některých traťových úseků zatravňovány, a to jak v místech, kde je trať vedena mimo pozemní komunikaci, tak na zvýšených tramvajových pásech. Prvním zatravněným úsekem byla tramvajová trať podél ulic Keplerovy a Jelení v blízkosti Pražského hradu. Následovaly například ulice Milady Horákové v okolí stanice Hradčanská, ulice Českomoravská, vysočanská část ulice Sokolovské, Černokostelecká ulice a trať Hlubočepy – Sídliště Barrandov. V Sokolovské ulici a na barrandovské trati má zatravnění i vlastní zavlažovací systém, který se automaticky spouští během noci, ostatní zatravněné úseky pravidelně projíždí speciální kropicí vůz.
Výhodou zatravněného svršku je estetické zkvalitnění trati (zvýšení podílu zelených ploch na komunikaci), snížení hlučnosti, oproti otevřenému svršku na štěrkovém loži nebo se štěrkovým krytem je sníženo riziko, že se kameny dostanou do žlábku kolejnice nebo na vozovku nebo že budou inspirovat vandaly k ničení zastávkových zařízení nebo jiných objektů, popřípadě že budou použity násilníky z řad demonstrantů zejména v blízkosti významných budov orgánů veřejné moci.
Obvykle bývá zatravněná část trati od vozovky křižující trať oddělena krátkým úsekem otevřeného svršku, který znemožňuje vjezdu silničních vozidel na zatravněný úsek. Tím je zabráněno zneužívání tramvajového pásu neukázněnými motoristy, avšak zároveň znemožněno jeho využití k mimořádné jízdě vozidel náhradní autobusové dopravy, záchranných a pohotovostních vozidel nebo k jízdě silničních vozidel v případě neprůjezdnosti přilehlé vozovky.

#### Kolejnice a kola
V Praze mají žlábkové kolejnice tradici již z dob koňky. Bezžlábkové kolejnice typu NP5 se na zvýšených tělesech běžně používaly od poloviny 20. let do poloviny 60. let 20. století; na silničních přejezdech byly užívány žlábkové kolejnice NP3. S příchodem moderních čtyřnápravových tramvají řady T byly kolejnice postupně všude nahrazeny žlábkovými; posledními úseky s kolejnicemi NP5 byla trať v okolí Malovanky a trať do Podbaby. Dosud jsou kolejnice NP5 nepárově použity na čtyřech kolejích vozovny Hloubětín. Na některých úsecích dodnes zůstaly kolejnice staršího typu NP3, polského typu 180S nebo ruského TV60.
Geometrie kolejnic a tramvajových kol v některých bývalých československých městech je odlišná od profilů užívaných jinde ve světě a ani v českých městech se plně neshoduje (zásadně se liší například ostravské). Kolejnice NT1 (a do velkoplošných panelů BKV blokové kolejnice B1) speciálně pro pražskou tramvajovou síť vyrábějí pouze Třinecké železárny a kvůli malému vyráběnému množství i monopolnímu postavení výrobce mají vysokou cenu; nevýhodou je rovněž nutnost kolejnice ve velkém předstihu závazně objednávat. V Praze se používají kola s šířkou věnce 86 mm (v Mostě, Liberci, Plzni a Olomouci 90 mm); nová kola profilu PR-01 mají šířku věnce 100 mm.
Kola pražských tramvají mají křivkový profil VM, v roce 2010 jsou na vzorcích všech běžných typů vozidel testována kola nového profilu PR-01, vyvinutého speciálně pro Prahu a zamýšleného i pro situaci souběžného používání kolejnic S 49 se staršími typy kolejnic. Tato vozidla byla zkušebně nasazována zejména na linku 19. Kola je třeba po ujetí určitého počtu kilometrů soustružit. V Ústředních dílnách DP je umístěn podúrovňový soustruh, který umožňuje reprofilaci kol bez demontáže podvozků, ve vozovně Motol je pak další soustruh, který umožňuje údržbu vyvázaných dvojkolí. Vozovna Pankrác je vybavena automatickým diagnostickým zařízením, které při průjezdu tramvaje měří průměr a profil kola a údaje automaticky ukládá a zpracovává.
O použití bezžlábkových železničních kolejnic se uvažovalo v 80. letech 20. století při projektování tratě do Modřan a tratě mezi Ohradou a Palmovkou. Od záměru bylo upuštěno kvůli nepřipravenosti výšky okolků na tramvajových vozech, málo kompatibilnímu křivkovému profilu kol VM a chybějící technologii pro údržbu takových tratí.
Na jaře 2007 byl v DP hl. m. Prahy zahájen transformační projekt ID042 Optimalizace vztahu kola-kolejnice. V rámci tohoto projektu se DP hl. m. Prahy rozhodl kvůli nižší ceně a větší odolnosti kolejnic začít v některých úsecích (úsecích nepojížděných silničními vozidly a bez prudších oblouků) zavádět světově rozšířené širokopatní bezžlábkové (hlavové) železniční kolejnice S 49 (49 E1), které se liší i větším poloměrem zaoblení z hlavy do boku kolejnice (13 mm oproti 6 mm u NT1). Do budoucna se počítá s tím, že by i u žlábkových kolejnic bylo zaoblení zvětšeno na poloměr 13 mm. Souběžný provoz na žlábkových i bezžlábkových kolejnicích si vyžaduje zúžení tolerančního pásma výšky okolků tramvajových kol do rozmezí 16–22 mm namísto dosavadních 11–22 mm. Od roku 2008 začala být zvyšována minimální výška okolků na 14 mm, což zvyšuje bezpečnost provozu a snižuje devastaci srdcovek i okolků i na žlábkových kolejnicích. Začátkem roku 2010 již minimální výšce okolku 16 mm vyhovovalo asi 80 % vozového parku. V obloucích o poloměru do 200 m musí být bezžlábková kolejnice doplněna přídržnicí, v obloucích o poloměru do 100 m nesmí být použita. Použití železničních výhybek se na tramvajových tratích v Praze neplánuje, před větvením bude kolej vždy převedena na žlábkové kolejnice. Za výhodu tratí s železničním profilem kolejnic je vydáván též otevřený svršek, který stavbu zlevňuje a usnadňuje údržbu. Otevřený svršek na samostatných úsecích tratí byl však běžně používán i v kombinaci se žlábkovými kolejnicemi. Ze zmíněného argumentu však lze usuzovat, že Dopravní podnik hodlá upustit od zatravňování nově rekonstruovaných tratí.
Prvním úsekem, kde jsou pokládány (na betonové pražce), se stala trať mezi Starým Hloubětínem a Lehovcem, jejíž rekonstrukce započala 1. března 2010; první kolejnice S49 byly položeny 8. března 2010 u přejezdu s Chvalskou ulicí. V létě 2010 by měly být použity na trati do Řep. V roce 2011 byly kolejnice S49 dále položeny na rekonstruovaných tratích do Podbaby v ulici Jugoslávských partyzánů a na rychlodráze do Modřan.
Kritici tohoto přechodu upozorňují na několik problémů. Nebyly provedeny dostatečné laboratorní zkoušky. Nebyla provedena řádná ekonomická analýza, užší tolerance velikosti okolků si vyžádá například pořízení dalších speciálních reprofilovacích soustruhů pro údržbu kol. První takto rekonstruovaná trať nebyla ve stavu vyžadujícím rekonstrukci. Rozhodnutí Ministerstva dopravy ČR z roku 1993, jímž se schvaluje křivkový profil tramvajových kol VM náhradou za stávající válcový profil, s ohledem na vzájemnou vazbu profilu kola a kolejnice nedoporučuje rozšiřovat v tramvajových tratích kolejnice rozdílných tvarů pojížděného profilu. U křivkového profilu kol PR-01, navrženého pro Prahu pardubickou univerzitou, se ukazuje, že kola se již po tisíci ujetých kilometrech (několik provozních dní) začínají deformovat do profilu VM a po 20 000 km je profil kol znehodnocen, životnost kol je tak zkrácena na třetinu až čtvrtinu.
Do vzdálenější budoucnosti se uvažuje o možnosti zvýšit horní hranici výšky okolku až na 25 mm (takové tramvaje by však nemohly na ojetější srdcovky ani na blokové kolejnice), o sjednocení poloměru zaoblení z hlav do boku kolejnic na 13 mm a o změně systému, kde je tvrdé kolo kombinováno s měkčími kolejnicemi na systém, kde kola budou měkčí a kolejnice tvrdší.

#### Výhybky

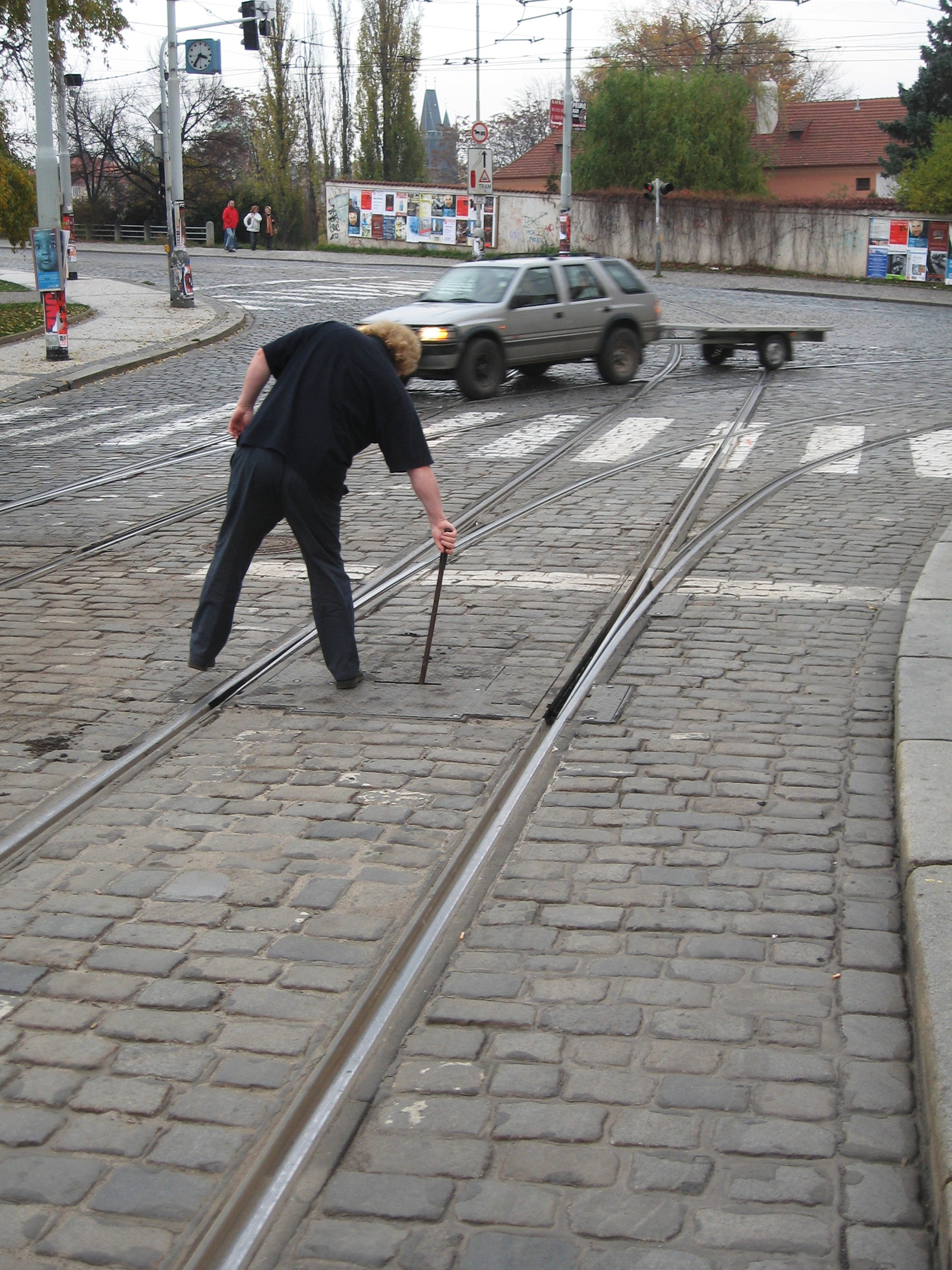
Přehazování výhybky

Naprostá většina rozjezdových výhybek v síti je dálkově ovládaná z kabiny tramvaje (elektrický povel tlačítkem, rádiový povel automaticky z palubního počítače tzv. Apex, dle typu výhybky – nové výhybky vždy rádiově). Ručně se přestavují výhybky na kolejových harfách ve většině vozoven (s výjimkou modernizované vozovny Pankrác) a některé další manipulační výhybky (tj. výhybky, které jsou pravidelnými linkami pojížděné jen v jednom směru). Ručně (stavěcím klíčem, železnou tyčí s rukojetí slangově řečenou tágo), se však přestavují výhybky i v případě poruchy nebo selhání automatického přestavování nebo blokování výhybky. Stavěcí klíč se ukládá do pochvy (toulce) umístěného zvenku v čelní části tramvajového vozu. V novějších vozech typu Škoda 14T a 15T se stavěcí klíč ukládá do speciálního držáku u dveří v kabině řidiče.
V historii byly mnohé výhybky na frekventovaných tratích obsluhované výhybkářem. Výhybkáři se zpočátku volně pohybovali po křižovatce, později byla zřizována výhybkářská stanoviště v budkách, z nichž bylo možné výhybky dálkově ovládat pomocí mechanických táhel. Poslední funkční výhybkářská stanoviště byla na Floře ve směru od Olšanských hřbitovů, na Palackého náměstí ve směru od Výtoně a na Strossmayerově náměstí ve směru od nábřeží Kapitána Jaroše, ale kolem poloviny 90. let dvacátého století byly i tyto výhybky při rekonstrukcích zautomatizovány.
Automatizované výhybky (elektricky ovládané výhybky, EOV, elektromagnetické přestavníky) byly v Praze ojediněle zřizovány již kolem poloviny 20. století. Původně byly založeny na principu trolejového kontaktu – pokud tramvaj při průjezdu sběrače přes kontakt odebírala proud, došlo k přestavení výhybky. Na trolejích byla dále soustava blokovacích a odblokovacích kontaktů, které měly zajistit, aby další tramvaj nebo druhý vůz téže tramvaje nemohl omylem přestavit výhybku, je-li již obsazena projíždějícím vlakem.
V polovině devadesátých let začaly být testovány radiově ovládané výhybky. Postupně přibývaly, z počátku však byl tento způsob ovládání zřizován duplicitně k původnímu způsobu. V roce 2007 začaly být nově zřizované a rekonstruované výhybky vybavovány již pouze radiovým ovládáním.

### Napájecí systém

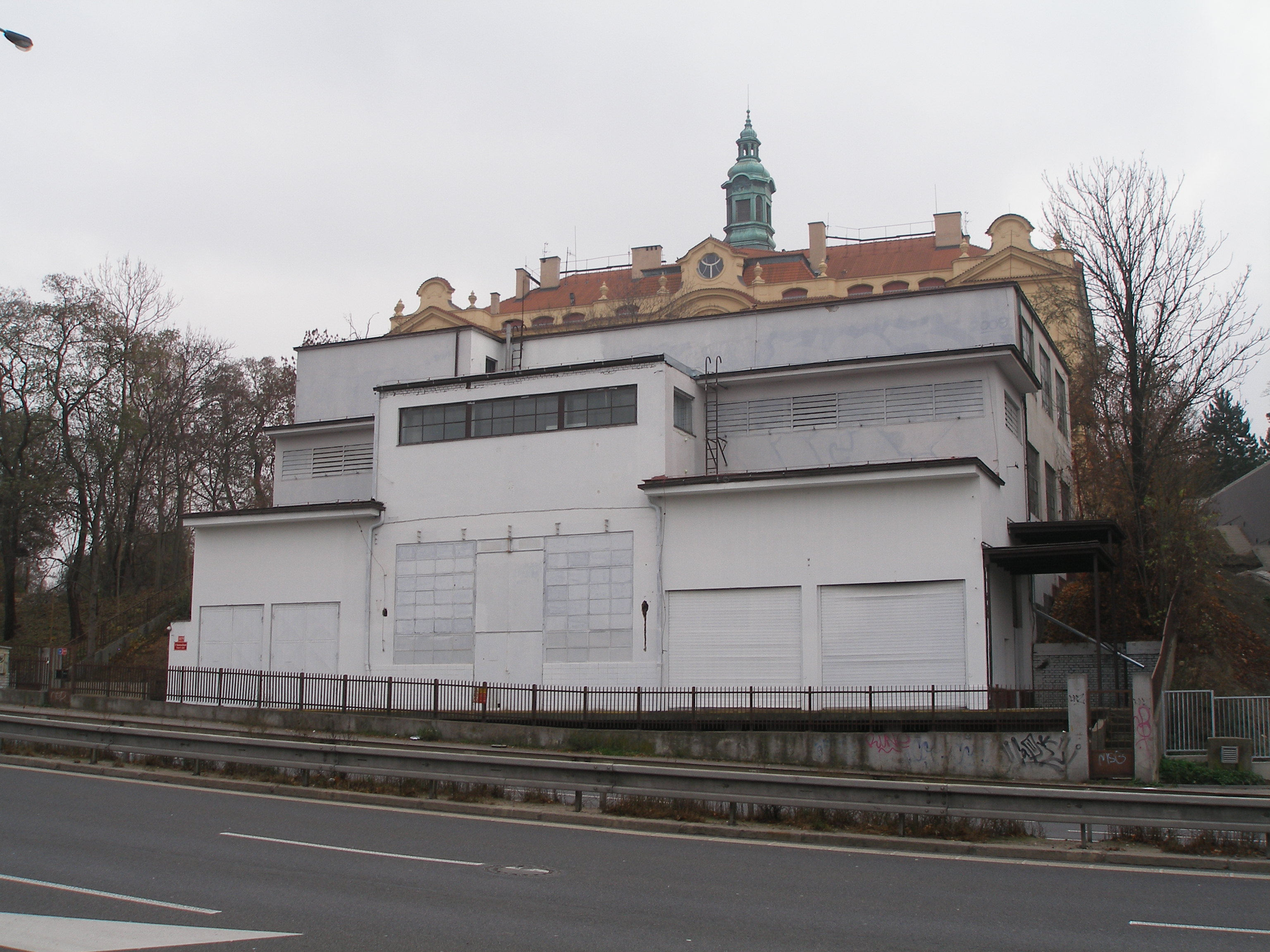
Bývalá měnírna Rokoska v Libni

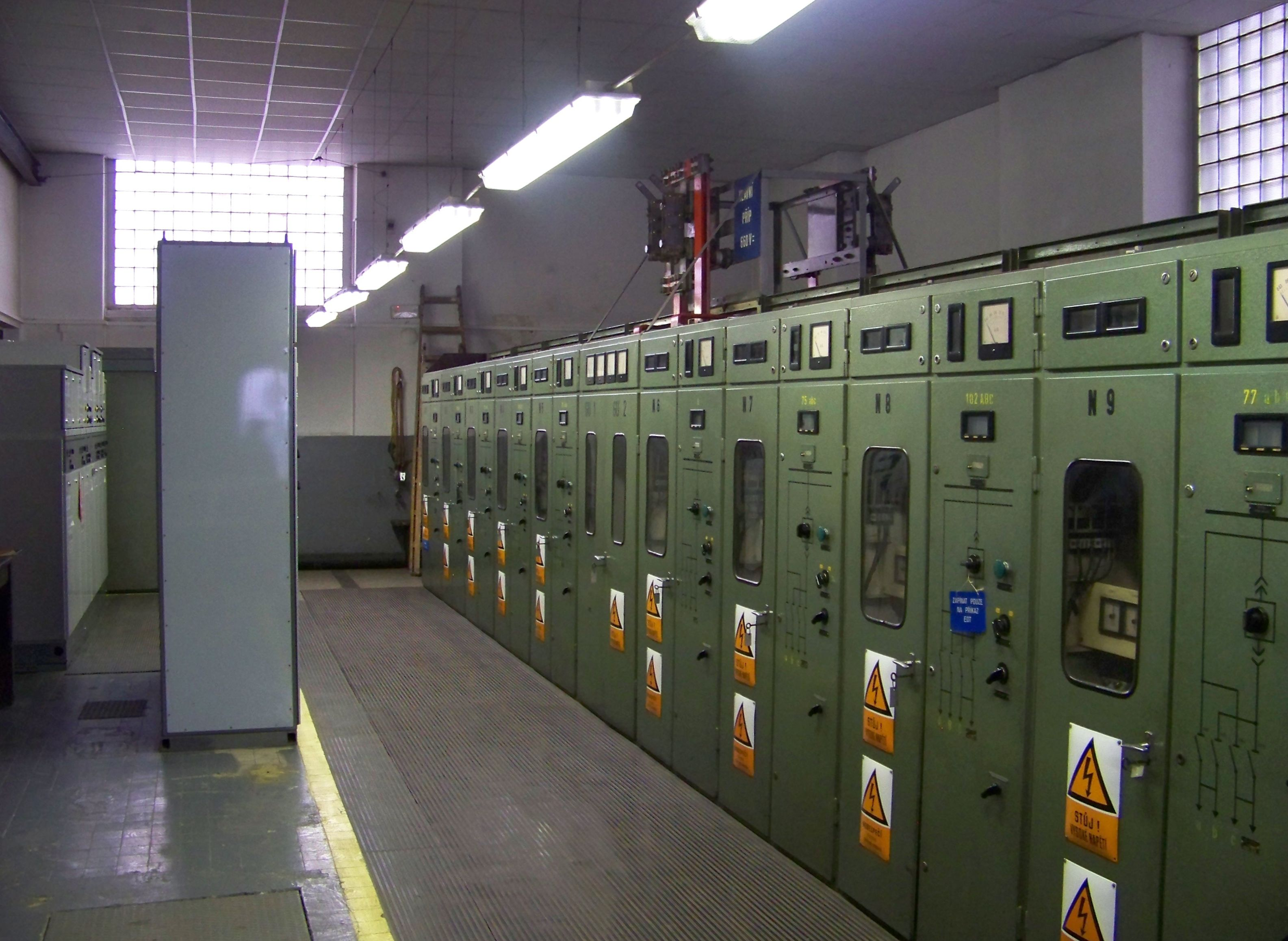
Interiér měnírny ve vozovně Strašnice

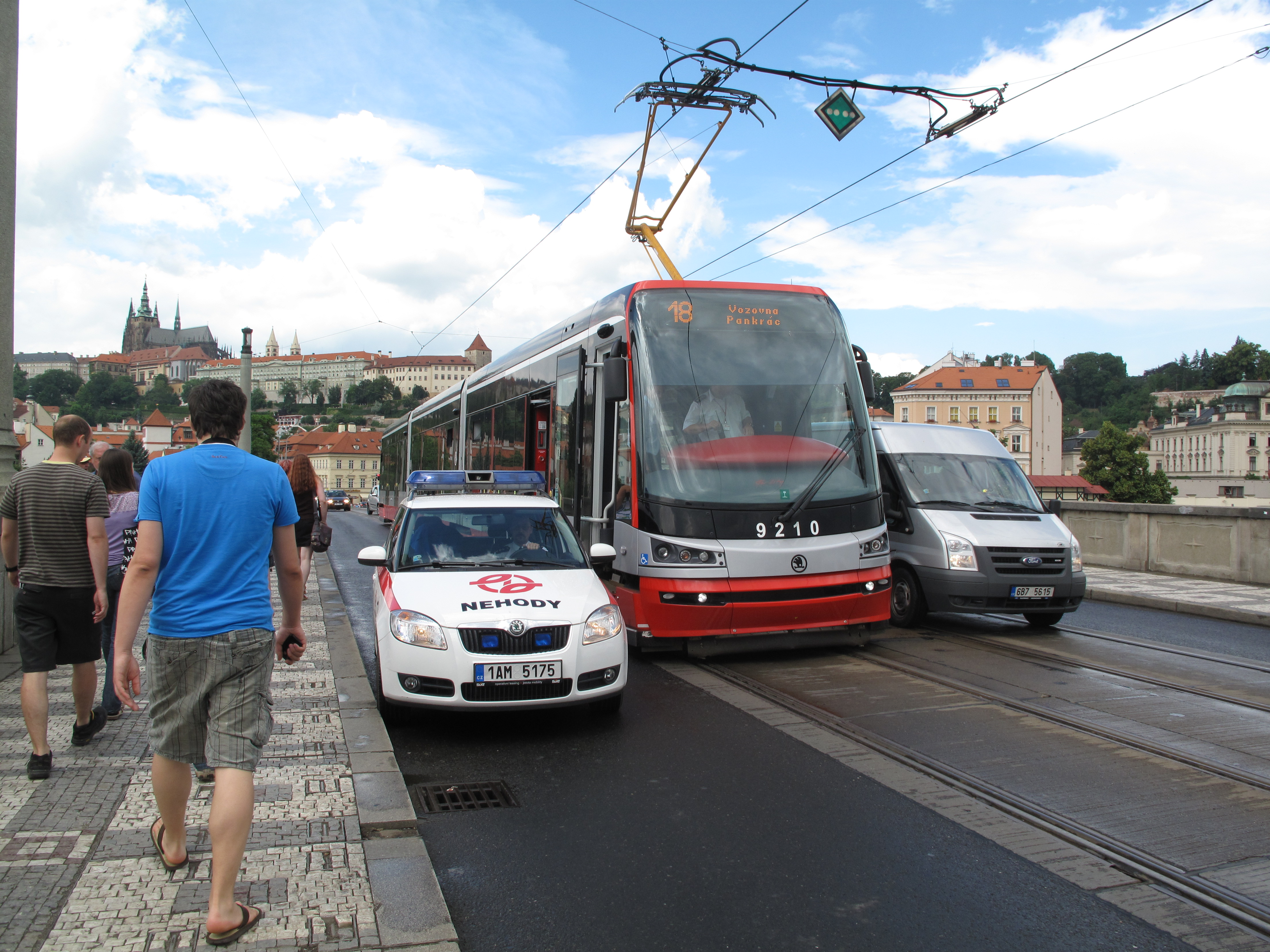
Tramvaj omylem zastavila sběračem na úsekovém izolátoru, který odděluje jednotlivé napájecí úseky

#### Měnírny a energetický dispečink
Trolejová vedení jsou napájena pomocí měníren. V současné době je jich 43 (42 stabilních a jedna kontejnerová). Napájecí síť byla společná se sítí pro napájení trolejbusových trolejí a i nová napájecí místa elektrobusů a napájecí úsek trolejbusů jsou na ni napojeny.
Měnírny jsou většinou dálkově ovládané z centrálního dispečinku, existuje ale několik výjimek. Výkon všech těchto měníren dohromady je více než 200 MW, délka kabelového vedení se stejnosměrným proudem se počítá ve stovkách kilometrů. Energetický dispečink tramvají může dálkové ovládat nejen samotné měnírny, ale na některých místech i napájení, propojení nebo oddělení jednotlivých úseků sítě.
Tramvajová síť je napájena stejnosměrným napětím 600 V (resp. 660 V); kladný pól je v troleji (sběrači), záporný v kolejnicích.
Seznam měníren:
| Značka | Název                        | Zřízena | Zrušena | Obvod    | Čtvrť       | Adresa | Vztah k síti                                                                                      |
| ------ | ---------------------------- | ------- | ------- | -------- | ----------- | --- | ------------------------------------------------------------------------------------------------- |
| MR 27  | Altán                        | 1976    |         | Praha 10 | Strašnice   | Pod Altánem 3407/42b | nejbližší zastávka Na Hroudě                                                                      |
| MR 37  | Barrandov                    | 2003    |         | Praha 5  | Hlubočepy   | (Werichova) čp. 1184 | u smyčky Sídliště Barrandov                                                                       |
| MR ?   | Bělehradská                  | 1939    |         | Praha 2  | Vinohrady   | Bělehradská 2535/41a | mezi zastávkami Bruselská a Pod Karlovem                                                          |
| MR 28  | Braník                       | 1968    |         | Praha 4  | Braník      | Modřanská 1217/122 (Branická 1217/1)                                                                                      | mezi zastávkami Dvorce a Přístaviště                                                              |
| MR 09  | Břevnov                      | 1935    |         | Praha 6  | Břevnov     | Bělohorská 1228/156 | mezi zastávkami Říčanova a Vypich                                                                 |
| MR 39  | Černý kůň                    | 1995    |         | Praha 4  | Hodkovičky  | Šífařská | v úrovni zastávky Černý kůň                                                                       |
| MR ?   | Červený Vrch                 | 1970    |         | Praha 6  | Vokovice    | Evropská 800/174 | u tramvajové smyčky Červený Vrch                                                                  |
|        | Dědina                       | 2023    |         | Praha 6  | Ruzyně      | | ve smyčce Dědina                                                                                  |
| MR 18  | Hloubětín                    | 1956    |         | Praha 9  | Hloubětín   | Kbelská 102/21, Na obrátce                                                                                                | v areálu vozovny Hloubětín (u objízdné koleje západně od haly?)                                   |
| MR 30  | Hlubočepy                    | 2003    |         | Praha 5  | Hlubočepy   | čp. 1183 | severně u trati mezi autobusovou zastávkou Terasy a zastávkou Geologická                          |
| MR 03  | Strojnická (Holešovice)      | 1989    |         | Praha 7  | Holešovice  | Strojnická 303/29 | nejbližší zastávky Veletržní palác a Výstaviště Holešovice; nahradila měnírnu v ulici Partyzánská |
| MR ?   | Hostivař                     | 1955    | 2011    | Praha 10 | Hostivař    | dnes na místě novostavba čp. 3333                                                                                         | u zastávky Sídliště Zahradní Město, nová měnírna umístěna v severozápadním sousedství             |
| MR ?   | Hostivař                     | 2011    |         | Praha 10 | Hostivař    | Strašnická 3323/2b, u Švehlovy                                                                                            | u zastávky Sídliště Zahradní Město                                                                |
| MR 24  | Hřebenka                     | 1956    |         | Praha 5  | Smíchov     | Zapova 3174/1 | nejbližší tramvajová zastávka Bertramka                                                           |
| MR 25  | Karlín                       | 1963    | 2005    | Praha 8  | Karlín      | u Pobřežní ulice |                                                                                                   |
| MR 25  | Karlín                       | 2005    |         | Praha 8  | Nové Město  | provizorní kontejnerová měnírna pod mostem magistrály (Wilsonovy ul.) severně u Křižíkovy ulice, vedle Muzea hl. m. Prahy | u autobusové zastávky Florenc                                                                     |
| MR ?   | Klárov                       | 1899    | ?       | Praha 1  | Malá Strana | U lužického semináře 111/42, ve dvoře malostranské zbrojnice                                                              | u zastávky Malostranská. Demolována údajně po roce 1990.                                          |
| MR ?   | Klárov                       | 1932    |         | Praha 1  | Malá Strana | U Bruských kasáren 132/3, Pod Bruskou 132/2, v rámci památkově chráněné Zengerovy transformační stanice                   | u zastávky Malostranská                                                                           |
| MR 23  | Košíře                       | 1959    |         | Praha 5  | Košíře      | Ke Kotlářce 1237/16 | poblíž zastávky Poštovka                                                                          |
| MR 32  | Krejcárek                    | 1992    |         | Praha 3  | Žižkov      | Novovysočanská u 2746/1                                                                                                   | poblíž zastávky Krejcárek                                                                         |
| MR 12  | Libeň                        | 1957    |         | Praha 8  | Libeň       | V mezihoří 2264/2b, poblíž libeňského plynojemu                                                                           | nejbližší zastávka Palmovka                                                                       |
|        | Libuš                        | 2023    |         | Praha 4  | Libuš       | | poblíž zastávky Sídliště Libuš                                                                    |
| MR 21  | Michle                       | 1955    |         | Praha 10 | Michle      | Nad Vršovskou horou 80/1a, západně od hlavní brány areálu autobusových garáží Vršovice                                    | nejbližší zastávka Bohdalec                                                                       |
| MR 40  | Modřany                      | 1995    |         | Praha 4  | Modřany     | severozápadně od domu U spořitelny 69/18                                                                                  | mezi zastávkami Nádraží Modřany a Čechova čtvrť, poblíž přístaviště přívozu P6 Nádraží Modřany    |
| MR ?   | Ohrada                       | 1953    | 2007    | Praha 3  | Žižkov      | u nároží Ke kapslovně – Pitterova                                                                                         | poblíž zastávky Nákladové nádraží Žižkov                                                          |
| MR ?   | Ohrada                       | 2007    |         | Praha 3  | Žižkov      | Pitterova 2855/11–13, areál Central Park Praha                                                                            | poblíž zastávky Nákladové nádraží Žižkov                                                          |
| MR 22  | Perštýn                      | 1965    |         | Praha 1  | Nové Město  | Charvátova 145/9 | nejbližší zastávka Národní třída                                                                  |
| MR 34  | Petřiny                      | 1981    |         | Praha 6  | Veleslavín  | Na Petřinách 403/2, vjezd z Veleslavínské                                                                                 | mezi zastávkami Vojenská nemocnice a Větrník                                                      |
| MR ?   | Pivovar                      | 1987    | 2007    | Praha 7  | Holešovice  | zhruba v místech dnešní novostavby U Průhonu 1588/11a                                                                     |                                                                                                   |
| MR ?   | Pivovar                      | 2007    |         | Praha 7  | Holešovice  | Komunardů 1584/42, U Průhonu 1588/11a                                                                                     | poblíž zastávky U Průhonu                                                                         |
| MR 35  | Poděbradská                  | 1988    |         | Praha 9  | Hloubětín   | Poděbradská 365/63 | poblíž zastávky Nademlejnská                                                                      |
| MR ?   | Podolí                       | 1955    |         | Praha 4  | Podolí      | Na Dolinách 1157/31 | mezi autobusovými zastávkami Doliny a Klikovka, bývalá trolejbusová měnírna                       |
| MR ?   | Radlice                      | 2008    |         | Praha 5  | Smíchov     | Pechlátova 3277/2 (u Radlické)                                                                                            | u zastávky Škola Radlice                                                                          |
| MR 10  | Rokoska                      | 1938    | 1997    | Praha 8  | Libeň       | V Holešovičkách 1879/56                                                                                                   | u zastávky Vychovatelna, nová měnírna umístěna severovýchodně uvnitř mimoúrovňové křižovatky      |
| MR 10  | Rokoska                      | 1996    |         | Praha 8  | Libeň       | Zenklova, V Holešovičkách 2276/43                                                                                         | mezi zastávkami Bulovka a Vychovatelna                                                            |
| MR 38  | Řepy                         | 1988    |         | Praha 6  | Řepy        | Makovského, Slánská 1389/2+2b                                                                                             | u zastávky Slánská                                                                                |
| MR 11  | Smíchov                      | 1922    |         | Praha 5  | Smíchov     | Jindřicha Plachty 952/11                                                                                                  | mezi zastávkami Zborovská a Na Knížecí                                                            |
| MR 06  | Strašnice                    | 1929    |         | Praha 10 | Strašnice   | Starostrašnická 25/55 | v jihozápadním rohu areálu vozovny Strašnice                                                      |
| MR 02  | Opletalova (Střed)           | 1936    |         | Praha 1  | Nové Město  | Opletalova 923/10 | v zástavbě mezi zastávkami Muzeum a Jindřišská                                                    |
| MR 31  | Střelničná                   | 1976    |         | Praha 8  | Kobylisy    | U školské zahrady 1810/18                                                                                                 | mezi zastávkami Střelničná a Kyselova                                                             |
| MR ?   | Střešovice                   | 1979    |         | Praha 6  | Střešovice  | Na Ořechovce 1062/1 | v rámci areálu vozovny Střešovice                                                                 |
| MR 36  | Trojská                      | 1999    |         | Praha 7  | Troja       | Pod lisem 746/1, u ul. Povltavská a U Vltavy                                                                              | poblíž zastávek Trojská a Povltavská                                                              |
| MR 15  | Ústřední dílny (ÚD Hostivař) | 1968    |         | Praha 10 | Hostivař    | U vozovny 590/6 | v rámci areálu Ústředních dílen DP, mezi halou opravny tramvají a halou autobusových garáží       |
| MR 16  | Vinohrady                    | 1965    |         | Praha 10 | Vinohrady   | Hradešínská 2545/11 | v zástavbě mezi zastávkou Ruská a zastávkami Perunova a Vinohradská vodárna                       |
| MR 08  | Vokovice                     | 1932    | 2004    | Praha 6  | Dejvice     | Kladenská 1138/2 | u někdejší autobusové otočky Bořislavka (dnes Na Pískách) – nová měnírna umístěna východněji      |
| MR 08  | Vokovice                     | 2004    |         | Praha 6  | Dejvice     | náměstí Bořislavka, Kladenská 2756                                                                                        | v zářezu ve svahu mezi Evropskou ulicí a autobusovou otočkou Na Pískách                           |
| MR ?   | Vyšehrad                     | 1977    |         | Praha 2  | Vyšehrad    | Přemyslova 158/4 | mezi zastávkami Ostrčilovo náměstí a Albertov, za železniční tratí                                |
| MR 05  | Zelená liška                 | 1930    |         | Praha 4  | Michle      | Hanusova 775/3b | poblíž autobusové zastávky Zelená liška                                                           |
| MR 19  | Zlíchov                      | 1955    |         | Praha 5  | Hlubočepy   | Nádražní 1116/2a | u zastávky Lihovar                                                                                |
| MR 07  | Žižkov                       | 1928    |         | Praha 3  | Žižkov      | Kostnické náměstí 2827/12                                                                                                 | v zástavbě mezi zastávkami Husinecká a U Památníku                                                |

#### Trolejové vedení
Dlouhou dobu trolejové vedení nemělo napínací systém; od 80. let začala být využívána napínací závaží, podobně jako na železnici.
Tramvajový provoz bývá v některých úzkých a frekventovaných místech podjezdů narušován neukázněnými řidiči velkých vozidel, kteří nedodržují maximální povolenou výšku vozidla a čas od času za příčný drát trolejové vedení strhnou. Problémovými místy jsou například podjezd pod Železničním mostem u křižovatky Výtoň nebo podjezdy u Plzeňky. U příjezdu k těmto místům byla vybudována varovná dopravní zařízení („šibenice“, o které řidič nadměrného vozidla zavadí), ale jejich účinek není stoprocentní.
V centru města je trolejové vedení mnohde uchyceno na přilehlých domech. Jinak je nejčastěji uchycováno na sloupech veřejného osvětlení a na vlastních sloupech trakčního vedení. Zpravidla je užíváno současně sloupů po obou stranách trati nebo komunikace, jen v několika úsecích (Podolské nábřeží a Modřanská, Černokostelecká) jsou sloupy uprostřed mezi kolejovými směry. Na tramvajové trati Hlubočepy – Sídliště Barrandov bylo poprvé v Praze použito obloukovitých portálů, na kterých je vedení zavěšeno.

#### Spodní přívod proudu
Elektrizaci trati koňky na Karlově mostě bránil odpor vůči trolejovému vedení, které by v těchto místech působilo z estetického hlediska silně rušivým dojmem. Nakonec František Křižík navrhl systém kontaktů v dlažbě mezi kolejnicemi. Vozy 178–192 a 122–136 byly na spodku opatřeny lyžovými sběrači. Jeden sběrač přiváděl napětí na pomocné kontakty ke spínání přívodu proudu do napájecích kontaktů, nad kterými se vůz nacházel, a druhý sbíral trakční proud. Tento komplikovaný a nespolehlivý systém byl v provozu od 28. září 1905 do 20. dubna 1907.

### Světelná signalizace

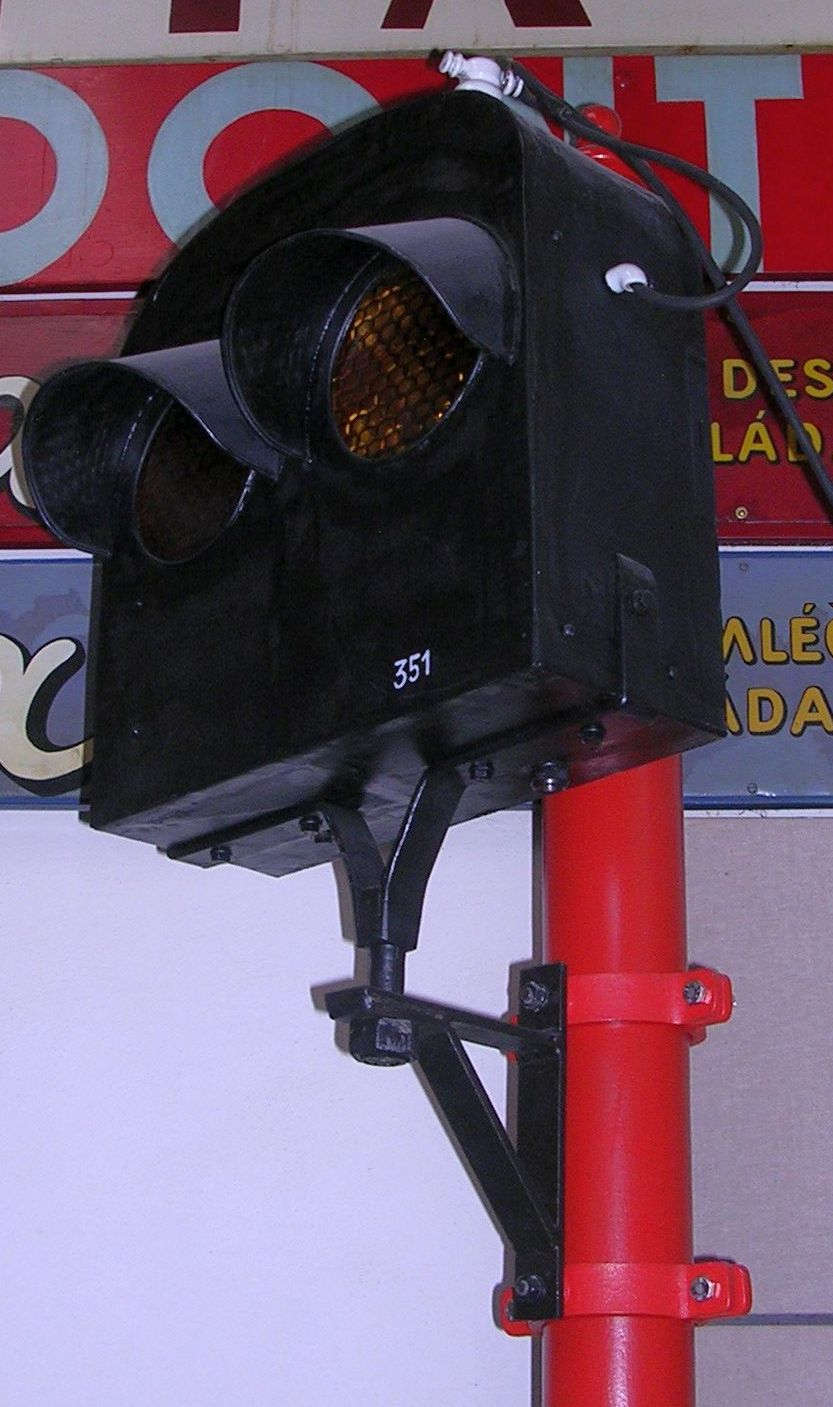
Staré návěstidlo v Muzeu MHD

Zatímco první křižovatkové semafory byly v Praze zřízeny až roku 1927, na křižovatce ulic Hybernská, Dlážděná a Havlíčkova, signály pro tramvaje byly Elektrickými podniky král. hlav. města Prahy zaváděny již od roku 1911. Byly však určeny pro řízení provozu na jednokolejných úsecích tratí a na splítkách. Objevily se například v ulicích U kasáren, Celetná, Letenská, Křižovnická (Karlovy lázně), Radlická.

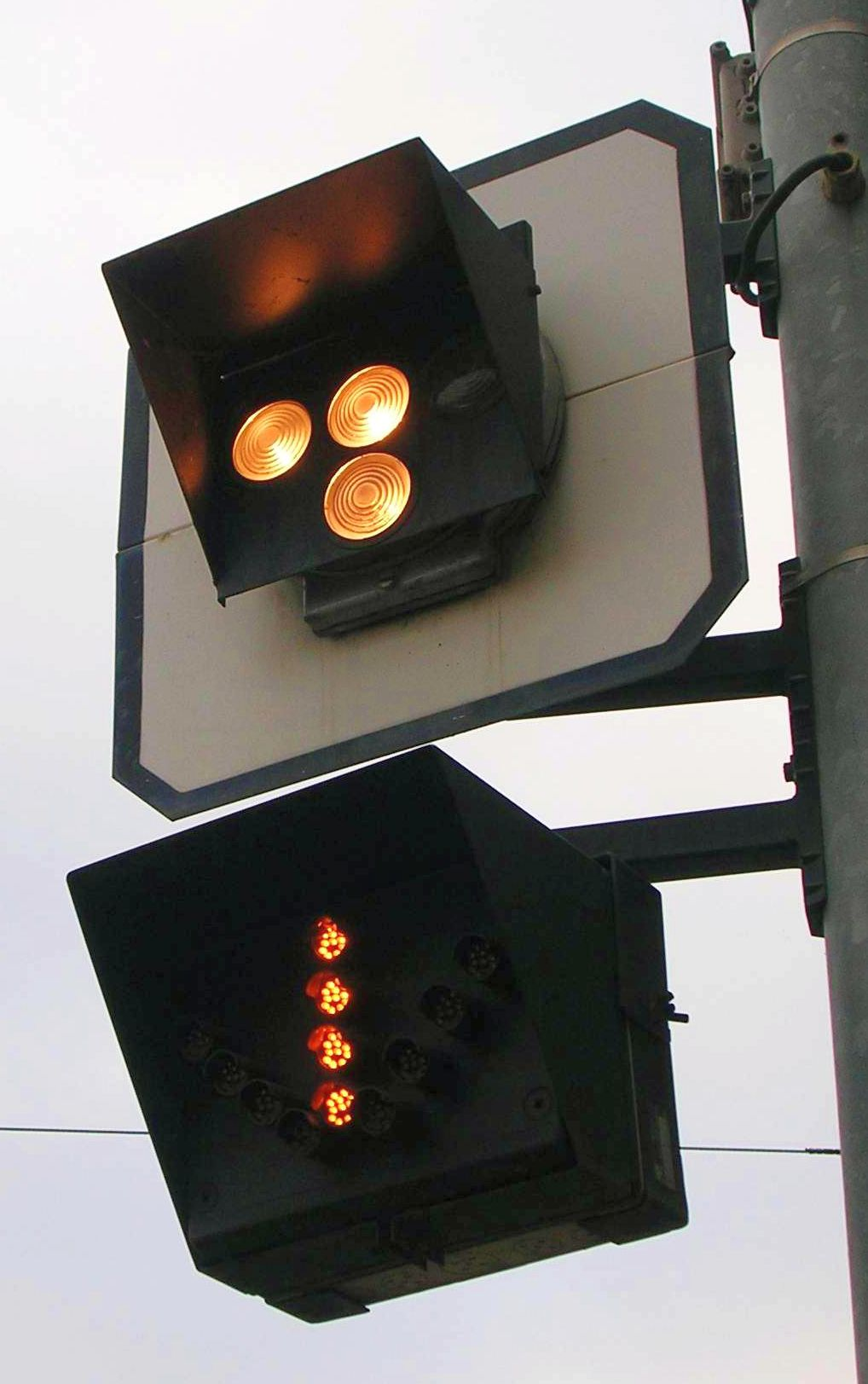
Čočkové návěstidlo s výzvovým návěstidlem

Až do druhé poloviny 60. let se řidiči tramvají na křižovatkách řídili stejnými semafory jako řidiči automobilů. V roce 1967 se pak v Praze jako v prvním městě v Československu začala v rámci dodávky moderních světelných signalizačních zařízení pro Prahu od firmy Signalbau Huber z Mnichova objevovat speciální signalizace pro tramvaje, jejíž návěstidla o rozměru 200 × 200 mm, slangově nazývaná „čočky“, obsahují čtyři kruhová světelná pole, tři v horní řadě a jedno uprostřed pod nimi. Pravidla silničního provozu však tuto novinku zlegalizovala teprve s účinností od 1. července 1971, když vyhláška umožnila zavedení zvláštních světelných znamení pro tramvaje Pravidly technického provozu městských drah (PTP MD), kde byla obsažena již s účinností od 1. ledna 1971. a stanovila, že v případě jejich použití se na řidiče tramvaje nevztahují dosavadní světelná znamení. Od 1. ledna 1976 byly tramvajové signály již přímo ve vyhlášce o pravidlech silničního provozu. Kolem 80. nebo 90. let se ojediněle objevila v Praze i předvěst obdobného čočkového provedení doplněná písmenem P v Modřanské ulici poblíž zastávky Přístaviště a později i v Sokolovské ulici u zastávky Urxova.

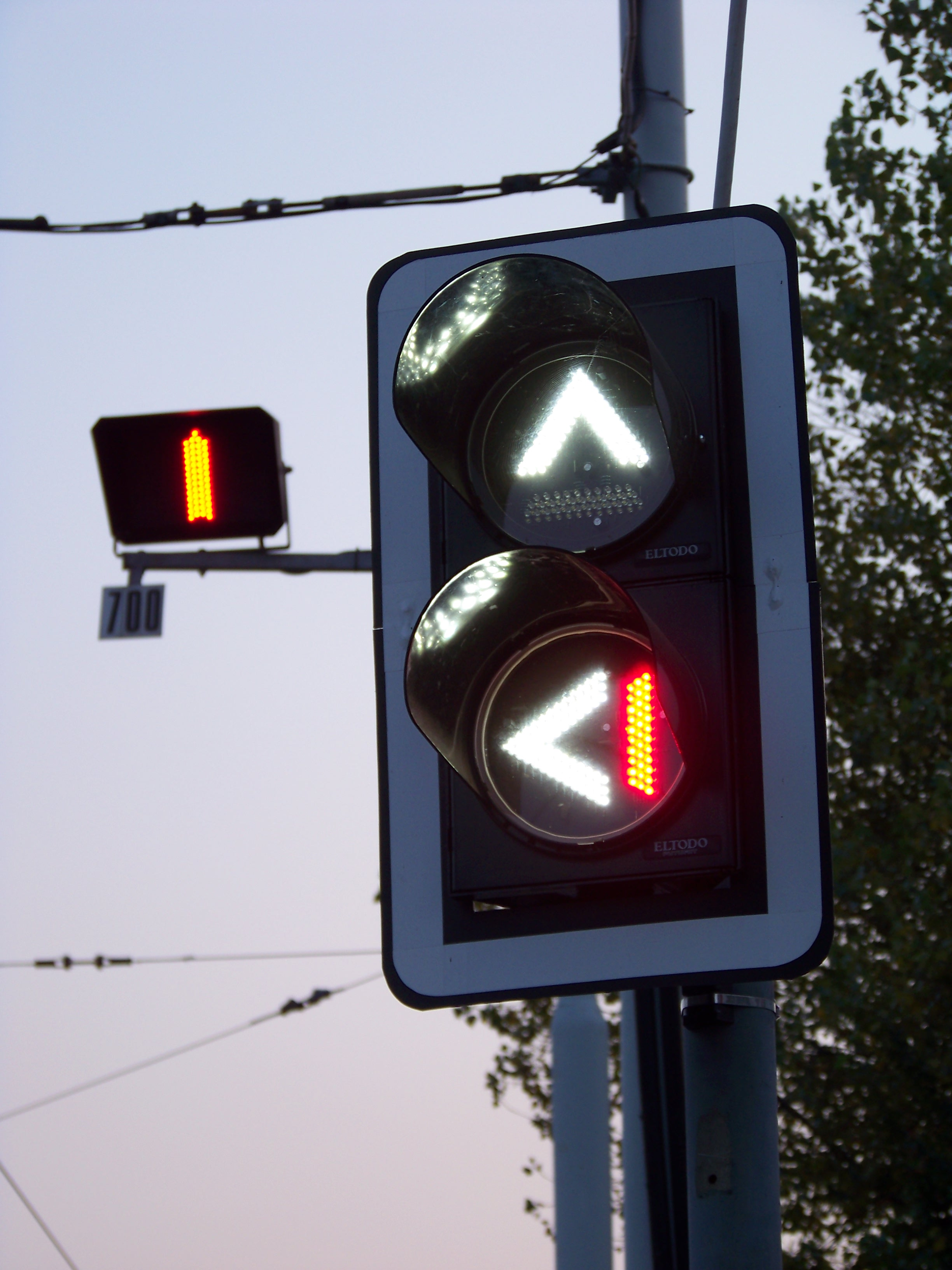
Prototypové návěstidlo v Braníku, v pozadí diodové výhybkové návěstidlo uzamykatelné výhybky

19. ledna 1998 se na Karlově náměstí objevilo první doplňkové výzvové návěstidlo, které potvrzuje, že SSZ přijalo požadavek na signál volno a upozorňuje na blížící se signál volno pro jednotlivé směry, později jimi byly doplněny další křižovatky.
Speciální návěstidla se objevila na nové tramvajové trati na Barrandov, kde mají zajišťovat v některých úsecích odstup mezi tramvajemi, popřípadě mohou zakázat vjezd do úseku z jiného důvodu.
Kolem roku 2006 zesílily kritické hlasy, že tramvajová návěstidla postrádají signál „pozor“ před signálem „stůj“. Od 25. června 2009 začal zkušební provoz dvou koncepčně zcela odlišných typů tramvajových návěstidel, z nichž jeden je modifikací pražcových návěstidel používaných například v Německu a druhý je inspirovaný výhybkovými návěstidly Hanning & Kahl, ale využívá navíc červené barvy.
Proměnnými návěstidly jsou opatřeny rovněž elektricky ovládané výhybky. Nejstarší návěstidla byla trojúhelníková a třížárovková: jedna žárovka signalizovala bíle postavení vlevo, druhá postavení vpravo a uprostřed nad nimi bylo v návěstidle umístěno bílé blokovací světlo signalizující obsazení výhybky. Novější typ, čtvercový, obsahoval místo dvojice šipek čtveřici světel pražcovitého obrysu, uspořádaných kolem bílého blokovacího světla do čtverce stojícího na vrcholu, přičemž dvojice bíle svítících pražců mohla signalizovat směr vlevo, přímo či vpravo. Pro dvojici výhybek za sebou se však používala dvě samostatná návěstidla. Tyto dva typy návěstidel se používají výhradně pro starší, tzv. neuzamykatelné typy výhybek. V období 1992–2001 se na několika místech zkušebně objevily výhybky Hanning & Kahl s možností radiového ovládání a bezkontaktním blokováním, jejichž návěstidla byla odlišná, tvořena třemi návěstními komorami nad sebou: bílý symbol vodorovného pražce v horní části signalizoval blokování, každá z dolních dvou částí signalizovala bílou šipkou jeden z možných směrů jízdy. Pro další uzamykatelné výhybky se používají diodová návěstidla, červenou šipkou zobrazují směr jízdy, přičemž blikání šipky označuje obsazení výhybky a čtvereček místo šipky znamená, že výhybka není uzamčena.

### Automatizované systémy řízení
Prvky automatizovaného řízení byla již detekce průjezdu tramvají světelným signalizačním zařízením a zařízeními k ovládání výhybek. Další možnosti přineslo vybavení tramvají palubními počítači, které u radiově ovládaných výhybek umožnilo automatické nastavování vlakové cesty podle trasy zadané v palubním počítači.
V roce 2015 byl na části sítě uveden do zkušebního provozu systém EMA (elektronická mapa) vyvinutý společností Škoda Transportation ve spolupráci s DPP. První deklarovanou funkcí je vynucené omezení rychlosti před směrovými oblouky, výhybkami a kolejovými kříženími, další zamýšlenou funkcí například hlášení názvů zastávek bez zásahu řidiče (novější palubní počítače DT04 a DT06 používají k automatickému vyhlašování GPS, které ovšem není, zvláště v husté zástavbě, příliš přesné a spolehlivé) anebo regulace osvětlení nebo topení ve voze (například vypínání vnitřního osvětlení po dobu pobytu na konečné). Po trati jsou rozmístěné čipy, které čtečka na tramvaji dokáže identifikovat. Palubní počítač pak zareaguje na požadavky spojené s danou adresou čipu. V první fázi jimi bylo vybaveno asi 15 % sítě, a to po trase linek 17 a 18. Na informačním displeji pro cestující se zobrazuje výseč mapy s aktuální polohou a trasou tramvaje. EMA určuje polohu tramvaje s přesností na 20 centimetrů. Systém GPS nebyl pro tento účel dostatečně přesný, do budoucna se uvažuje o využití systému Galileo. Systém zvyšuje bezpečnost provozu a snižuje opotřebení tratě, ale zejména zpočátku byl nastaven tak, že způsoboval nadměrná zpoždění. Optimistický scénář DPP počítá s tím, že do roku 2018 by systém mělo mít všech 250 tramvají 15T, mimo to i některé starší modernizované tramvaje.

## Vozový park

### Dvounápravové vozy dle Jana Kotěry
Od roku 1905 začaly být Ringhofferovými závody dodávány dvounápravové vozy, jejichž podobu navrhl architekt Jan Kotěra. Vozy této koncepce se udržely v provozu až do konce éry dvounápravových tramvají v roce 1974. Tyto vozy již byly opatřeny novým ochranným systémem proti přejetí Svoboda-Jirgl-Charvát.
Vozy dodávané od roku 1915 měly zesílenou konstrukci, snížené nástupní plošiny oddělené od oddílu pro cestující dvoukřídlými posuvnými dveřmi, tyčový sběrač byl nahrazen lyrou a měly též jednokřídlé posuvné nástupní dveře zcela uzavírající plošiny. Vozy měly jako první již z výroby nová spřáhla pražského vzoru s dvojitou hlavou.V letech 1922–24 byly u těchto i dalších vozů nahrazeny lyry tyčovými sběrači.

### Obnova vozového parku

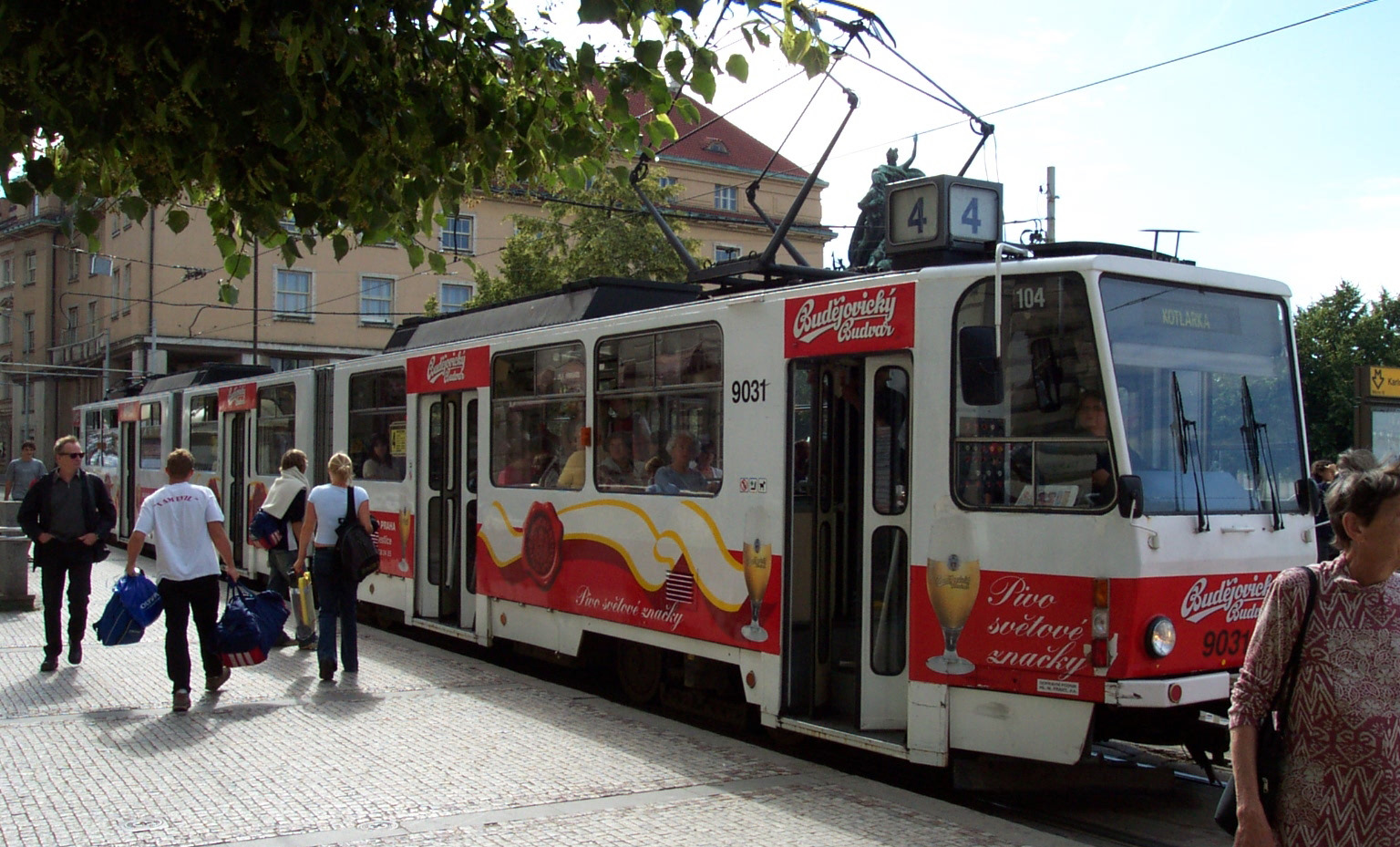
Tramvaj typu KT8D5 s celoplošnou reklamou (zastávka Palackého náměstí)

V roce 1951 započala náhrada zastaralých dvounápravových tramvají s vlečnými vozy novou, moderní řadou z produkce Tatry Smíchov konstrukce PCC – nejprve Tatra T1 (od roku 1951) a později T3 (od roku 1962). (Vozy T2 se neujaly jednak z důvodu vysoké hmotnosti, jednak kvůli tomu, že jejich dodávky do SSSR plně vytížily kapacitu závodu, který tak nemohl přijímat další zakázky).
Současně se zprovozněním metra byly v roce 1974 vyřazeny z provozu všechny zbylé dřevěné dvounápravové tramvaje, některé i z doby Rakousko-Uherska. Od roku 1974 tedy jezdily pouze tramvaje typů T (T1 a T3). V osmdesátých letech byly vyřazovány tramvaje typů T1, poslední roku 1983.
V letech 1989 a 1990 se v pražských ulicích objevil nový typ tramvají – tříčlánkové, obousměrné Tatra KT8D5 z ČKD Tatra Smíchov, dodané v počtu 48 ks, i když podle původních socialistických plánů jich mělo být až 120. V 90. letech byla otevřena jen nová trať rychlodrážního charakteru do Modřan v roce 1995 a po roce 2000 na Barrandov (rovněž v rychlodrážním provedení) (2003). K dalším změnám ve vozovém parku došlo mezi lety 1995 a 1997 – část tramvají T3 vystřídaly T6A5 (150 vozů). Původně se uvažovalo o nízkopodlažních vozidlech, ta však z finančních důvodů nemohla být zakoupena. Od roku 1999 se i tramvaje typu T3 modernizují na T3R.P; jejich vzhled se mnoho nezměnil, zato však byly podstatně vylepšeny jejich jízdní vlastnosti. Ve stejnou dobu se také na mnohých křižovatkách začala zavádět signalizace, upřednostňující tramvajovou dopravu, vybavení všech je však ještě otázkou mnoha let.
V roce 1996 se pokoušel Dopravní podnik zavést do provozu nízkopodlažní tramvaje Tatra RT6N1. Nakoupeno bylo několik vozů, ukázaly se ale jako velmi poruchové a navzdory několika nákladným opravám neschopné provozu; v roce 2007 DP jednal o jejich prodeji jiným městům. Byly to poslední tramvaje, které městu dodala ČKD Tatra.

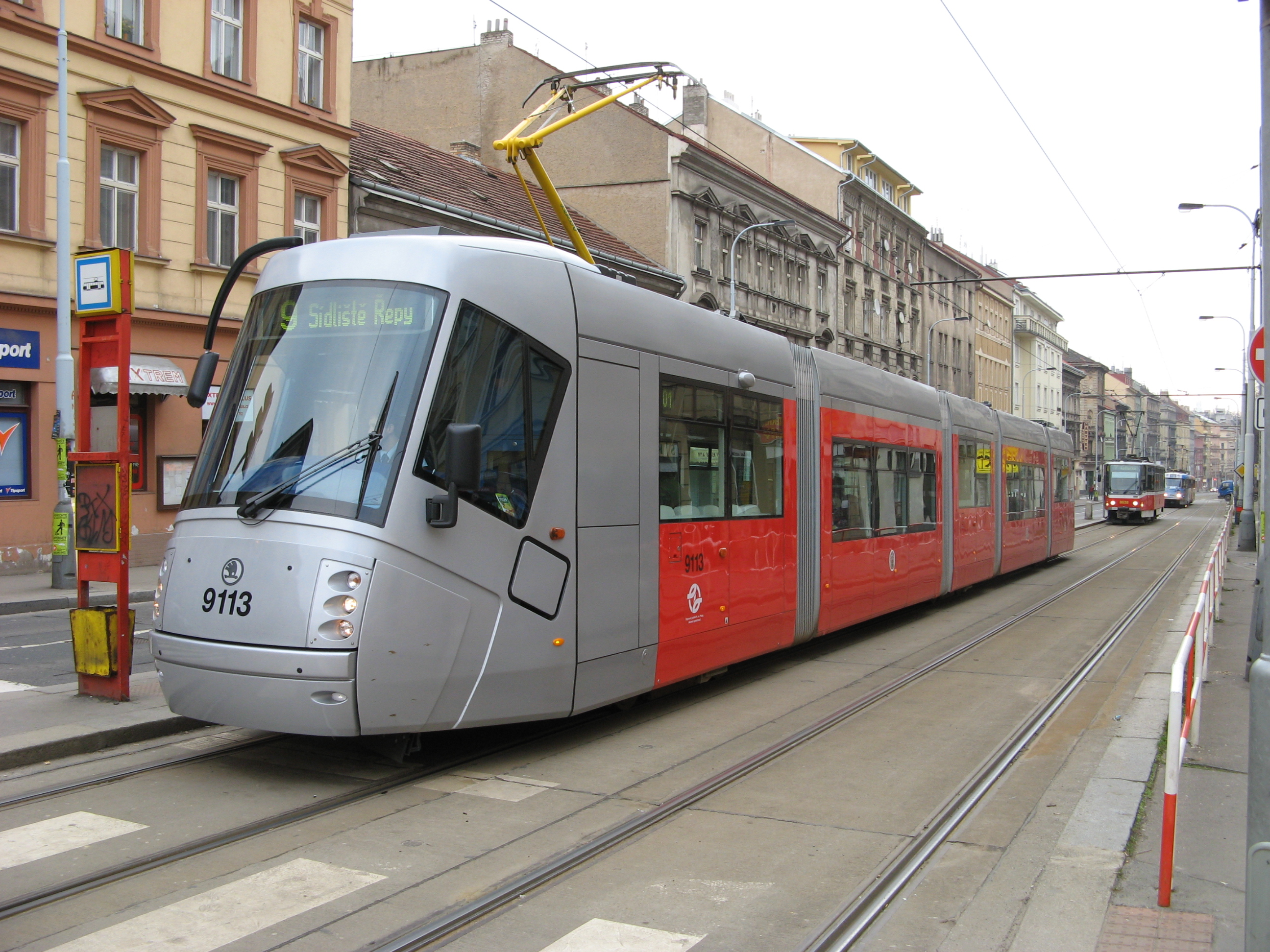
Nízkopodlažní tramvaj Škoda 14T nedaleko Smíchova (zastávka U Zvonu)

Od roku 2006 se modernizují i tramvaje KT8D5 výměnou středního článku za nízkopodlažní, od konce roku 2005 se zavádí do provozu pětičlánkové, částečně nízkopodlažní tramvaje Škoda 14T vyráběné společností Škoda Transportation v Plzni a designované firmou Porsche Design Group. Následované byly vyspělejší, plně nízkopodlažní Škoda 15T vyvinuté speciálně pro pražské podmínky. Do února 2019 jich pro Prahu bylo dodáno celkem 250.
Kromě toho DP zařazuje také novostavby vozů typu T3R.PLF, které mají prodlouženou nízkopodlažní střední část.
Většina zastávek je délkou dimenzována buď pro jednu dvojici vozů T3 (tj. i s rezervou 35 metrů) nebo pro dvě dvojice T3 (tj. i s rezervou 65 metrů). Rovněž další typy tramvají provozované v Praze mají obdobné délky, třebaže vozy T6 jsou nepatrně delší než T3. Na přelomu 80. a 90. let byla doprava provozována zásadně dvouvozovými soupravami, pak znovu začaly být používány i „sólo“ tramvaje, tedy jednovozové vlaky, zejména v noční dopravě.
Většina tramvají v Praze je nyní jednosměrných. Obousměrné jsou vozy řady Tatra KT8D5, kterých má Praha 48. Proto jsou pouze tyto vozy používány na linkách, které jsou mimořádně ukončeny na kolejovém přejezdu (např. na mobilním přejezdu Californien).
Od 31. března 2011 spouští pražský dopravní projekt bezdrátového připojení k internetu pro cestující. Wi-Fi vysílač bude zkušebně zabudován do jednoho nově zrekonstruovaného kloubového vozu typu Tatra KT8D5R.N2P, který bude vybaven také novým informačním systémem zahrnujícím například LCD obrazovky. Wi-fi bylo dále instalováno i do trojice vozů Škoda 15T a jednoho vozu Škoda 14T.
V červenci 2011 DP oznámil, že hodlá od července 2011 do roku 2018 prodat 300 tramvají typu T3 včetně modernizovaných verzí, do roku 2020 pak dalších 210 vozů. Kupce údajně již má. Zájemci jsou města ze zemí bývalého východního bloku. V minulosti již prodal 20 tramvají T3 do Pchjongjangu. Podle MF Dnes se v minulosti tyto tramvaje prodávaly za 100 až 150 tisíc Kč, což je jen o málo více než cena za prodej do šrotu. Kupcem většího množství pražských vozů Tatra T3, T3SUCS a T3M jsou ukrajinská města Charkov, Oděsa a Kyjev. V ukrajinských provozech jsou na vozech většinou prováděny pouze drobné úpravy a to na pantografu a v rozchodu podvozků (oboje nutné kvůli odlišnostem v tramvajové síti).

### Aktuálně používané typy tramvají

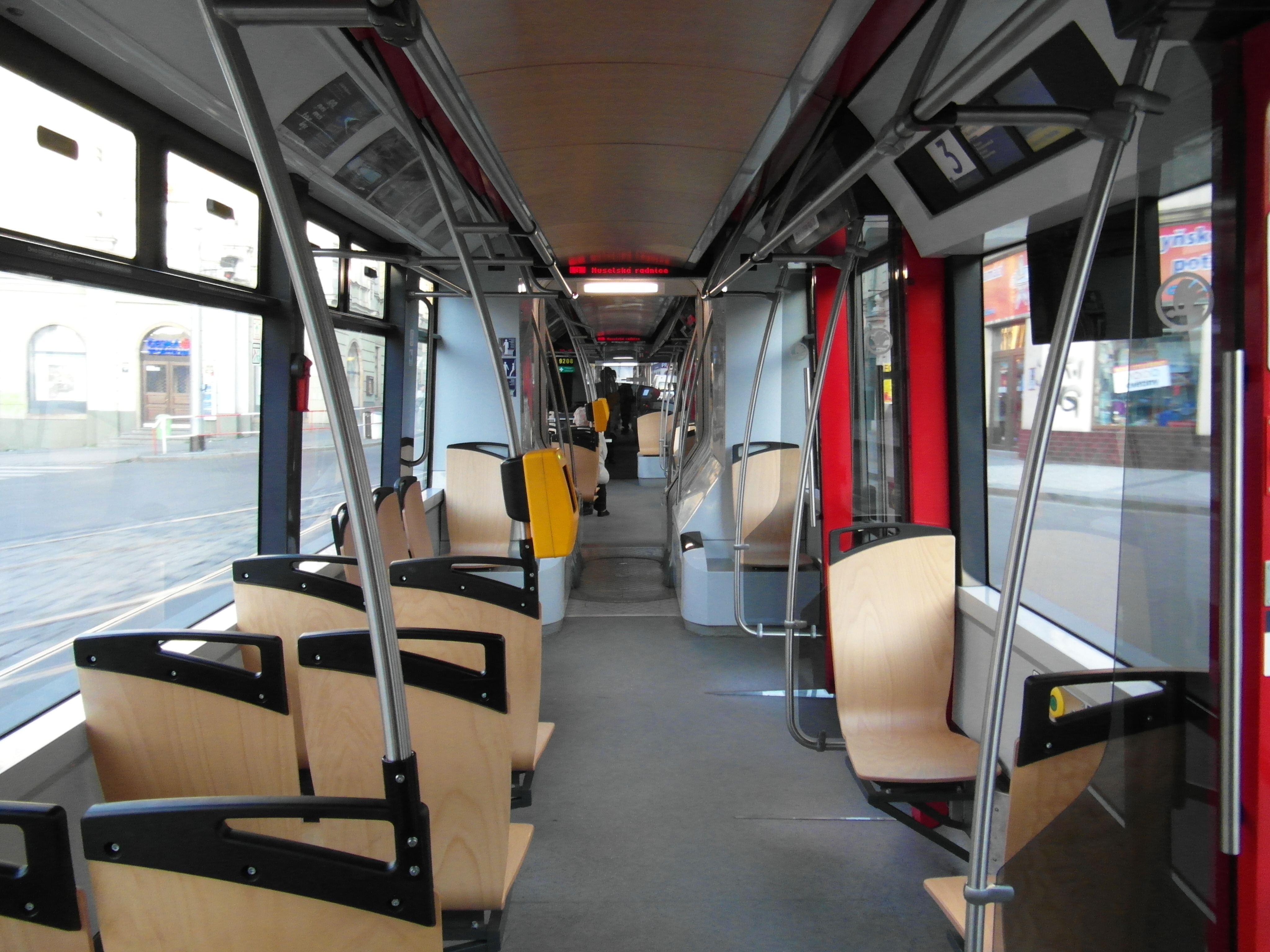
Interiér vozu Škoda 15T

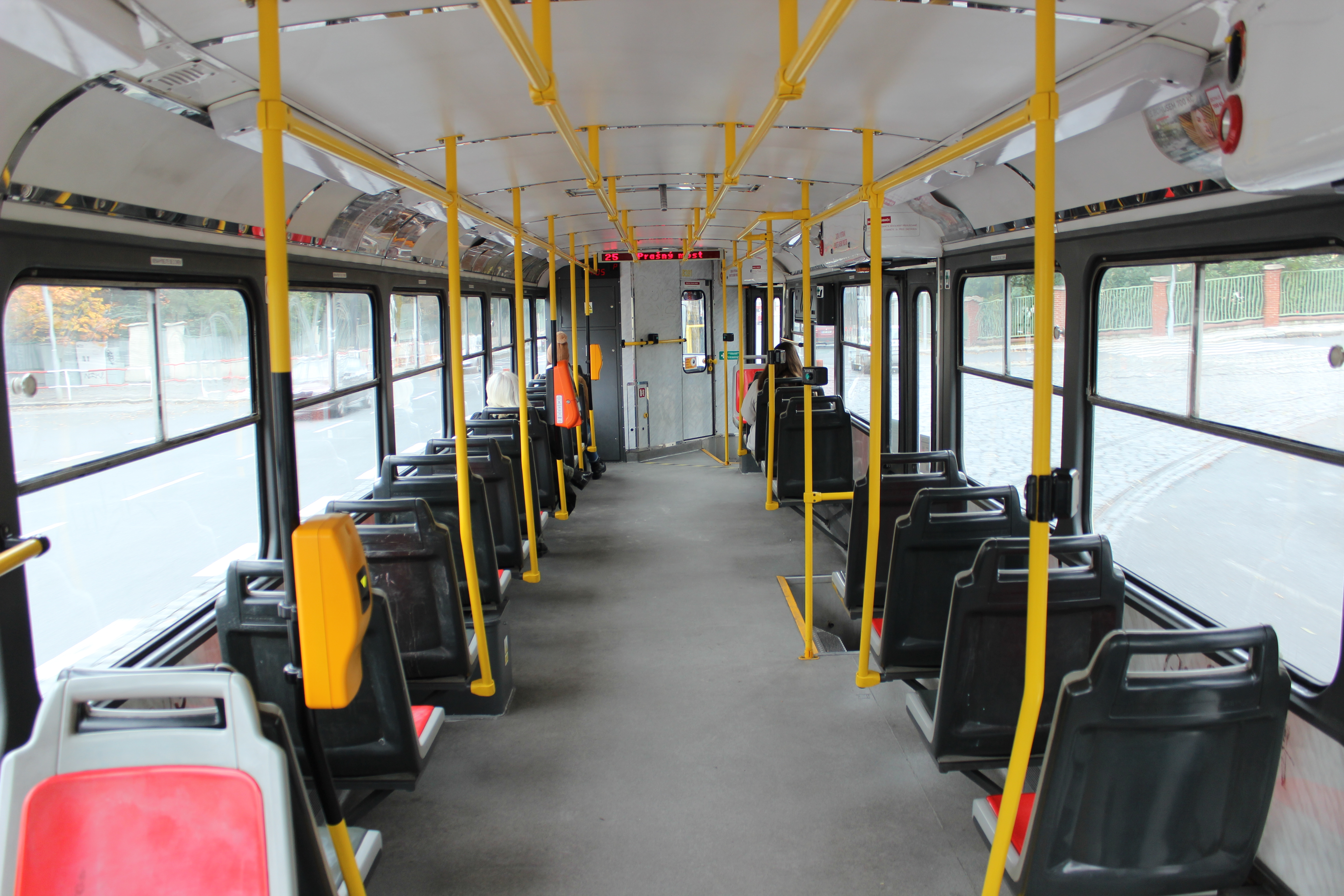
Interiér vozu Tatra T3R.P

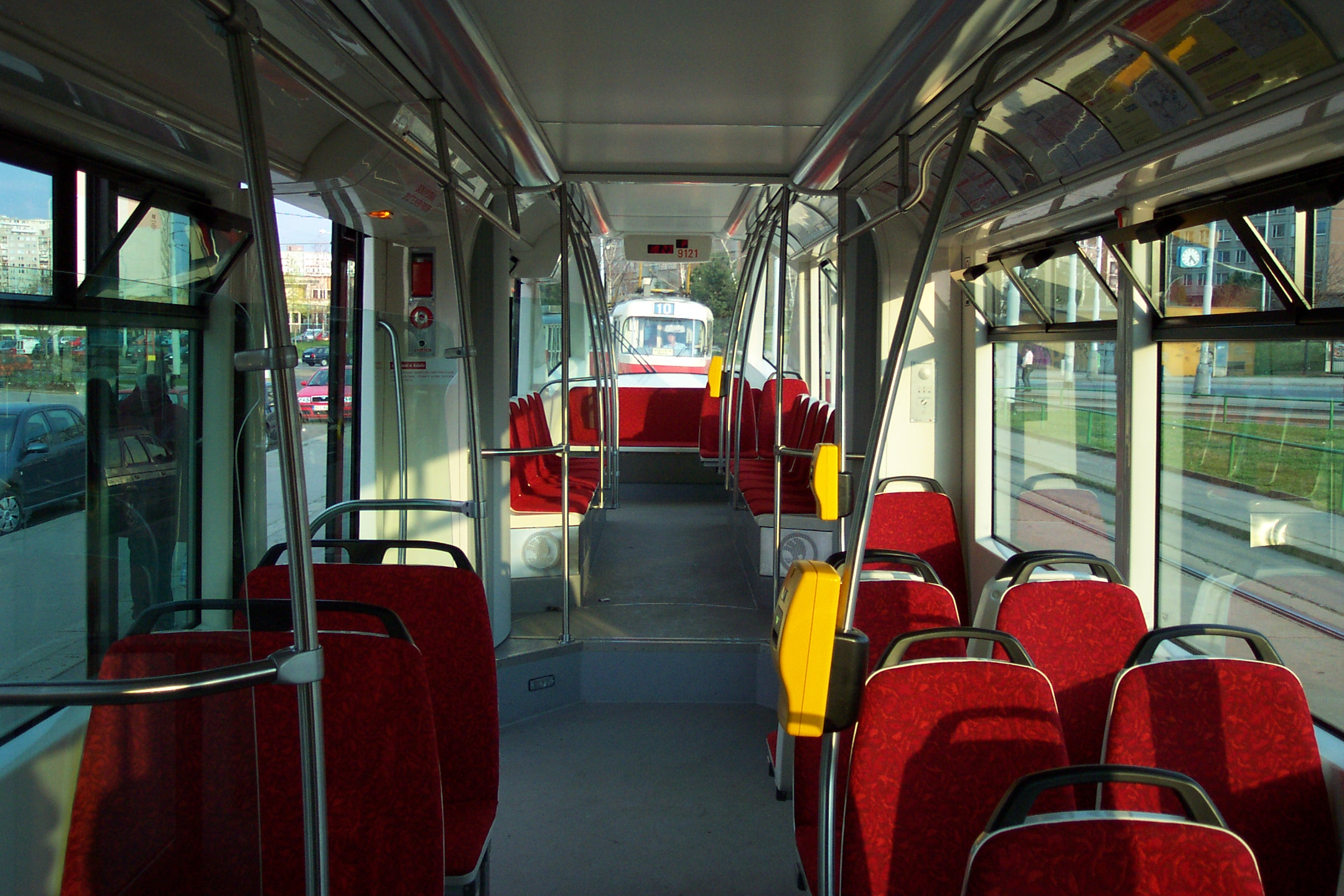
Interiér vozu Škoda 14T

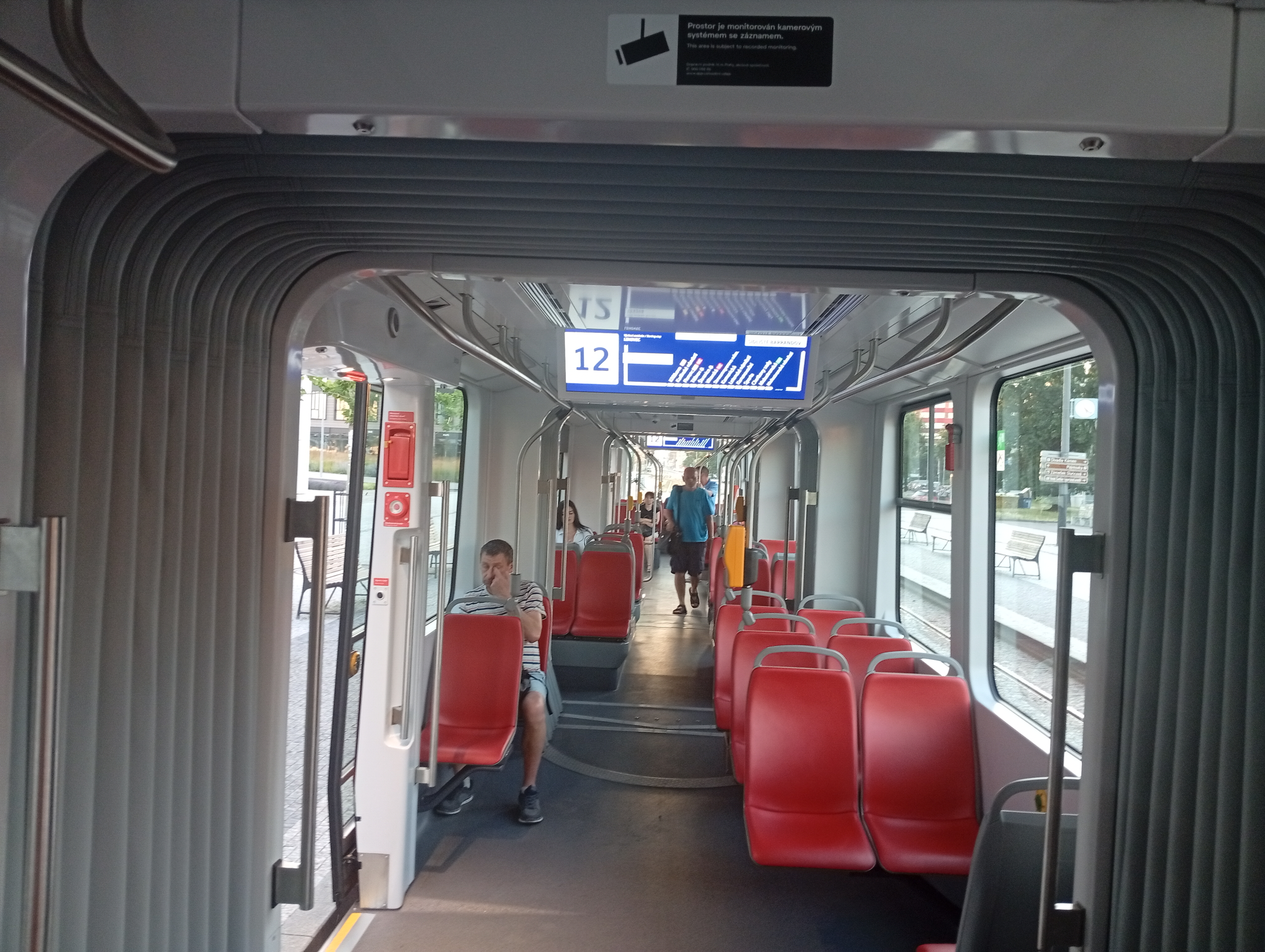
Interiér vozu Škoda 52T

Dopravní podnik hlavního města Prahy deponuje tyto typy tramvajových vozů určených k pravidelné přepravě cestujících a ke služebním účelům:
| Obrázek | Typ                      | Počet ke dni 02.12.2024 |
| ------- | ------------------------ | ----------------------- |
|         | Tatra T3M2-DVC           | 18                      |
|         | Tatra T3R.P Tatra T3R.PV | 310                     |
|         | Tatra T3R.PLF            | 61                      |
|         | Tatra KT8D5.RN2P         | 57                      |
|         | Škoda 14T                | 55                      |
|         | Škoda 15T                | 250                     |

Vlastní také ale i jeden vůz typu Tatra T4, který je používán jako vyhlídkový vůz.
Dále také Dopravní podnik vlastní několik vozů manipulačních. Jedná se o osm vozů Tatra T3M upravených na tramvajové pluhy, kde každý z vozů je deponován v jiné vozovně; osm vozů cvičných (typy Tatra T3, T3M a T3R.P) deponovaných ve vozovně Pankrác a dva oboustranné posunovací vozy Tatra T3 deponované v Ústředních dílnách a vůz měřící, dlouhodobě deponovaný ve vozovně Kobylisy, a jednu T3M upravenou na mazací a kropicí vůz, deponovanou ve vozovně Pankrác.
V polovině září 2008 byl v Plzni představen prototyp nové tramvaje Škoda 15T. Od února 2011 jsou tramvaje Škoda 15T v běžném provozu. Od roku 2015 do roku 2019 byly dodávány lehce vylepšené tramvaje 15T4 s klimatizací pro cestující a wi-fi připojením.
Dne 19. prosince 2011 ráno skončil v Praze provoz klasických, nemodernizovaných, vozů T3. Jako poslední dojezdila souprava č. 6892+6921 na lince 22. Nemodernizované vozy Tatra KT8D5 dojezdily v květnu 2013. Dne 24. března 2017 dojezdily v Praze v běžném provozu také tramvaje typu T3SUCS. Od následujícího dne se tramvaje T3 s odporovou výzbrojí vyskytují pouze na retrolince 23. Dne 19. června 2021 skončil pravidelný provoz vozů T6A5.

### Retrovozy
S následujícími vozy je možné se setkat na nostalgické lince 23.
| Obrázek | Typ          | Evidenční čísla              | Počet ke dni 25. 05. 2023 |
| ------- | ------------ | ---------------------------- | ------------------------- |
|         | Tatra T2R    | 6003, 6004                   | 2                         |
|         | Tatra T3     | 6892, 6921                   | 2                         |
|         | Tatra T3SU   | 7001                         | 1                         |
|         | Tatra T3SUCS | 7122, 7188, 7205, 7269, 7290 | 5                         |
|         | Tatra T3M    | 8013, 8014, 8042, 8085       | 4                         |
|         | Tatra T6A5   | 8601, 8750                   | 2                         |

### Vyřazené a muzejní vozy
| Obrázek | Typ                      | Evidenční čísla                                                                         | Vozovna    | Počet ke dni 09. 12. 2024 |
| ------- | ------------------------ | --------------------------------------------------------------------------------------- | ---------- | ------------------------- |
|         | Ringhoffer Škoda         | 240                                                                                     | Střešovice | 1                         |
|         | motorové vozy Ringhoffer | 88, 109, 297, 349, 351, 412, 2110, 2172, 2210, 2239, 2272, 2294, 3062, 3063, 3083, 3098 | Střešovice | 16                        |
|         | vlečné vozy Ringhoffer   | 608, 638, 723, 855, 1201, 1202, 1523, 1530, 1580, 1583, 1419                            | Střešovice | 11                        |
|         | Tatra T1                 | 5001, 5002                                                                              | Střešovice | 2                         |
|         | Tatra T2                 | 6002                                                                                    | Střešovice | 1                         |
|         | Tatra K2                 | 7000                                                                                    | Střešovice | 1                         |
|         | Tatra T3                 | 6102, 6149, 6340                                                                        | Střešovice | 3                         |
|         | Tatra T3M                | 8084                                                                                    | Střešovice | 1                         |
|         | Tatra T3SUCS             | 7292                                                                                    | Střešovice | 1                         |
|         | Tatra T6A5               | 8702                                                                                    | Střešovice | 1                         |
|         | Tatra KT8D5              | 9048                                                                                    | Střešovice | 1                         |

## Muzeum a historická linka

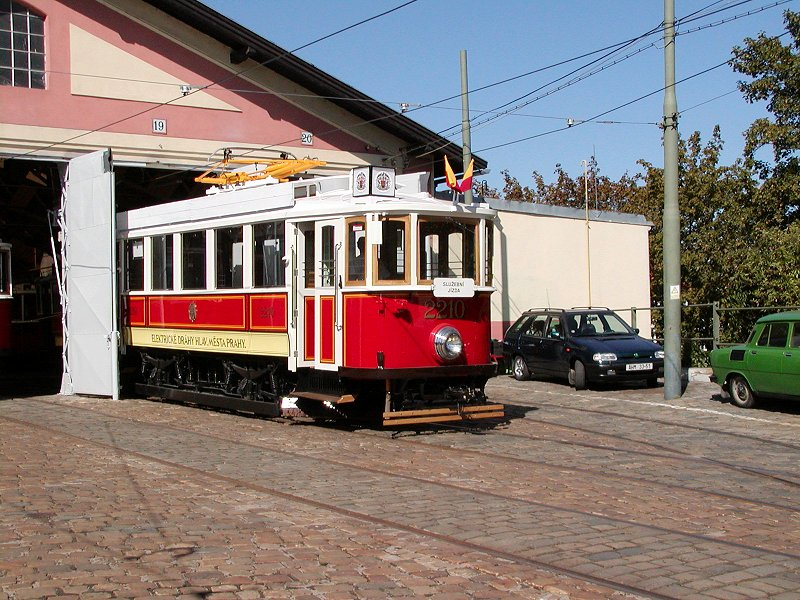
Historická tramvaj provozovaná na lince 41 vyjíždějící z vozovny Střešovice

Roku 1992 bylo ve Vozovně Střešovice zřízeno středisko smluvních jízd, od této doby jsou odsud vypravovány historické soupravy na okružní jízdy Prahou. Dne 14. května roku 1993 se část vozovny přebudovala na Muzeum MHD, díky rozsáhlosti sbírky všech tramvají, autobusů i trolejbusů, se stalo Národní technickou památkou.[zdroj?] Veřejně přístupné jsou první dvě lodě vozovny, kde se nacházejí historické tramvaje, ale též i autobusy a trolejbusy. V roce 2019 byly autobusy z prostor Muzea odvezeny, nachází se v depozitáři mimo vozovnu, plánuje se jejich samostatná expozice. Druhá polovina vozovny naopak slouží jako depozitář; nacházejí se zde vozy v různém stádiu rekonstrukce a na speciální koleji i jeden vagón metra Ečs a 81-71.

### Historické linky
V roce 1991 se na pražském Výstavišti konala Všeobecná československá výstava, která navazovala na podobnou akci, jež se na stejném místě uskutečnila před sto lety (v roce 1891). Na rok 1991 navíc připadalo sté výročí zahájení provozu elektrických tramvají v Praze, neboť během výstavy v roce 1891 byla představena Křižíkova tramvaj spojující konečnou lanové dráhy na Letné a Stromovku u Výstaviště. K připomenutí těchto dvou výročí se zvažovalo, že by se opětovně postavila trať staré Křižíkovy tramvaje spolu s replikou původního prvního elektrického vozu. K tomu však nakonec nedošlo, neboť organizátoři výstavy, jenž výstavbu obnovené trati plánovali, neměli tušení, kudy původní trať vedla.
Pro připomenutí jubilea tak byla zvolena varianta, kdy Prahou jezdila zvláštní tramvajová linka provozovaná starými vozy, jež měl Dopravní podnik v té době stále k dispozici. Na poradě v Dopravním podniku 11. února 1991 byl nápad schválen, vybralo se číslo linky – 91, aby odkazovalo na letopočty výstav 1891 a 1991 (v květnu 2017 linka přečíslována na 41), a současně se také vybraly dvojice vozů, jež by na lince jezdily. Jejich evidenční čísla jsou 2210 spolu s vlečným vozem 1202 a dvojice 2110 s vlečným vozem 1522. Tyto vybrané vozy musely být rekonstruovány a musely projít schválením podle podmínek pro dopravu ministerstva vnitra. Renovace se prováděly ve vozovnách Strašnice a Pankrác.

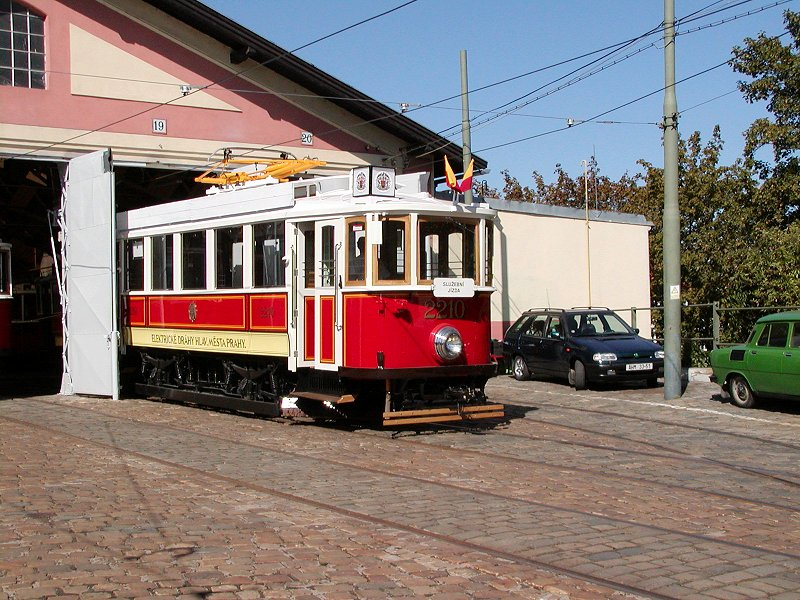
Vůz s evidenčním číslem 2210
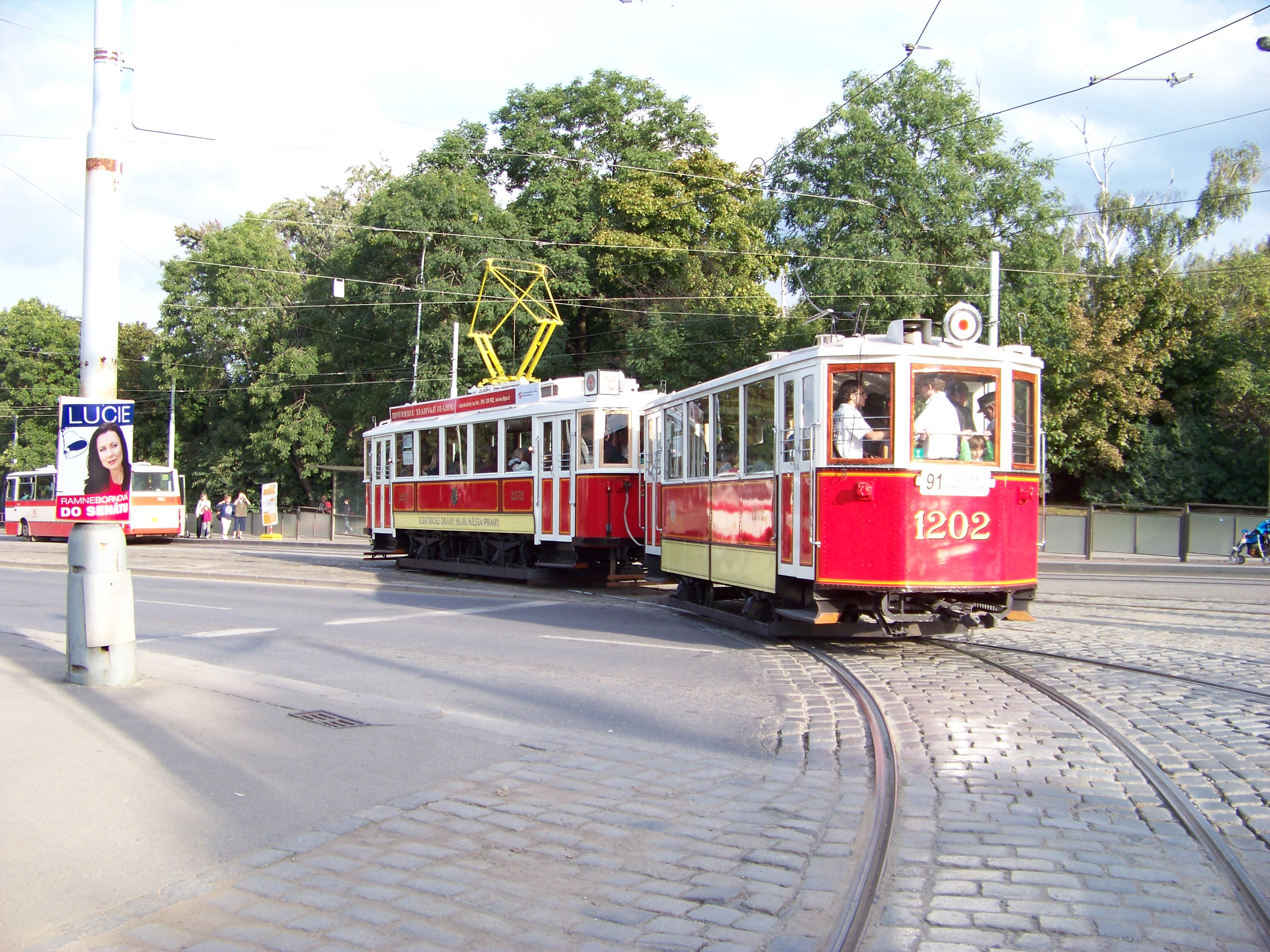
Vůz s evidenčním číslem 1202
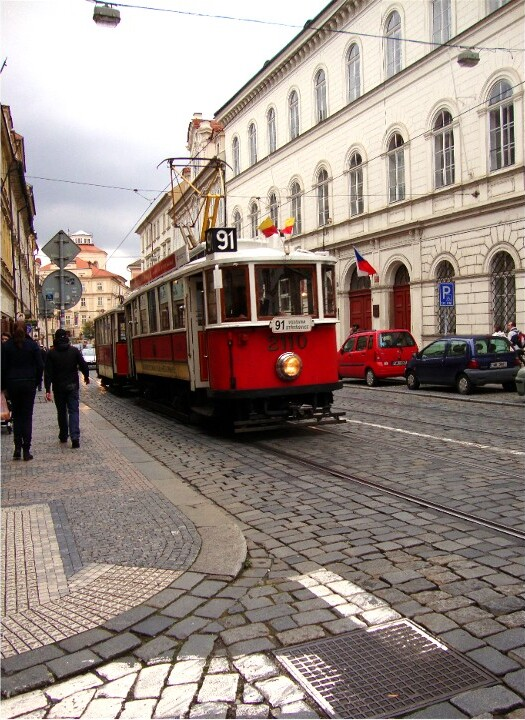
Vůz s evidenčním číslem 2110
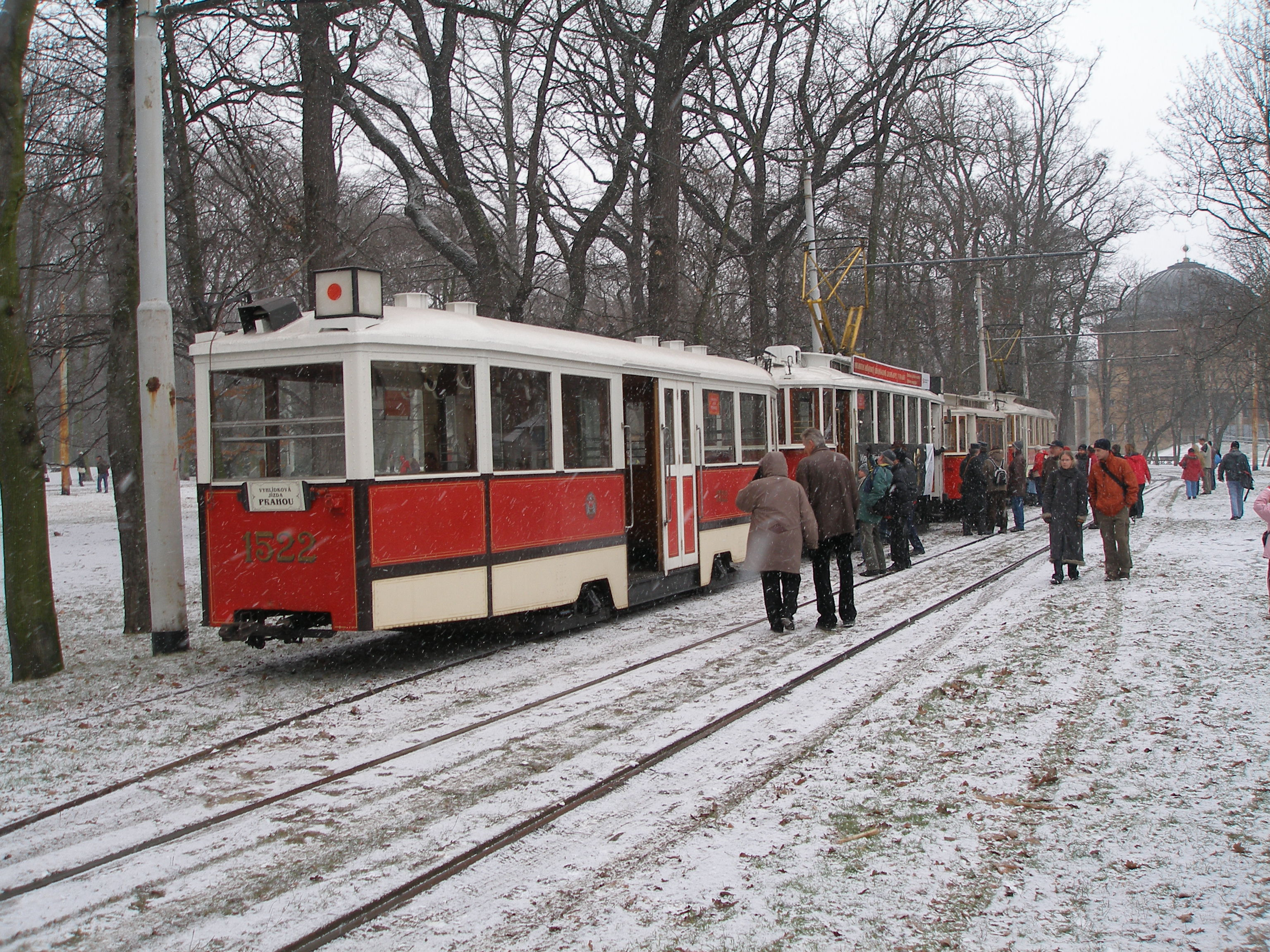
Vůz s evidenčním číslem 1522
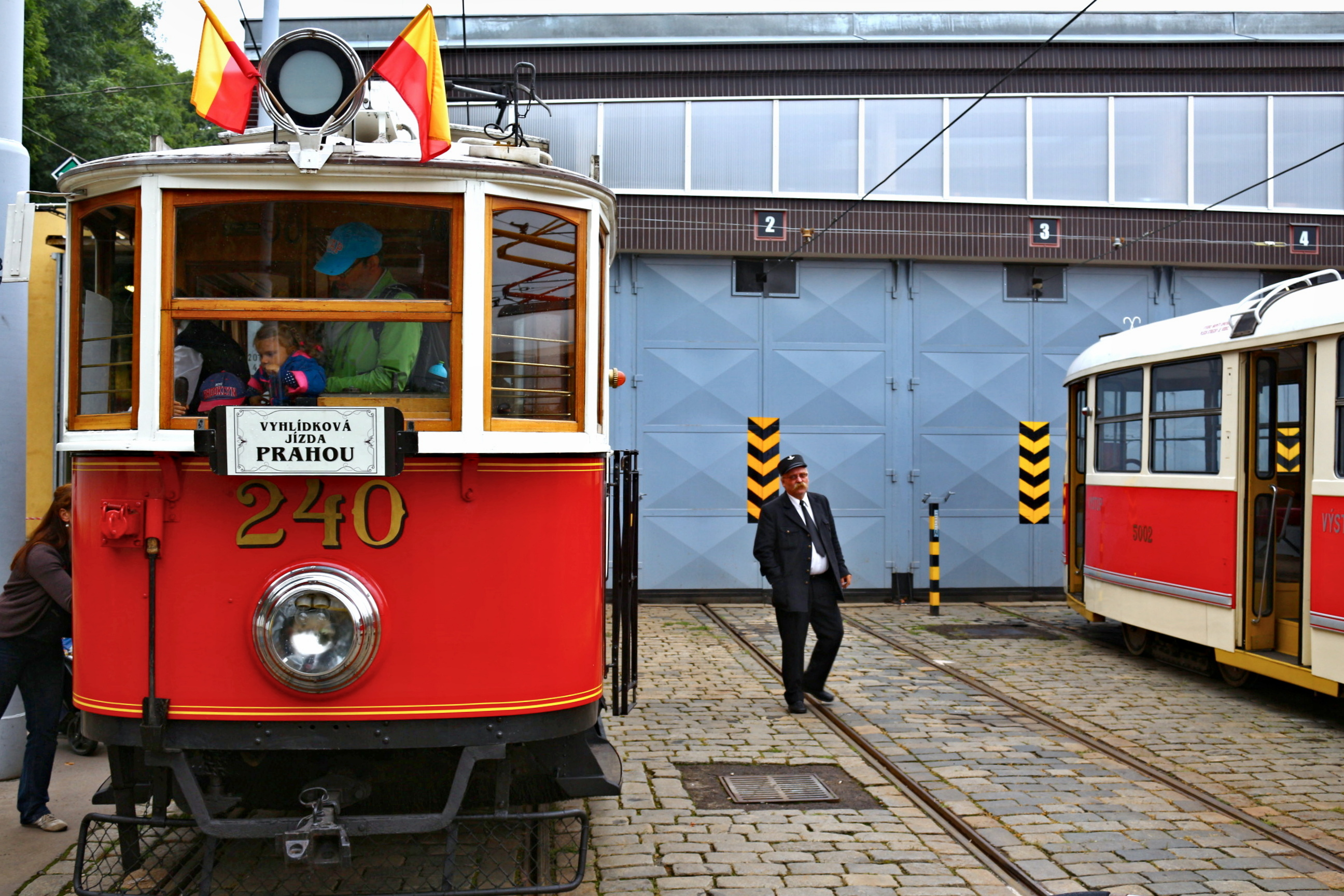
Vůz s evidenčním číslem 240

Dne 15. května 1991 linka vyjela a její okružní trasa vedla přes zastávky Výstaviště – Strossmayerovo náměstí – Náměstí Republiky – Václavské náměstí – Národní divadlo – Právnická fakulta – Čechův most – Strossmayerovo náměstí – Výstaviště. Linka byla v provozu pouze v odpoledních hodinách a jízdné stálo 5 Kč. Ve vozech se (v Praze opětovně po 17 letech) pohybovali průvodčí.
V roce 1992 byla v provozu též linka číslo 92 v trase Malostranské náměstí – Dlabačov. Protože se však neujala, její provoz brzy skončil.
Tramvaje na obě linky byly vypravovány z vozovny Strašnice, avšak od září 1992 bylo vypravování přesunuto do vozovny Střešovice.
Trasa linky číslo 91 se v počátcích často měnila. V roce 1992 – ve druhém roce svého provozu – byla oproti předchozímu roku změněna a vedla z Vápenky k Národnímu divadlu, dále přes Staroměstskou a Čechův most na Újezd a odtud zpět. V průběhu roku však došlo ke zkrácení linky na Hlavní nádraží (otáčení bylo prováděno na kusé koleji v Opletalově ulici), takže tramvaje již nezajížděly na Vápenku. Další rok přinesl opět změnu do vedení trasy linky, neboť její začátek byl na Výstavišti, odkud se jelo na Strossmayerovo náměstí, dále na Letenské náměstí, Špejchar na Malou Stranu a přes centrum města zpět na Výstaviště. Od roku 2001 začíná trasa linky ve vozovně Střešovice a přes Malou Stranu a centrum vede na Výstaviště. V roce 2012 jezdila linka po trase Vozovna Střešovice – Brusnice – Pražský hrad – Královský letohrádek – Malostranská – Malostranské náměstí – Hellichova – Újezd – Národní divadlo – Národní třída – Lazarská – Vodičkova – Václavské náměstí – Jindřišská – Masarykovo nádraží – Náměstí Republiky – Dlouhá třída – Nábřeží Kapitána Jaroše – Strossmayerovo náměstí – Veletržní – Výstaviště.